# Japonia
Japonia (jap. 日本 Nihon lub Nippon; właśc. 日本国 Nippon-koku lub Nihon-koku, czyli Państwo Japońskie) – państwo wyspiarskie położone na wąskim łańcuchu wysp na zachodnim Pacyfiku, u wschodnich wybrzeży Azji, o długości 3,3 tys. km.

Region Japonii

Z liczbą ludności wynoszącą około 124 mln osób, państwo to zajmuje 11 – pod tym względem – miejsce na świecie. Według danych ONZ i WHO przeciętna długość życia jest najwyższa na świecie. Japonia należy do grupy krajów wysoko rozwiniętych – jest czwartą gospodarką świata.
Zgodnie z przyjętą w 1947 roku demokratyczną konstytucją, Japonia jest monarchią parlamentarną z cesarzem jako symbolem jedności państwa i wybieranym w wyborach powszechnych dwuizbowym parlamentem.

## Nazwa
Zapisane znakami japońskimi (kanji) słowo Japonia (jap. 日本) ma dwa sposoby odczytywania: Nihon i Nippon. Znaki te tłumaczy się jako: Kraj Wschodzącego Słońca (日 – słońce; dzień 本 – korzeń; pochodzenie, początek). Określenie to pochodzi z Chin i odnosi się do położenia geograficznego Japonii względem kontynentalnej Azji. Wcześniejszą nazwą Japonii, jeszcze sprzed nawiązania kontaktów z Chinami, nadaną przez ludność zamieszkującą jej ziemie było Yamato (jap. 倭) lub 大和.
W Chinach natomiast ziemie te w okresie Trzech Królestw zwano krajem Wa (倭). Przed 1946 oficjalną nazwą Japonii było Cesarstwo Wielkiej Japonii (jap. 大日本帝国 Dai Nippon Teikoku). Termin ten jest z reguły stosowany na określenie państwa japońskiego w okresie od restauracji Meiji (jap. 明治維新 Meiji-ishin) do końca wojny na Pacyfiku, jednak oficjalnie zaczęto tej nazwy używać dopiero w 1936. Od 1946 oficjalną japońską nazwą kraju jest Nippon-koku lub Nihon-koku (日本国), co dosłownie oznacza Państwo Japońskie (国 – kraj, państwo).
W językach europejskich nazwa Japonia pojawiła się dzięki podróżnikowi Marco Polo, który zapisał wymowę mandaryńskiego określenia tych ziem: Cipangu (także Chipangu, Jipangu). Jednakże dzisiejsze słowo Japan pochodzi prawdopodobnie z kantońskiego Jatbun. W języku malajskim kantońskie określenie przybrało postać Japang i tak zostało zaimportowane do Europy przez portugalskich kupców. W 1577 zapisano po raz pierwszy to słowo jako Giapan.

## Geografia
Japonia położona jest na 14 125 wyspach. Punktem wysuniętym najdalej na północ jest przylądek Sōya (45°31′N) na północnym krańcu wyspy Hokkaido, a punktem wysuniętym najdalej na południe jest miniarchipelag trzech wysepek o nazwie Oki-no-Tori-shima (20°25′N). Natomiast w przypadku wzięcia pod uwagę wyłącznie czterech głównych wysp, najbardziej wysuniętym na północ punktem jest przylądek Sōya, a najbardziej wysuniętym na południe punktem jest przylądek Sata (30°59′N) na krańcu półwyspu Ōsumi na wyspie Kiusiu. Stolicą państwa jest Tokio (Tōkyō).
Główne wyspy archipelagu to Hokkaido (Hokkaidō), Honsiu (Honshū), Sikoku (Shikoku) i Kiusiu (Kyūshū), co stanowi 97% obszaru lądowego (niekiedy podaje się jako piątą Okinawę). Według danych z 2021 roku, łączna powierzchnia państwa wynosi 377 975 km². Większość powierzchni jest pokryta górami, a najwyższym szczytem jest wulkan Fudżi (3776 m). Z tego powodu prawie połowa ludności zamieszkuje nadmorski pas nizin rozciągający się między Tokio, Osaką i Nagoją. Tam też rozwijały się rolnictwo i przemysł. Obszar ten stanowi 13% terytorium państwa.
Japonia jest położona na styku płyt tektonicznych, w obrębie „ognistego pierścienia Pacyfiku”. Stałym zagrożeniem są więc trzęsienia ziemi, wybuchy wulkanów i fale tsunami. Stąd wynikają różnice w danych podających liczbę wysp i odmienną wielkość powierzchni kraju. W sierpniu i wrześniu nad archipelagiem istnieje wzmożone ryzyko występowania tajfunów, powstających z reguły na zachodnim Pacyfiku.
Japonia to archipelag wysp i wysepek ciągnących się wzdłuż wschodnich wybrzeży Azji i tworzących łuk długości 2990 km (Japończycy utrzymują, że ich kraj ma kształt „trzydniowego Księżyca”). Liczne półwyspy i zatoki sprawiają, że linia brzegowa jest bardzo dobrze rozwinięta, a jej długość wynosi 29 751 km.
Na południowym zachodzie, poprzez Morze Wschodniochińskie, Japonia graniczy z Chinami, na zachodzie Morze Japońskie oddziela kraj od obu Korei oraz Rosji. Na północy cieśnina Sōya (La Perouse’a) oddziela Japonię od rosyjskiej wyspy Sachalin, a cieśnina Nemuro (Kunaszyrska) od Wysp Kurylskich, których południowa część stanowi terytorium sporne z Rosją. Od wschodu i południa kraj oblewają wody Oceanu Spokojnego. Wzdłuż wybrzeży ciągnie się głęboki Rów Japoński (rów tektoniczny).

### Ukształtowanie powierzchni

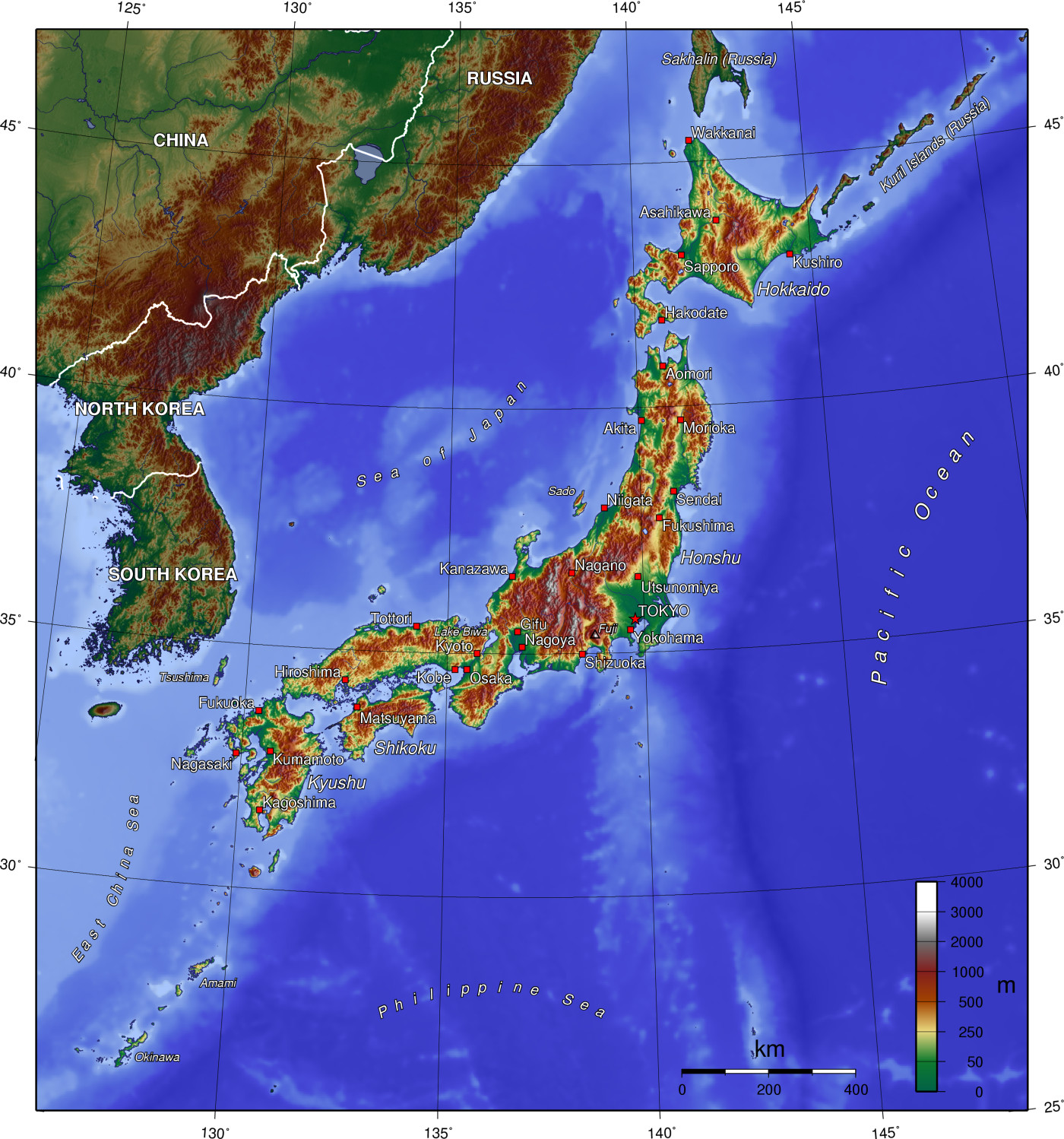
Wyspy Japońskie (mapa hipsometryczna)

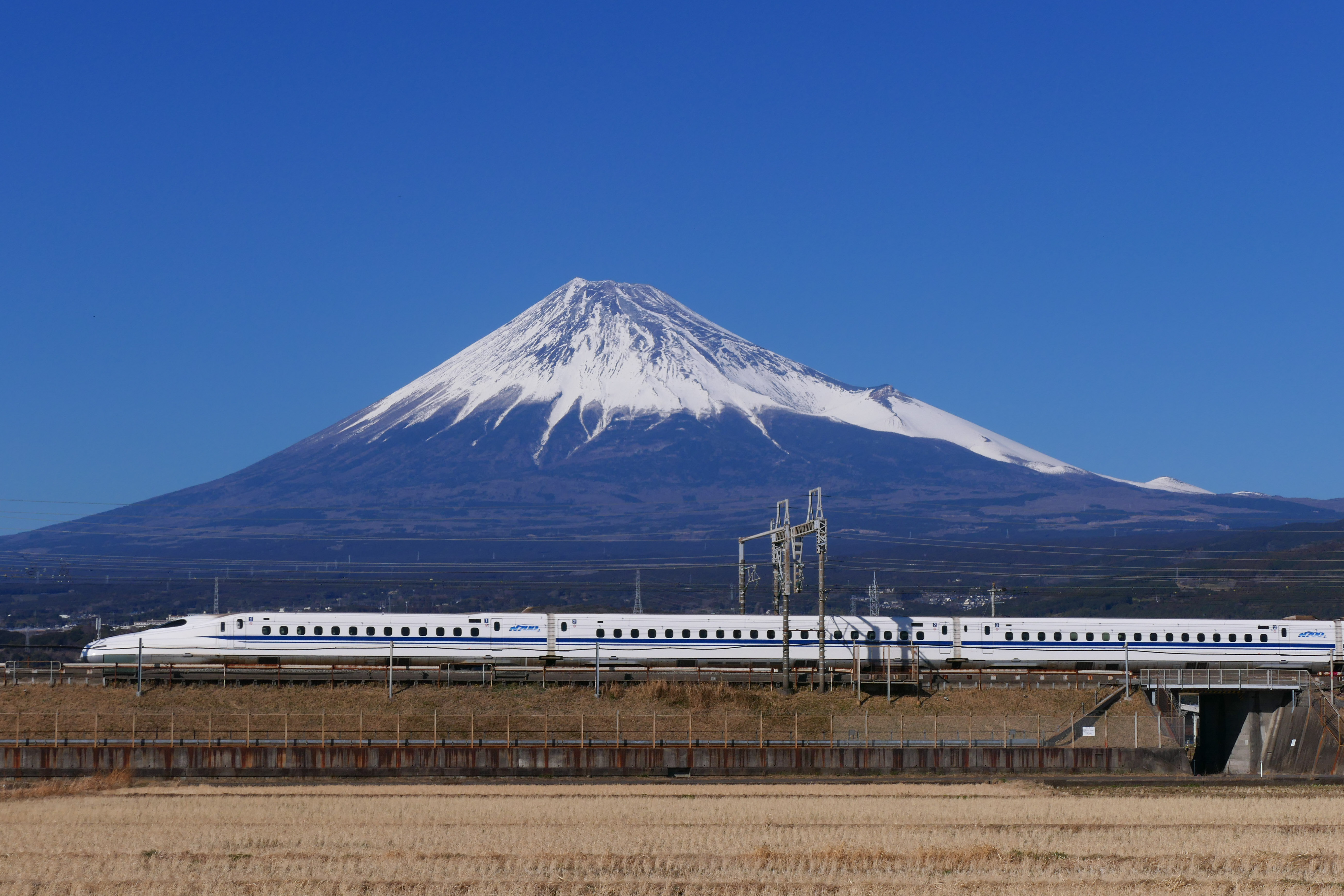
Góra Fuji i superekspres linii Tōkaidō Shinkansen

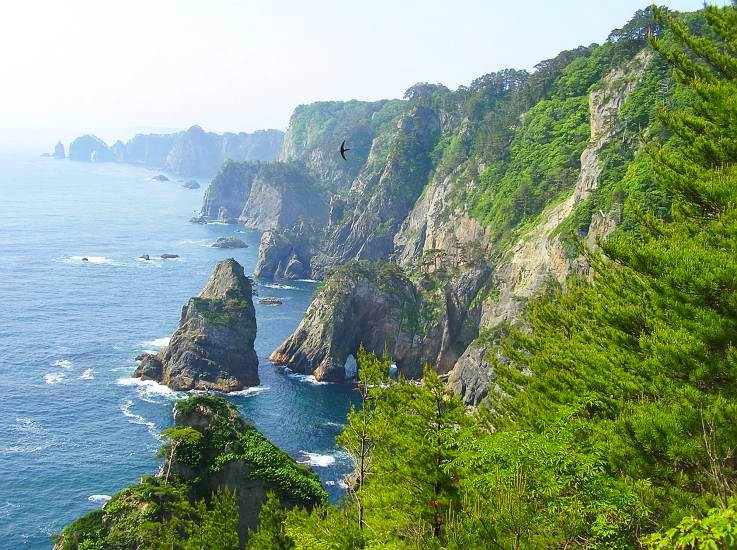
Klifowe wybrzeże Rikuchū Kaigan; prefektura Iwate

W krajobrazie Japonii dominują góry i wyżyny, zajmujące około 90% obszaru, w tym 10% to góry wysokie. Wyspy Japońskie stanowią bowiem nawodną część potężnego łańcucha górskiego, który wznosi się z dna oceanu na wysokość 12 000 m. W żadnej części kraju niziny stanowiące ok. 10% powierzchni nie są na tyle duże, aby sięgały po horyzont.
Najbardziej wysunięta na północ, rozległa wyspa Hokkaido poprzecinana jest pasmami górskimi: Kitami na północy, Hidaka na południowym wschodzie i Teshio na północnym zachodzie, które mają przebieg południkowy. W centrum wyspy znajdują się wulkaniczny masyw gór Ishikari z najwyższym szczytem Asahi (2291 m), a także mniejsze pasmo Yūbari. Góry Teshio od pozostałych rozdziela dolina aluwialna rzeki Ishikari (268 km) – trzeciego najdłuższego cieku Japonii. Otaczająca jej ujście nizina jest skupiskiem większości mieszkańców wyspy z największym miastem – Sapporo. Większe obszary nizinne zajmują ponadto zachodnią część Hokkaido, a na północnym wschodzie w głąb Morza Ochockiego wcina się górzysty półwysep Shiretoko. Natomiast południowo-zachodnią część stanowią półwyspy: Shakotan i Ōshima.
Cieśnina Tsugaru (szer. 19,5 km) oddziela Hokkaido od największej wyspy archipelagu – Honsiu, zajmującej 61% powierzchni kraju. W jej północnej części zwanej Tōhoku, której początek wyznaczają półwyspy Shimokita i Tsugaru, przebiegają południkowo wzdłuż poszarpanego, klifowego wybrzeża wschodniego góry Kitakami, a przez środek tego regionu góry Ōu. Oba pasma rozdzielone są nizinną doliną uchodzącej do Pacyfiku rzeki Kitakami, w której południowej części znajduje się Sendai, główne miasto regionu Tōhoku.
Pośród nadbrzeżnych nizin północno-zachodniego wybrzeża Honsiu, nieopodal półwyspu Oga, znajduje się najniżej położony punkt Japonii, tj. kryptodepresja jeziora Hachirogata (4 m p.p.m.). Dalej na południe dolina rzeki Mogami oddziela Ōu od biegnącego równolegle do zachodniego wybrzeża pasma górskiego Echigo, które z kolei przechodzi w zajmujące wnętrze wyspy rozległe góry Mikuni. Na wschód od nich wzdłuż wybrzeża Pacyfiku rozciąga się górzysty obszar Abukuma.
Uchodząca do Morza Japońskiego na wysokości wyspy Sado rzeka Shinano (376 km) – najdłuższa w Japonii – oddziela Mikuni od położonych na zachód od nich Alp Japońskich, które zajmują centralną część Honsiu zwaną Chūbu. W ich skład wchodzą trzy główne, biegnące południkowo, a równolegle względem siebie pasma: Hida na północy, Kiso w strefie środkowej oraz Akaishi na południu. Na wschód od tych ostatnich, a na północ od wcinającego się w Pacyfik półwyspu Izu znajduje się masyw wulkanu Fudżi (3776 m) – najwyższego szczytu Japonii.
W południowo-wschodniej części Honsiu rozciąga się równina Kantō (13 tys. km²) – największy obszar nizinny, w którego południowej części nad Zatoką Tokijską leży Tokio, stolica państwa. Samą zatokę od otwartego oceanu oddzielają nizinne półwyspy: Miura i Bōsō. Na zachód od Alp Japońskich leżą pasma górskie: Ryōhaku, Ibuki oraz Yōrō. Na północ od nich głęboko w Morze Japońskie wcina się, w przeważającej części nizinny, półwysep Noto, a na południe od owych gór rozpościera się niewielka nizina Nōbi. W jej centralnej części, nad zatoką Ise, leży główne miasto regionu Chūbu – Nagoja.
Pomiędzy należącą do Morza Japońskiego zatoką Wakasa a wspomnianą Ise znajdują się największy zbiornik wodny Japonii – jezioro Biwa (675 km²) – oraz niewielkie, przebiegające południkowo między nim a niziną Nōbi, pasmo gór Suzuka. Na południe od nich rozpościera się rozległy półwysep Kii, którego większą część zajmują góry o tej samej nazwie. U nasady tego półwyspu na niewielkiej nizinie Osaka i sąsiadującej z nią kotlinie Kioto, znajdują się miasta Osaka nad zatoką Osaka i położone w głębi lądu Kioto. Na północ od nich, a po zachodniej stronie jeziora Biwa leżą góry Hira z najwyższym szczytem Buna-ga-take (1 214 m).
Zachodnią część Honsiu w przeważającej części stanowi biegnące równoleżnikowo rozległe pasmo gór Chūgoku (najwyższy szczyt Daisen 1729 m). Przylegające do nich od południa wąskie niziny nadbrzeżne Morza Wewnętrznego są licznie zamieszkane z największym miastem Hiroszima i innymi, jak: Tokuyama, Kure, Fukuyama, Kurashiki, Okayama. Na wybrzeżu Morza Japońskiego znajduje się półwysep Shimane, na północ od którego leży niewielki archipelag wysp Oki.
Kanał Kii oraz usiane rozlicznymi wyspami Morze Wewnętrzne (Seto-naikai; dosł. Wewnętrzne Morze Cieśnin) oddzielają Honsiu od czwartej największej wyspy Japonii – Sikoku. Większą jej część zajmują góry Sikoku z najwyższym szczytem Ishizuchi (1982 m). W północno-wschodniej części wyspy dolina rzeki Yoshino oddziela je od niewielkiego pasma Sanuki. Nadbrzeżne niziny północne stanowią główny obszar osadniczy z miastem Matsuyama na czele.
Na południowym zachodzie kraju położona jest trzecia pod względem wielkości wyspa Kiusiu, oddzielona od Honsiu wąską cieśniną Kanmon, a od Sikoku cieśniną Bungo. Znaczną część jej centralnego obszaru zajmuje pasmo gór Kiusiu (Kyūshū-sanchi) ciągnące się z północnego wschodu na południowy zachód. Na północ od niego znajdują się góry Kujū (Kujū-renzan).
Na północnym, przylegającym do Morza Japońskiego wybrzeżu znajduje się największe miasto Kiusiu – Fukuoka. Silnie rozczłonkowane wybrzeża przybrały postać licznych półwyspów: Ōsumi i Satsuma na południu oraz Shimabara, Nishisonogi i Nagasaki na zachodzie. Ponadto nieopodal występują liczne mniejsze wyspy i archipelagi: Cuszima (Tsushima), Iki, Amakusa, czy Gotō.
Południowe zwieńczenie Wysp Japońskich stanowi długa na 1000 km girlanda wysp Riukiu (Nansei Shotō), które dzielą się na położone bliżej Kiusiu Satsunan oraz dalsze właściwe wyspy Riukiu (Ryūkyū Shotō), z Okinawą (największą z nich).
Do Japonii należą też inne grupy przeważnie wulkanicznych wysp, a więc leżące ok. 2000 km na południe od Tokio Ogasawara i Kazan oraz położone bliżej Honsiu wyspy Izu. Razem określane są one mianem wysp Nanpō i wyznaczają granicę pomiędzy Pacyfikiem a Morzem Filipińskim, na którym znajdują się jeszcze położone na wschód od Okinawy wyspy Daitō.

### Budowa geologiczna
Budowa geologiczna Wysp Japońskich jest bardzo skomplikowana. Występują tu fragmenty starej skorupy kontynentalnej wieku prekambryjskiego, obszary zbudowane ze skał paleozoicznych, mezozoicznych i kenozoicznych z dużą ilością skał wulkanicznych powstałych od miocenu do dziś.
Od kontynentu azjatyckiego Wyspy Japońskie oddziela Morze Wschodniochińskie, którego podłoże zbudowane jest ze skorupy oceanicznej wieku mioceńskiego.

### Sejsmologia

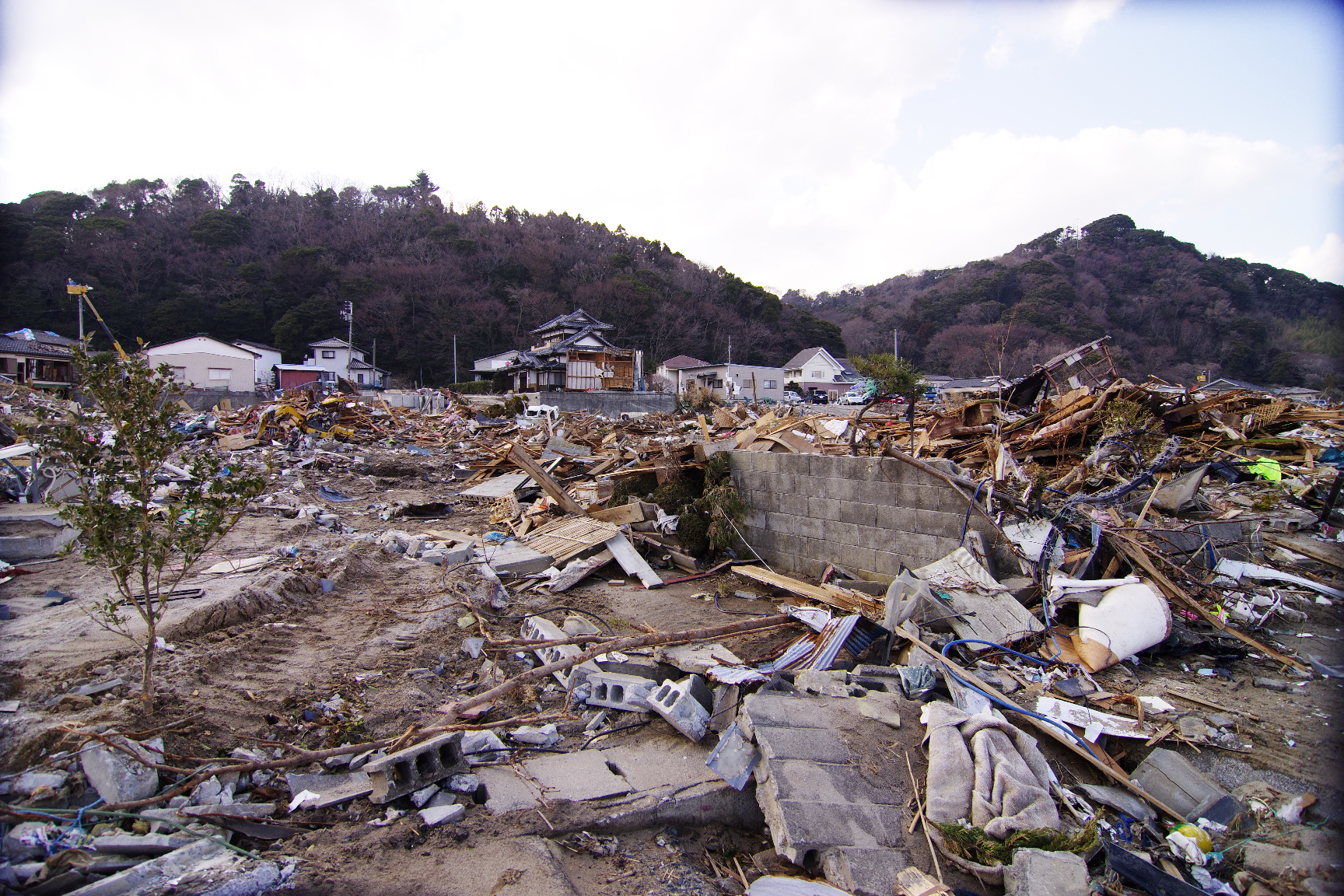
Zniszczenia po uderzeniu tsunami, Iwaki, prefektura Fukushima (2011)

Wyspy Japońskie leżą na styku czterech płyt tektonicznych: wielkiej eurazjatyckiej, północnoamerykańskiej, przemieszczającej się w kierunku zachodnim (ok. 10 cm rocznie) płyty pacyficznej oraz mniejszej filipińskiej, z racji czego kraj nawiedzają częste trzęsienia ziemi i wybuchy wulkanów. Na wchodzącym w skład „ognistego pierścienia Pacyfiku”, terytorium Japonii znajduje się około 80 czynnych wulkanów, spośród których największą aktywność wykazują te znajdujące się na Kiusiu, zwłaszcza Aso, Unzen i Sakurajima.
Występujące powszechnie wokół innych wulkanów gorące źródła (onseny), gejzery, stawy gorącego błota oraz wyziewy gazów i par świadczą o tym, iż nie są one całkowicie wygasłe, a ich działalność wciąż stanowi poważne zagrożenie erupcją. Rocznie w Japonii rejestruje się od 1 do 3 tys. wstrząsów o różnym nasileniu. Zdecydowana większość z nich jest na tyle słaba, że wykrywają je tylko czułe sejsmografy. Niektóre z nich, powyżej 7 stopni w skali Richtera, są katastrofami, jak np. wielkie trzęsienie ziemi w Kantō w 1923 roku, które pochłonęło 143 tys. ofiar, czy też to, które nawiedziło Kobe w 1995, zadając śmierć ponad 6 tys. osób i powodując przy tym ogromne zniszczenia, mimo zastosowania nowoczesnych technologii i materiałów.
Szczególnie narażona jest równina Kantō, gdzie wielkie trzęsienia ziemi zdarzają się mniej więcej co 70 lat. Natomiast podmorskie trzęsienia ziemi są przyczyną powstawania wysokich fal morskich tsunami (do 50 m), które uderzając o wybrzeże z prędkością 750 km/h są w stanie wyrzucić na brzeg pełnomorski statek i dokonać znacznych zniszczeń. Tak było w 1495 roku, kiedy tsunami zniszczyło większą część Kamakury, a w 1993 roku wyspę Okushiri u wybrzeży Hokkaido. W 2011 roku, u wschodnich wybrzeży północnej Japonii wystąpiło trzęsienie ziemi o sile 9 stopni w skali Richtera. Spowodowało ono falę tsunami, która zalała ogromne obszary wokół miasta Sendai.

### Wody

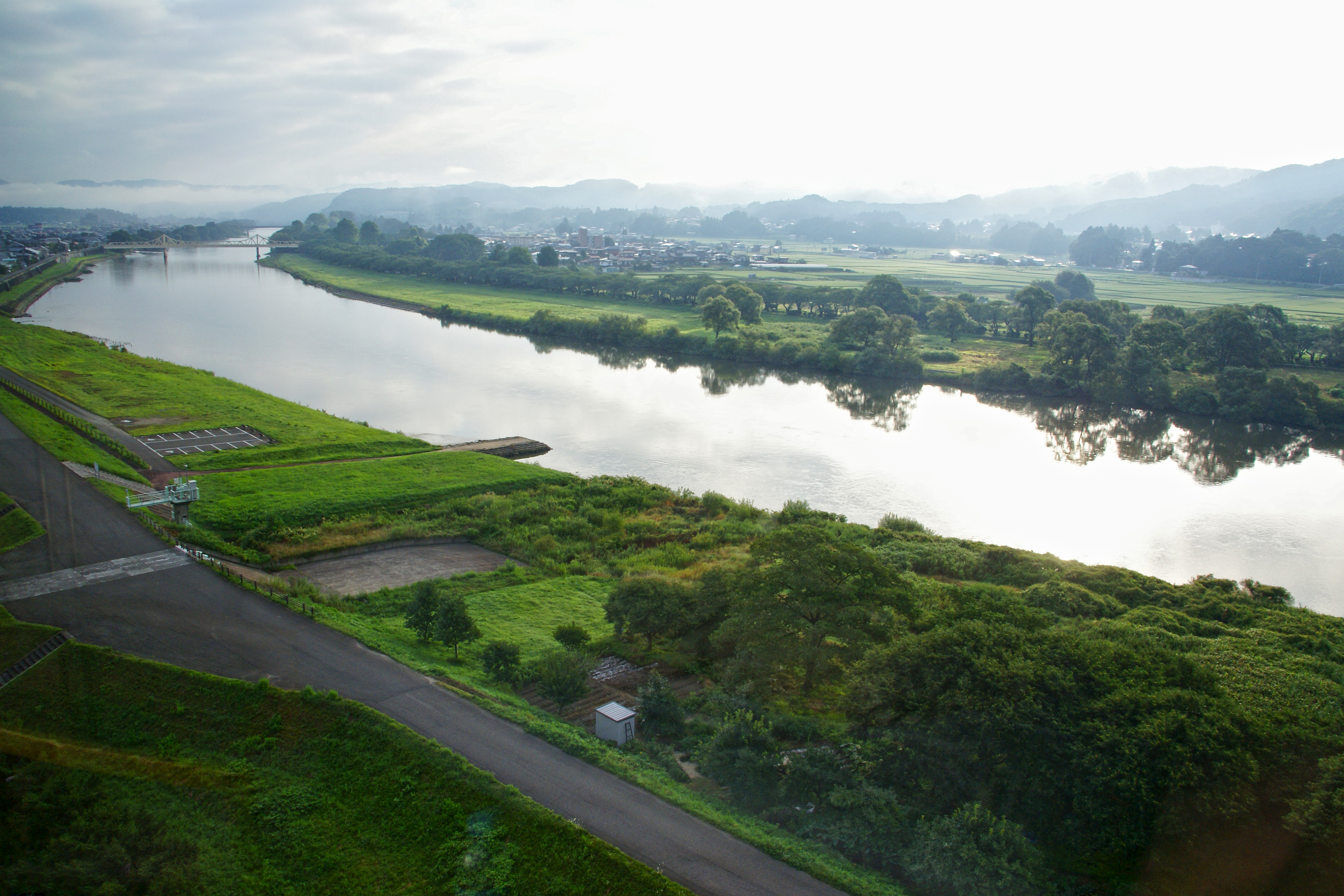
Rzeka Kitakami (249 km) w prefekturze Iwate

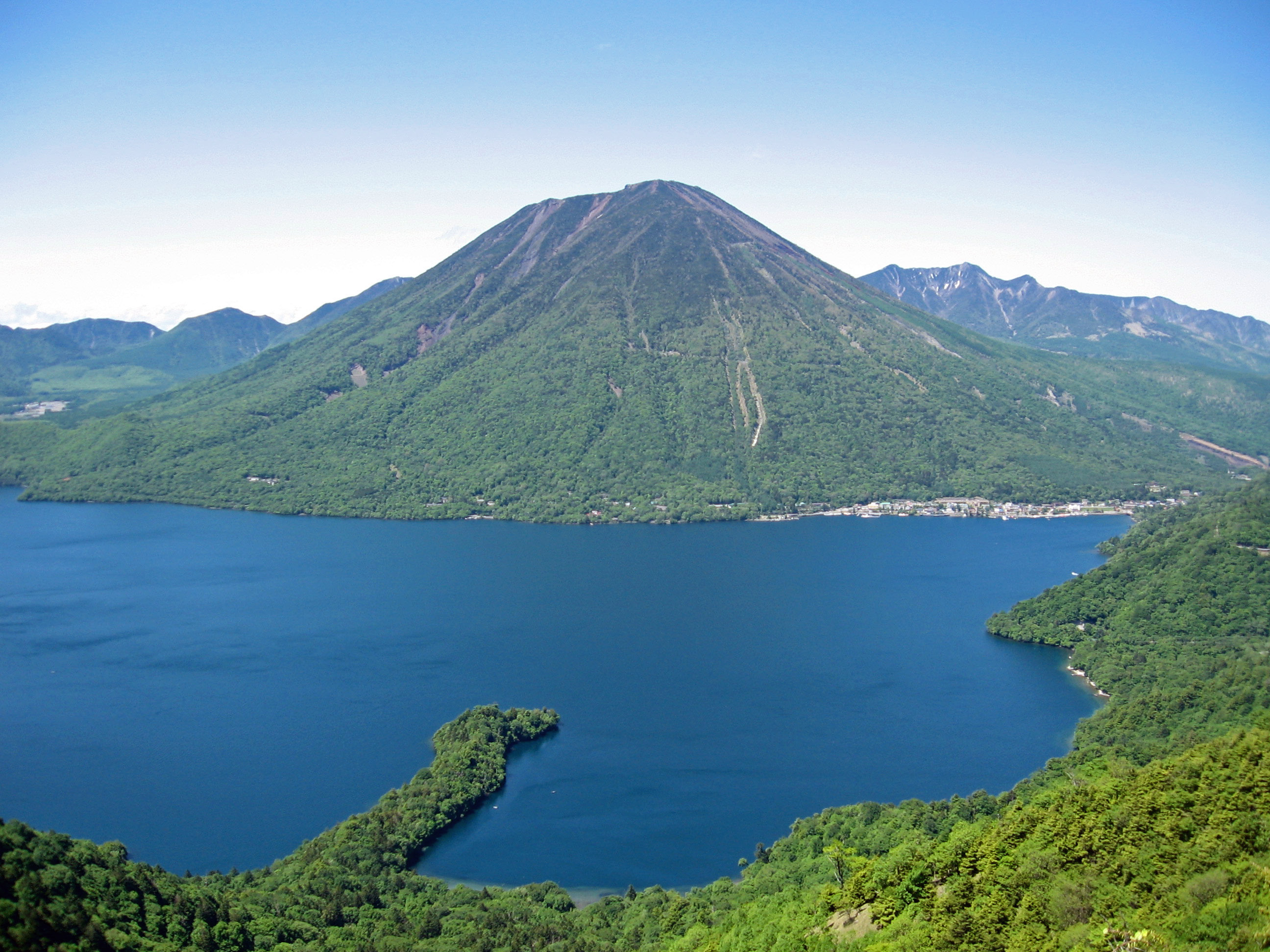
Góra Nantai (2486 m) i najwyżej położone w Japonii jezioro Chūzenji o powierzchni 11,90 km², w Parku Narodowym Nikkō (prefektura Tochigi)

Terytorium Japonii w całości należy do zlewiska Oceanu Spokojnego. Tworzy je gęsta sieć krótkich, górskich rzek z licznymi progami, a co za tym idzie wodospadami oraz bystrzami. W związku z czym tylko miejscami nadają się one do regularnej żeglugi, przede wszystkim spławu drewna. Ze względu jednak na znaczne spadki wód, owe cieki mają znaczny potencjał hydroenergetyczny, a także znajdują zastosowanie w nawadnianiu pól uprawnych. Wiosną, w czasie topnienia śniegów, rzeki na Hokkaido i północnym Honsiu oraz pozostałe w czasie opadów letnich mają znaczne przybory wód, tym samym powodując często w ich dolnych biegach katastrofalne powodzie. Do najdłuższych rzek zaliczają się płynące przez Honsiu: Shinano (367 km) oraz Tone (322 km), a także najdłuższy ciek Hokkaido – Ishikari (268 km).
Największe, bo liczące 16 840 km² dorzecze ma Tone; następnie – Ishikari 14 330 km² i Shinano 11 900 km².
Najwyższym japońskim wodospadem, pod względem wysokości, jest Shōmyō, którego wody spadają z wysokości 349 m. Inne najsłynniejsze wodospady tego kraju to: Nachi (133 m wysokości) w prefekturze Wakayama oraz Kegon (96 m) w Parku Narodowym Nikkō.
Wśród występujących w Japonii jezior większość ma pochodzenie tektoniczne, kalderowe, bądź kraterowe, a w mniejszym stopniu lagunowe, czy sztuczne. Największym zbiornikiem wodnym jest położone w środkowej części Honsiu tektoniczne jezioro Biwa, którego powierzchnia wynosi 670 km². Ponadto jeszcze trzy zajmują obszar większy niż 100 km², a są to: Kasumigaura (167,6 km²) na wschód od Tokio, w prefekturze Ibaraki, Saroma (151,9 km²) na Hokkaido oraz Inawashiro (103,3 km²) w regionie Tōhoku. Najgłębszymi jeziorami są: Tazawa (423,4 m) na północy Honsiu, Shikotsu (360,1 m) na Hokkaido, Towada (326,8 m) na północy Honsiu i Mashū (211,4 m) na Hokkaido. Kolejne cztery, w tym Biwa, mają głębokość przekraczającą 100 m. Znajdujące się na północ od Tokio, w prefekturze Tochigi jezioro Chūzenji jest najwyżej położonym jeziorem w Japonii (1269 m n.p.m.). Następne są położone w środkowej części Honsiu, w prefekturze Nagano, jeziora: Kizaki (764 m n.p.m.) oraz Suwa (759 m n.p.m.), a także wspomniane wyżej Inawashiro (514 m n.p.m.).
Za sprawą szczególnie dużej aktywności wulkanicznej Japonia obfituje w bogate zasoby podziemnych wód, przede wszystkim termalnych, dzięki którym licznie występują onseny, czyli japońskie cieplice.

### Klimat

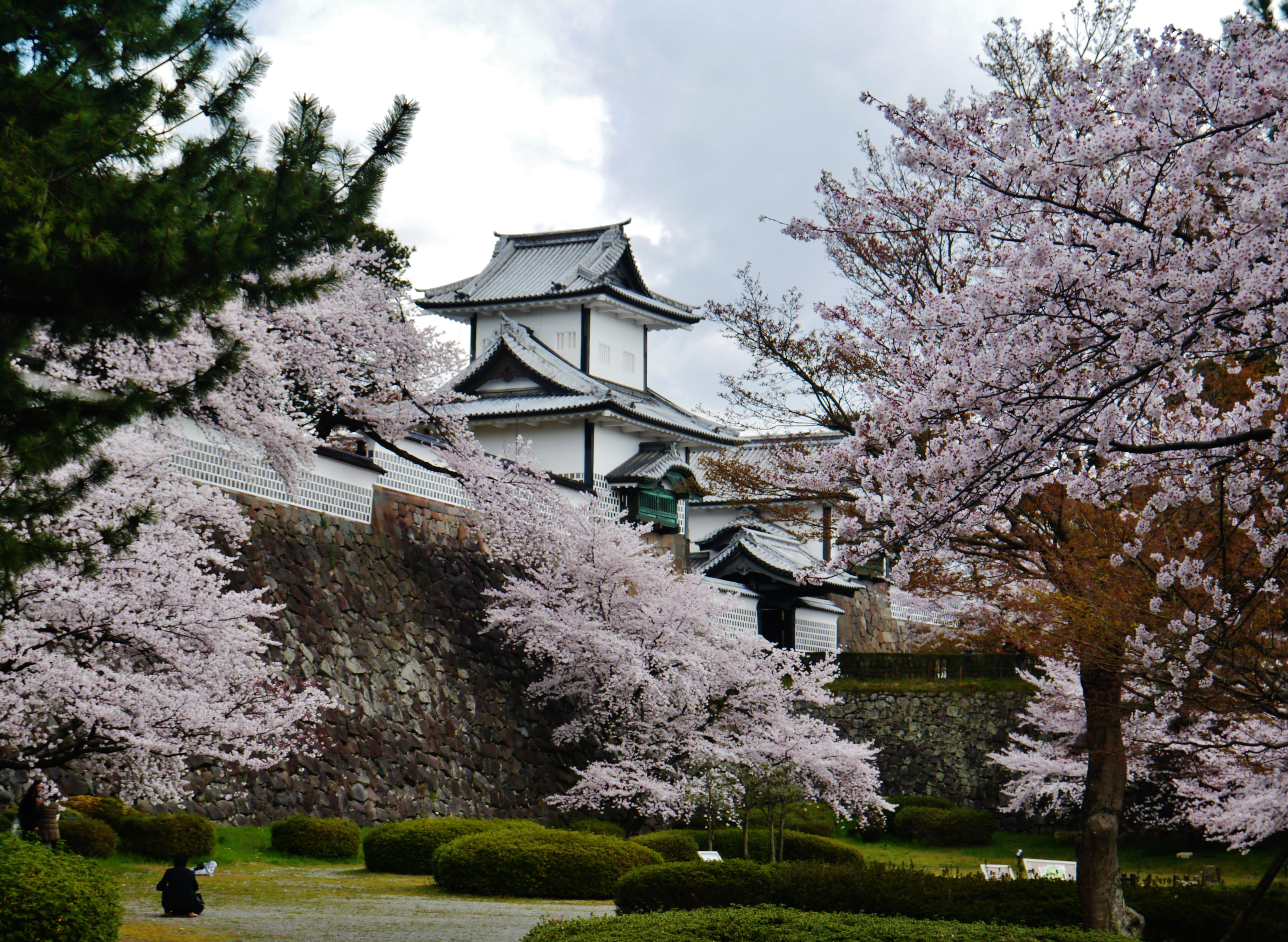
Kwitnąca sakura, japoński symbol nadejścia wiosny, zamek Kanazawa (prefektura Ishikawa)

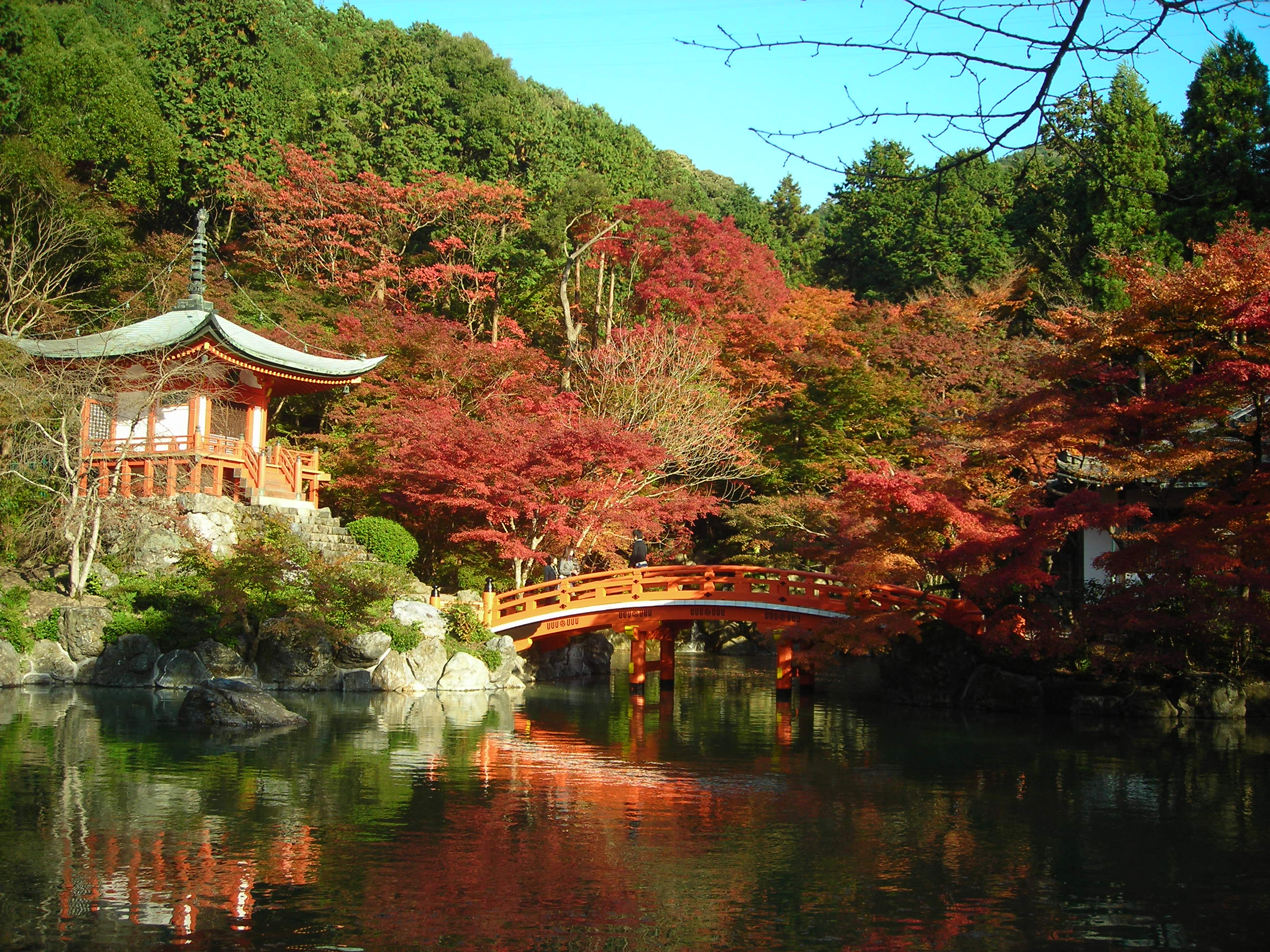
Świątynia buddyjska Daigo-ji w Kioto jesienią

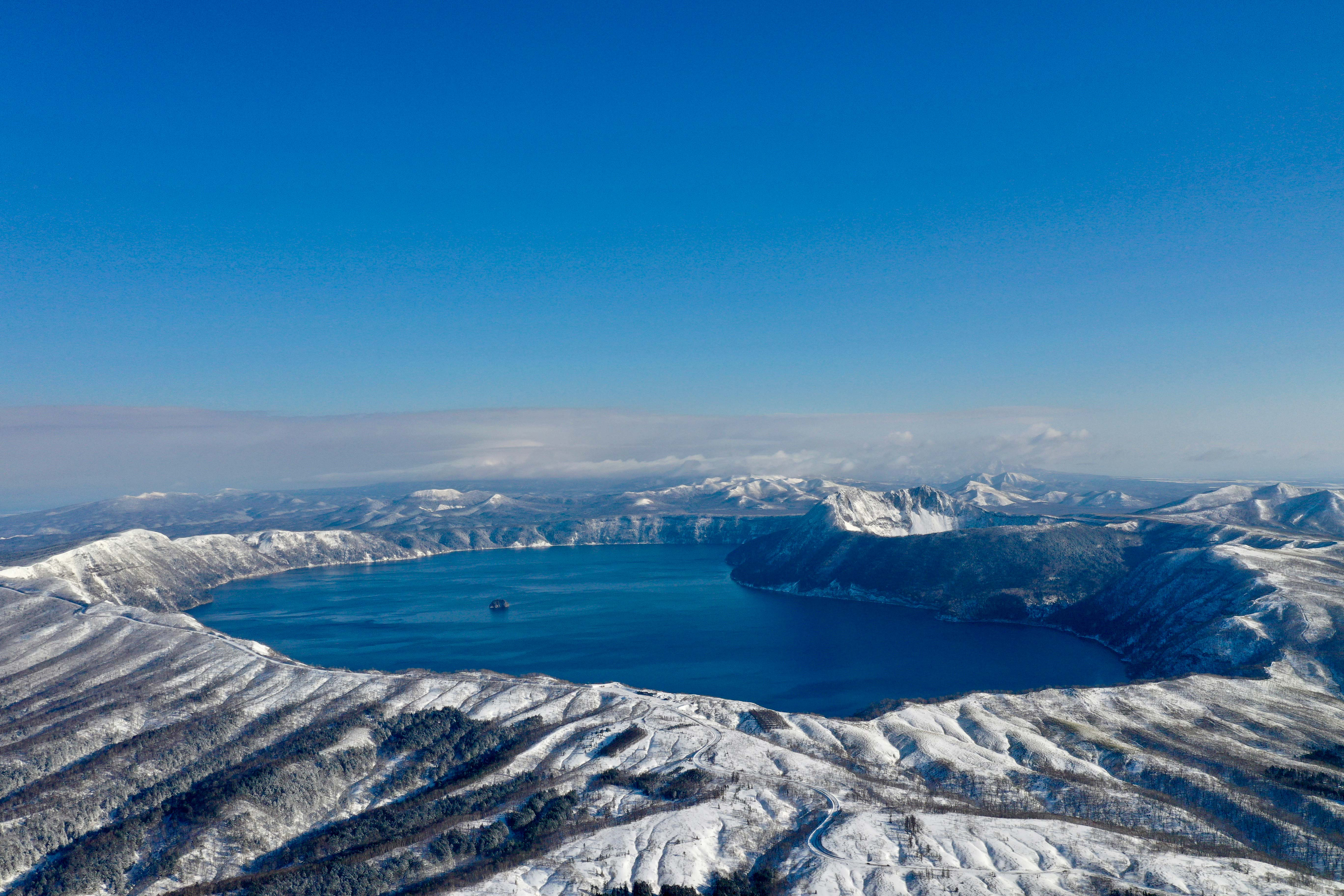
Jezioro Mashū w Parku Narodowym Akan-Mashū, Hokkaido

Duża rozciągłość południkowa sprawia, że Japonia leży w zasięgu trzech stref klimatycznych: na południu – zwrotnikowej, w części środkowej – podzwrotnikowej, a na północy – umiarkowanej ciepłej. Na strefowość klimatyczną nakłada się klimat monsunowy, którego zasięg obejmuje wyspy i kształtuje morski charakter klimatu kraju. Poza wyspami Riukiu (Ryūkyū) oraz południową częścią Kiusiu w Japonii wyraźnie zaznaczają się cztery pory roku. Napływ chłodnych mas powietrza z kontynentu azjatyckiego w zimie oraz ciepłych mas znad Pacyfiku w lecie jest przyczyną znacznego zróżnicowania klimatu w poszczególnych częściach archipelagu. W górach niezależnie od pory roku, temperatura spada wraz z wysokością, średnio o 0,6 °C co 100 m. Średnia ilość opadów wzrasta z północy na południe i wynosi od 800–1500 mm na Hokkaido, do 2000–3000 mm na Kiusiu i wyspach Riukiu.
Przynoszone przez północno-zachodni monsun zimowy suche i chłodne syberyjskie masy powietrza nad Morzem Japońskim ulegają ociepleniu i nasyceniu wilgocią. W wyniku tego zderzenia mas powietrza powstają bardzo intensywne i obfite opady śniegu na wyspie Hokkaido oraz wzdłuż wybrzeża zachodniego Honsiu, czyli tzw. tylnej Japonii. Temperatury w miesiącach zimowych w Japonii są bardzo zróżnicowane ze względu na znaczną południkową rozciągłość geograficzną wysp i ich różnorodność topograficzną. W najwyższych partiach Alp Japońskich, gór Hidaka i Yūbari oraz na szczycie wulkanu Fuji średnie arytmetyczne temperatury wynoszą zwykle od –20 do –15 °C. Na Hokkaido można się spodziewać od –12 do –4 °C, na północy i w środkowym Honsiu od –10 do 0 °C i 0 do +6 °C na południowych i zachodnich wybrzeżach, od +3 do +7 °C na Sikoku, ok. +5 do +10 °C na Kiusiu oraz +14 do +19 °C na najbardziej wysuniętych na południe wyspach Riukiu. W obszarach silnie zurbanizowanych temperatura jest zwykle o kilka stopni wyższa, niż w obszarach wiejskich znajdujących się w tej samej strefie klimatycznej i na podobnej wysokości nad poziomem morza. W okresie zimowym na północy i zachodzie Japonii oraz w rejonach górskich, w tzw. "yukiguni" (śnieżnych krainach) występują najbardziej obfite na świecie opady śniegu, a wody Morza Ochockiego pokrywają się lodem. W tym czasie południowe wybrzeże Oceanu Spokojnego ma pogodę suchą i słoneczną. Zimą łagodząco na klimat wysp południowych wpływają ciepły prąd Kuro Siwo (właśc. zapis obecnie Kuro-shio, zw. także Czarnym lub Japońskim) i jego odgałęzienie wchodzące na Morze Japońskie – Prąd Cuszimski.
Pod koniec marca, gdy słabnie wyż azjatycki, kierunek wiatru ulega zmianie i nad Japonię zaczyna napływać wilgotne i ciepłe powietrze znad Pacyfiku. Powoduje to wyraźne zróżnicowanie warunków klimatycznych północy i południa kraju. O ile na południu kraju, na wyspie Kiusiu i na południowych wybrzeżach Sikoku, prawdziwie wiosenna pogoda rozpoczyna się już z początkiem marca, to na wyżynach wyspy Hokkaido trzeba czekać aż do końca kwietnia, aby stopniały ostatnie śniegi. Wiosną cały obszar kraju, poza Hokkaido, znajduje się w zasięgu wyżu ochockiego. Od połowy marca na południu Kiusiu, końca marca na wyspie Sikoku, początku kwietnia na południowym i wschodnim Honsiu, połowy kwietnia na północy Honsiu oraz do połowy maja na Hokkaido trwa okres kwitnienia japońskich wiśni, śliw i czereśni.
Na przełomie czerwca i lipca kształtuje się na północy kraju stacjonarny wyż z bezwietrzną pogodą, wysoką wilgotnością powietrza oraz ulewnymi opadami zwanymi „śliwkowymi” deszczami. Z chwilą odsunięcia się ochockich mas na północ, Japonia wchodzi w zasięg oddziaływania pacyficznych mas powietrza, rozpoczyna się gorące i wilgotne lato, z dużą ilością mgieł w południowo-wschodniej części kraju, tam gdzie stykają się wody prądów zimnego Oja Siwo (Oya-shio, zw. także Ochockim lub Kurylskim) i ciepłego Kuro-shio. Latem, gdy wieje ciepły i wilgotny monsun z południowego wschodu, amplitudy temperatur stają się mniejsze, od +29 °C na południu do +17 °C na północy i ok. +5 do +10 °C w rejonach gór wysokich.
W wielkich aglomeracjach miejskich pora letnia jest trudna do zniesienia. Wysokie temperatury i nieprawdopodobna wilgotność powietrza są typowe dla Tokio, Nagoi czy Osaki. Podniesione stężenie trujących gazów, które mieszają się z parującą wodą, sprawiają, że w niektóre dni pojawia się smog, który staje się ciężki i trudny do rozwiania przez wiatry, przez co utrzymuje się dość nisko nad powierzchnią ziemi. Stanowi swoistą barierę, przez którą promienie słoneczne łatwo się przebijają, a nagrzane powietrze zatrzymują, tworząc efekt cieplarniany. Choć wszystkie 12 miesięcy, charakteryzuje się w całym kraju, z wyjątkiem Hokkaido, względnie dużymi opadami, to jednak ich maksimum przypada na porę deszczową od początku czerwca do połowy lipca. Porę deszczową, zwaną tsuyu, uznaje się za drugą w kolejności po wiośnie i jedną z pięciu pór roku w Japonii.
Wtedy, zalegając nad wyspami Riukiu, Kiusiu, Sikoku i Honsiu okresowy front deszczowy baiu-zensen, daje się we znaki. Deszcze padają niemal co drugi dzień. W połowie lipca, wysokociśnieniowe masy powietrza nad Pacyfikiem zaczynają dominować i deszczowy sezon kończy się, a baiu-zensen zostaje zepchnięty na południe. Sezonowe wiatry znad Oceanu Spokojnego przynoszą ciepłe, wilgotne powietrze o temperaturach sięgających od +30 do +35 °C. Wtedy też od początku sierpnia do połowy września mieszkańcy tych rejonów mogą się cieszyć pełnią słonecznego i gorącego lata.
Wczesną jesienią wciąż upalne i słoneczne dni zakłócają jednak wiatry monsunowe, które zwłaszcza w połowie września przynoszą ze sobą niezwykle obfite ulewy. Towarzyszą temu częste burze i gradobicia. Zmienia się cyrkulacja powietrza i Wyspy Japońskie nawiedzają tajfuny (7–10 rocznie). Tajfuny powstają z dużych mas tropikalnego, niskociśnieniowego powietrza na środkowym Pacyfiku, w przybliżeniu pomiędzy 5° i 20° szerokości geograficznej północnej, i są tym samym zjawiskiem, co huragany i cyklony w innych częściach świata. Kiedy tajfuny zaczynają się kształtować, stopniowo poruszają się na północ i zachód. Cyklony tropikalne wywołują ogromne zniszczenia, a towarzyszące im obfite opady są przyczyną licznych powodzi i osuwisk. Późną jesienią niemal w całym kraju powietrze staje się rześkie i wilgotne. Na większości wysp, zwłaszcza w obszarach u wybrzeży Pacyfiku, dni są chłodne, ale zwykle słoneczne. Natomiast w zachodniej i północnej Japonii oraz w obszarach górskich, nie dziwią gęste mgły, opady drobnego deszczu i przymrozki.

### Flora

Jōmon-sugi – największy i najstarszy przedstawiciel kryptomerii japońskiej (wiek drzewa szacuje się na 2,5–3 tys. lat), na wyspie Yaku-shima

Lasy pokrywają ponad 60% powierzchni kraju. W kilku miejscach jest to roślinność pierwotna. W całej Japonii rosną lasy bambusowe, dostarczające budulca i pożywienia (korzenie są jadalne). Podobnie w całym kraju rosną drzewa wiśni sakura oraz śliwy, których wiosenne kwitnienie przyciąga rzesze ludzi na tradycyjne hanami. Z uwagi na rozciągłość południkową na obszarze Japonii można wyróżnić strefy roślinne. Jednocześnie w górach zaznacza się piętrowy układ roślinności. Najdalej na południe, w pobliżu równika, na wyspach Riukiu, Ogasawara, Kazan rosną wilgotne lasy równikowe z drzewiastymi paprociami, drzewem kamforowym, palmami i morwami. Na południu kraju, na obszarze o średniej rocznej temperaturze powietrza od +13 do +21 °C (Kiusiu, Sikoku), występują wiecznie zielone lasy podzwrotnikowe, w których rosną 2000-letnie kryptomerie japońskie (Cryptomeria japonica), dęby kashi, jodły momi oraz sosny japońskie. Na Kiusiu lasy podzwrotnikowe rosną do wysokości 1000 m n.p.m.
Lasy mieszane, z przewagą liściastych, rosną na terenach, gdzie średnia roczna temperatura powietrza wynosi od +6 do +13 °C, a więc na Kiusiu powyżej 1000 m, w środkowej części Honsiu między 1500 a 2700 m, a w części północnej na wysokości 1400 m, na Hokkaido lasy mieszane sięgają do 700 m. W lasach tych rosną buki, brzozy, dęby w tym białe, kasztany karłowate, magnolie oraz różne gatunki klonów. Na obszarach ze średnią temperaturą powietrza poniżej +6 °C rosną subarktyczne lasy mieszane lub iglaste, ze świerkiem syberyjskim, świerkiem yesso, jodłą sakhalan, jodłą syberyjską oraz jodłą niebieską. Ponad piętrem lasów występują sosna karłowata, krzewy i roślinność alpejska. azalie, hortensje i irysy kwitną wiosną, a chryzantemy jesienią, wtedy także czerwienieją klony.

### Fauna

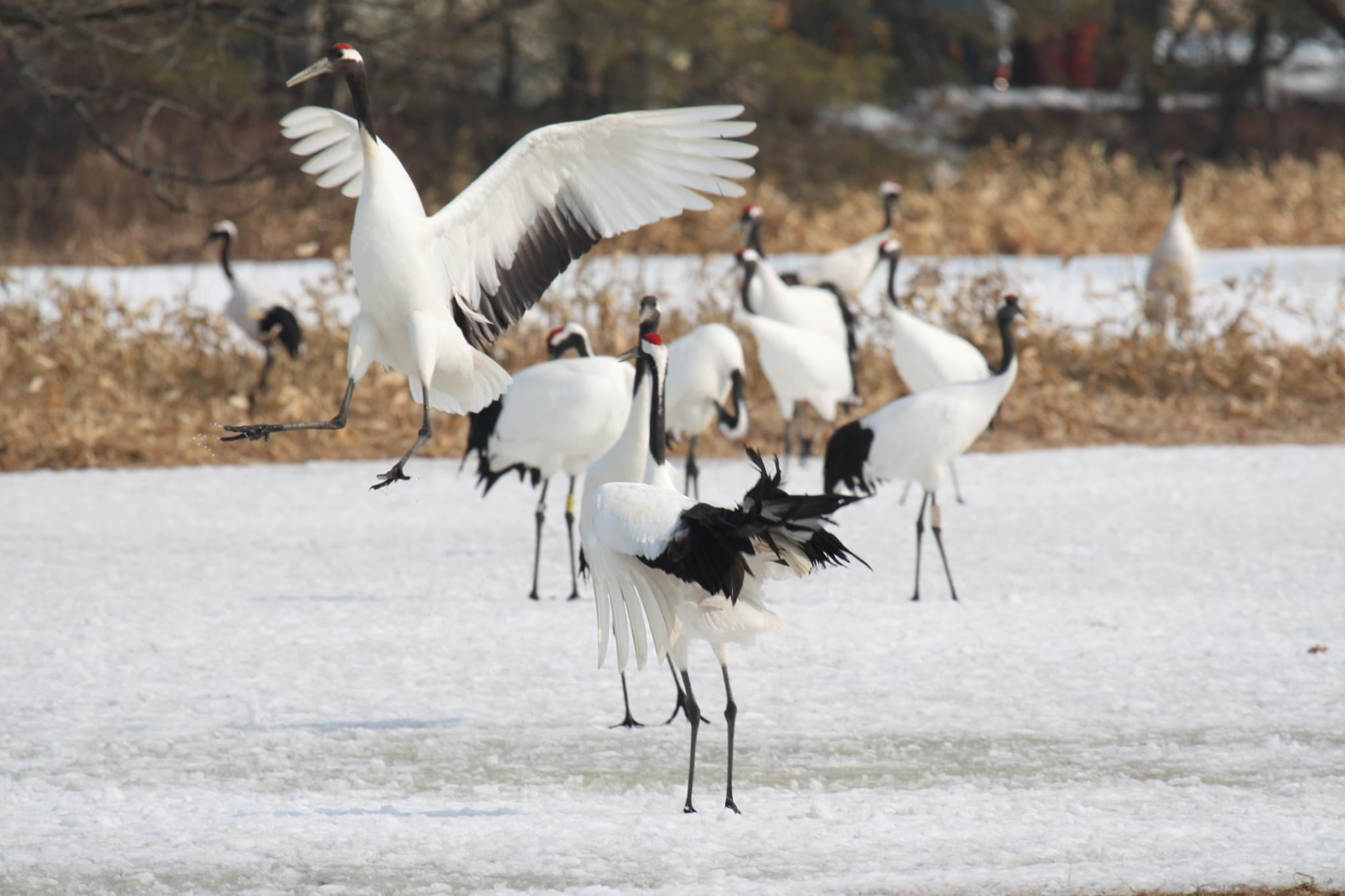
Żuraw japoński (Grus japonensis) Hokkaido

Wiele zwierząt spotykanych na Honsiu, Sikoku i Kiusiu spotyka się w innych rejonach o umiarkowanym klimacie na półkuli północnej. Należą do nich niedźwiedzie brunatne, łasice, dziki, zające, sarny, jelenie wschodnie i ptaki, takie jak bażanty, jastrzębie, kaczki i żurawie. Występuje tu też wiele gatunków płazów i gadów, a wśród nich żółwie, jaszczurki, węże – z gatunkami jadowitymi habu i mamushi. Do unikatowych należy salamandra olbrzymia żyjąca na Honsiu i Kiusiu, osiągająca 1,5 m długości.
Innym specyficznym przedstawicielem japońskiej fauny jest makak japoński, przystosowany do panujących warunków. Makaki są najdalej na północ żyjącym gatunkiem małp. Do endemitów należą również kot z Iriomote oraz zając amami.
Wśród zwierząt na subarktycznym Hokkaido spotyka się sobole i czerwone lisy oraz wspomniane niedźwiedzie brunatne. Tutejsze niedźwiedzie są prawie dwukrotnie większe od swoich znacznie łagodniejszych kuzynów z Honsiu. Na wyspach sezonowo pojawia się wiele owadów, takich jak: cykady, komary, karaluchy i robaczki świętojańskie. W Japonii występuje 150 gatunków ptaków śpiewających. Na większości wybrzeża panują albatrosy i kormorany.
Na wschód od przylądka Inubo znajdują się bogate łowiska: dorsza, łososia i licznych skorupiaków. Popularnym gatunkiem ozdobnej formy hodowlanej, japońskiej ichtiofauny jest karp koi.
Likwidacja naturalnych siedlisk wskutek urbanizacji powoduje stałe zmniejszanie się liczby zwierząt. Ochrona wprowadzona przez Ministerstwo Środowiska w latach 80. XX wieku obejmuje 136 zagrożonych gatunków.

## Historia

Shōgun Yoritomo Minamoto (1147–1199)

### VII – XIII wiek
Początek japońskiego państwa wiąże się ze związkiem plemiennym, a następnie królestwem Yamato z centralnym ośrodkiem na wyspie Honsiu, którego początki sięgają VII w. p.n.e. Pierwszym legendarnym władcą był potomek bogini Amaterasu, Jimmu (panował w latach 660–585 p.n.e.). Około V w. p.n.e. królestwo Yamato obejmowało także północną część Kiusiu, jak również zajęło południowy skrawek Korei, dzięki czemu miało kontakt z wysoko rozwiniętą cywilizacją chińską. Wówczas to Japończycy przyjęli chińskie pismo.
Shintō jest rodzimą religią Japończyków, w VI w. dotarł buddyzm. W 794 roku stolicą cesarstwa zostało Heian-kyō (ob. Kioto). Nastąpił rozwój kultury dworskiej, w znacznym stopniu ograniczono stosunki z Chinami, a kolejni cesarze byli coraz bardziej uzależnieni od wielkich rodów. Jeden z nich, Fujiwara, sprawował faktyczną władzę w X i XI wieku (okres Heian). W tym czasie wyłoniła się klasa wojowników feudalnych – samurajów, podległych panom feudalnym (daimyō). W 1192 roku siogun, naczelny wódz, Yoritomo Minamoto (1147–1199) stworzył system feudalnej administracji wojskowej, zwanej bakufu. Od tej pory kolejni cesarze byli odsuwani od władzy przez stojących na czele państwa siogunów. Ośrodkiem władzy Yoritomo była Kamakura. Odtąd wszystkie następne okresy bakufu w dziejach Japonii nosiły nazwę od stolicy siogunów lub nazwy ich rodu.

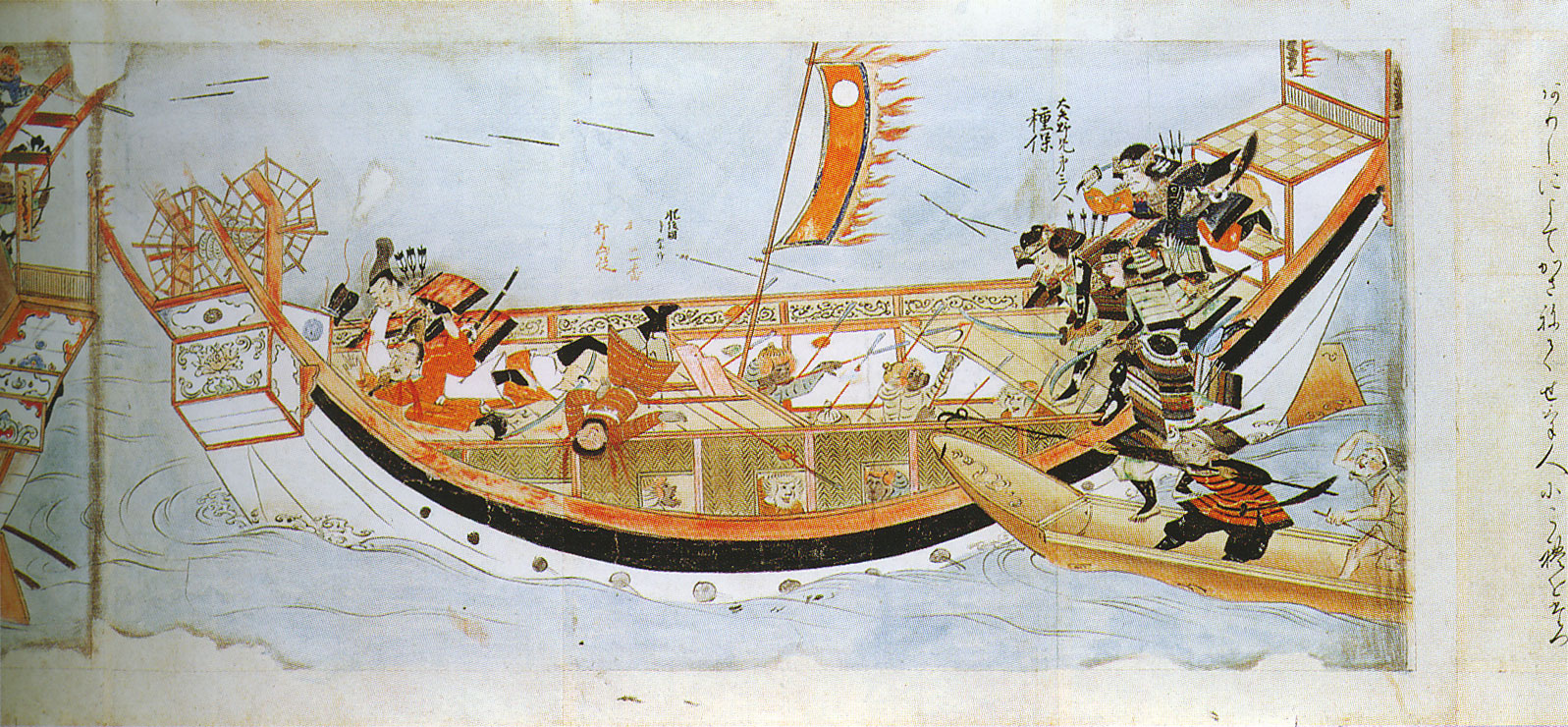
Mōko Shūrai E-kotoba, zwoje ilustrujące inwazje mongolskie, Samuraje szturmujący mongolski okręt (ok. 1293)

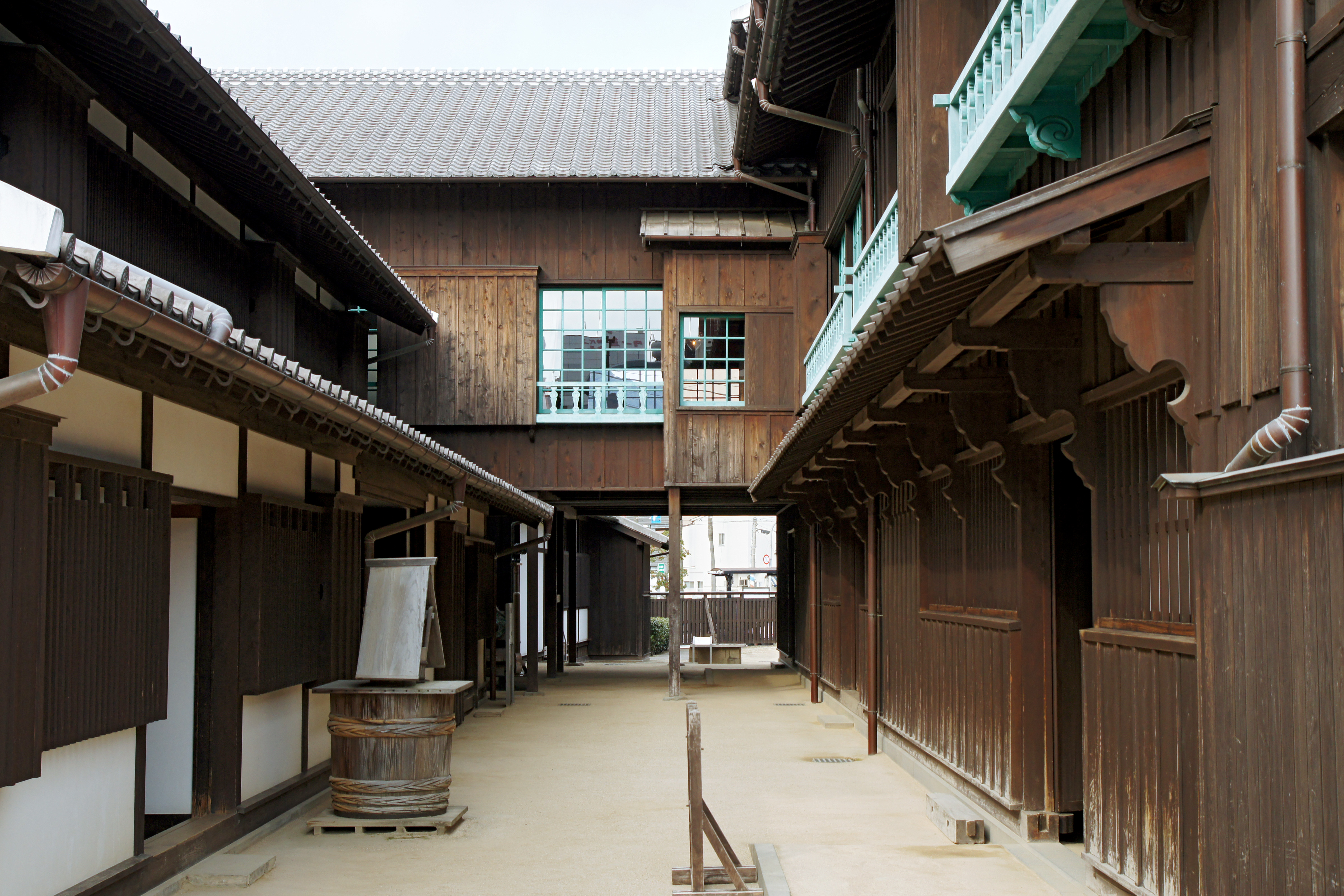
Faktoria na sztucznej wyspie Dejima usytuowanej w zatoce Nagasaki

Pierwszy siogunat, Kamakura, upadł w czasie prób podbicia Japonii przez Mongołów. Wyruszająca z Korei flota mongolska próbowała dwukrotnie, w latach 1274 i 1281, dokonać inwazji Japonii, ale za każdym razem została rozproszona przez tajfun, który został z tego powodu nazwany kamikaze (boski wiatr). Kraj obronił się przed najeźdźcą, ale przygotowania do wojny pochłonęły ogromne środki i zrujnowały finansowo siogunów. Zdobycie Kamakury w 1333 roku przez jeden z rywalizujących ze sobą rodów rozpoczęło okres wojen feudalnych, który zakończył się ustanowieniem przez nowego cesarza siogunami przedstawicieli rodu Ashikaga ze stolicą w Muromachi – dzielnicy Kioto.

### XVI, XVII wiek
Pierwsi Europejczycy przybyli do Japonii w 1542 roku. Byli nimi kupcy portugalscy z Makau i misjonarze chrześcijańscy. Pierwszymi z nich byli hiszpański jezuita, Franciszek Ksawery (1506–1552) i inni bracia z Towarzystwa Jezusowego. Po latach dołączyli także franciszkanie.
Brak silnego rządu i jedności sprzyjały szerzeniu się katolicyzmu na wyspie Kiusiu. Japończycy, bardziej niż katolicyzmem, byli zainteresowani wiedzą (rangaku) i wynalazkami Zachodu, w tym bronią palną. Nastąpił okres Sengoku (1467/1493–1573). Kraj był podzielony na hany feudalne, zwalczające się nawzajem. Próby jego zjednoczenia podjął się tolerujący chrześcijaństwo Nobunaga Oda (1536–1582), który w 1573 roku objął władzę. Po jego śmierci władzę w Japonii przejął Hideyoshi Toyotomi (1536–1598). Wkrótce do Nagasaki zaczęły przybywać statki kupców hiszpańskich i portugalskich, a z czasem także angielskich i holenderskich. Hideyoshi zaniepokoił się jednak chrystianizacją kraju i podburzaniem przez misjonarzy chłopów i niektórych panów feudalnych przeciwko władcy japońskiemu i jego prawom. W 1587 roku wydał tzw. dekret z Hakaty, który nakazał wydalenie wszystkich chrześcijańskich misjonarzy z rządzonych przez niego ziem. W 1597 roku ukrzyżowano 26 katolików, w tym 9 europejskich misjonarzy, oskarżonych o działania na szkodę państwa. Dało to początek zmianie myślenia o chrześcijaństwie i zwalczaniu tej religii.
Następcą Hideyoshiego został Ieyasu Tokugawa (1543–1616), który kontynuował zjednoczenie kraju i założył dynastię siogunów rodu Tokugawa, sprawującą rządy w latach 1603–1867. Początkowo sprzyjał on kupcom zagranicznym i był otwarty na wpływy Zachodu. Jeszcze na początku XVII wieku do kraju przybyli przedstawiciele kolejnych zgromadzeń: benedyktynów, dominikanów, czy też augustianów. Uwidoczniły się jednak zapędy kolonialne Hiszpanii i Portugalii i rywalizacja o wpływy z protestanckimi Anglią i Holandią. Aby nie dopuścić do podzielenia losu pozostałych krajów Azji, które stały się europejskimi koloniami, od 1639 roku wszystkie kontakty z kupcami europejskimi (z wyjątkiem Holendrów) i misjonarzami zostały zakazane. Obcokrajowcy otrzymali nakaz opuszczenia Japonii, a najbardziej opornych (głównie misjonarzy) zamordowano. Jedynym miejscem kontaktów handlowych stała się faktoria na sztucznej wyspie Dejima usytuowanej w zatoce Nagasaki, do której wpływać mogły wyłącznie statki kompanii holenderskich. Rozpoczęła się trwająca ponad 200 lat samoizolacja (sakoku) Japonii od wpływów europejskich. Niemal do końca lat 50. XIX wieku Japonia pozostawała w znacznym stopniu odcięta od świata, a walka z obcymi wpływami odbijała się na wyznawcach chrześcijaństwa. Chrześcijaństwo jako obca religia zostało zakazane (Kakure-kirishitan, ukryci chrześcijanie), a chrześcijanie japońscy byli prześladowani. Już w 1614 roku pojawił się kolejny dekret władz o wydaleniu wszystkich misjonarzy z terenu kraju. W 1619 roku w Kioto spalono na stosie 52 osoby, w 1623 roku podobny los spotkał kolejnych 50 chrześcijan w Edo (dzisiejszym Tokio), a w 1632 roku zabito 55 osób w Nagasaki.

### XVIII i XIX wiek

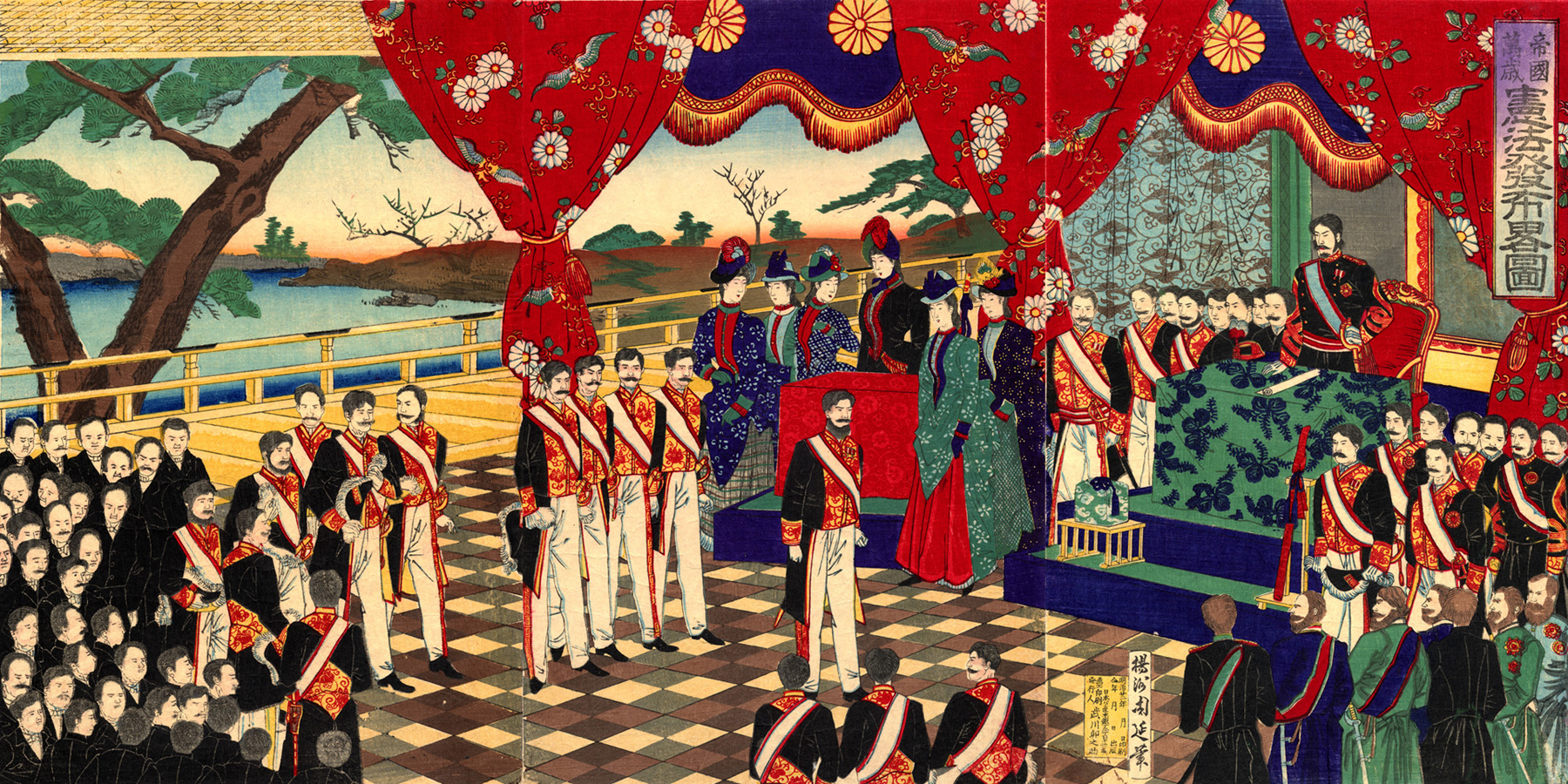
Chikanobu Toyohara (1838–1912), Ogłoszenie Konstytucji Meiji (1889)

Coraz bardziej represyjny charakter rządów skorumpowanego siogunatu, naciski Zachodu wywołujące niepokoje wewnętrzne, kryzys ekonomiczny i społeczny, bunty chłopów i feudałów, doprowadziły do przełamania izolacji Japonii. W lipcu 1853 roku komodor marynarki wojennej Stanów Zjednoczonych Matthew Perry (1794–1858) zakotwiczył okręty, nazwane przez Japończyków „czarnymi”, w zatoce Yedo (ob. Zatoka Tokijska). Amerykanie przybyli ponownie w lutym 1854 roku i wymusili na Japonii pierwszy traktat łamiący jej izolację. Władze Japonii wyraziły zgodę na handel oraz nawiązały stosunki dyplomatyczne ze Stanami Zjednoczonymi.
Niemniej jednak Japończycy nadal bronili się przed ingerencją z zewnątrz, co doprowadziło do interwencji połączonej floty brytyjsko-francuskiej i ostrzału japońskich portów. Kulminacją tego było skierowanie przez Brytyjczyków potężnej armady, która zakotwiczyła w okolicach Kōbe w 1866 roku. W końcu młody japoński cesarz, Mutsuhito (1852–1912), otworzył granice Japonii. W 1867 roku zlikwidował siogunat Tokugawy, a w 1868 roku ogłosił restaurację władzy cesarskiej. Okres jego władzy nazwano Meiji, to znaczy „światłe rządy”. Japoński monarcha zniósł feudalizm, rozwiązał klasę samurajów. Rozpoczął się okres uprzemysłowienia i modernizacji. W 1889 roku cesarz zatwierdził konstytucję opartą na europejskich wzorcach. Obowiązująca do 1945 roku ustawa zasadnicza zachowała jednak boski kult cesarza i dawała mu szerokie uprawnienia.
W 1894 roku wybuchła I wojna chińsko-japońska o wyspy Riukiu. Japończycy rozgromili chińską flotę, a zgodnie z traktatem pokojowym z 1895 roku pokonane Chiny oddały Japonii Tajwan. Niespodziewane i druzgocące zwycięstwo w wojnie rosyjsko-japońskiej (1904–1905) uczyniło z Japonii pierwsze mocarstwo na Dalekim Wschodzie. W 1910 roku po zmuszeniu do abdykacji cesarza Sunjonga (1874–1926) Japonia anektowała Koreę.

### Początek XX wieku
W czasie I wojny światowej Cesarstwo Japonii stanęło po stronie państw ententy, w wyniku czego otrzymało jako terytoria mandatowe Ligi Narodów posiadłości pacyficzne pokonanych Niemiec, a więc Mariany, Karoliny oraz Wyspy Marshalla. W Chinach na półwyspie Szantung Japończycy zajęli niemiecką kolonię, jednak wycofali się pod silnym naciskiem aliantów.
W 1931 roku Japonia przejęła kontrolę nad Mandżurią, tworząc z niej marionetkowe cesarstwo przemianowane na Manshū-koku (Mandżukuo). Wybuch II wojny chińsko-japońskiej w 1937 roku rozpoczął podbój Chin, w czasie którego Japończycy zajęli wszystkie duże chińskie miasta portowe, a także znaczną część obszaru wewnątrz tego państwa. Masakra nankińska stała się symbolem brutalnej okupacji japońskich wojsk. Wybuch II wojny światowej w Europie przyśpieszył tok wydarzeń w samej Japonii, gdzie coraz silniejsze poparcie i władzę zdobywały ugrupowania nacjonalistyczne i militarystyczne, dążące do poszerzenia japońskiej strefy wpływów. W 1940 roku Japonia podpisała pakt z niemiecką III Rzeszą i Włochami, tworząc oś Berlin – Rzym – Tokio.

### II wojna światowa

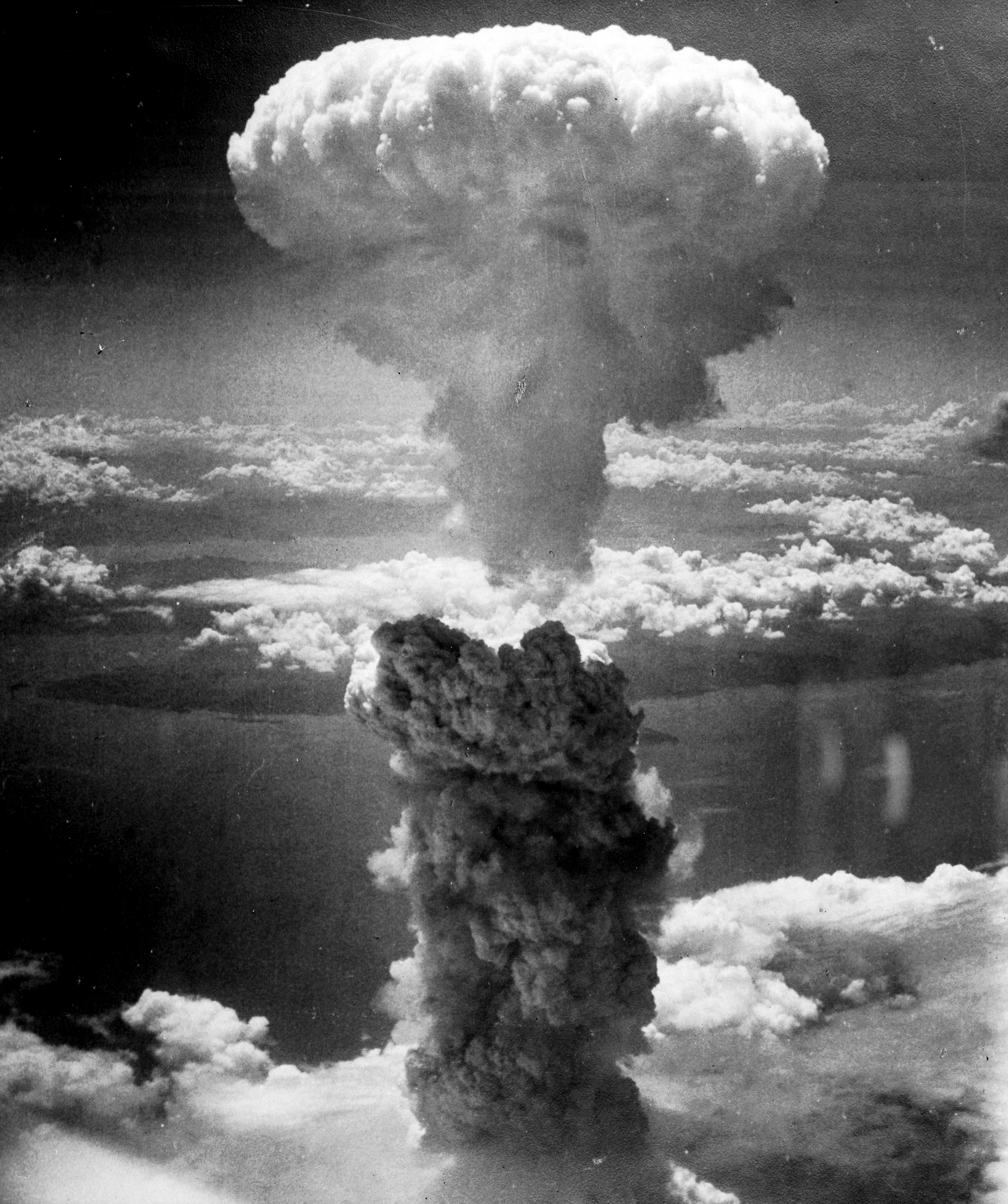
Wybuch bomby atomowej w Nagasaki 9 sierpnia 1945 r.

Niespodziewany atak Cesarskiej Marynarki Wojennej na amerykańską bazę marynarki wojennej Pearl Harbor na Hawajach w grudniu 1941 roku włączył Japonię do II wojny światowej. Niedługo potem wojska japońskie opanowały całą Azję Południowo-Wschodnią i znaczną część Oceanii, zagrażając Indiom i Australii.
W czerwcu 1942 roku nastąpił przełom w wojnie na Pacyfiku, kiedy w bitwie pod Midway Japonia poniosła druzgocącą porażkę i odtąd cesarstwo zaczęło tracić zdobyte terytoria. Z początkiem 1945 roku miasta japońskie poddawane były intensywnym i dotkliwym bombardowaniom, ale mimo że wojna w Europie dobiegła końca, Japonia przekazała propozycję warunków zakończenia działań wojennych ZSRR, ale nie zostały one przekazane stronie amerykańskiej. 6 sierpnia 1945 roku lotnictwo amerykańskie zrzuciło bombę atomową na Hiroszimę, a trzy dni później na Nagasaki. Tego samego dnia Armia Czerwona wkroczyła do Mandżurii. Japonia ostatecznie skapitulowała, a Amerykanie rozpoczęli okupację kraju.

### Czasy powojenne
Po kapitulacji Wielkiego Cesarstwa Japonii, na czele administracji państwowej stanął amerykański generał Douglas MacArthur, który kierował nią w latach 1945–1948. W okresie okupacji Amerykanie stosowali w Japonii tzw. „politykę 3D”: demilitaryzacji, demokratyzacji oraz decentralizacji. W 1946 roku cesarz Hirohito (1901–1989) zrzekł się swojego boskiego statusu, a parlament japoński uchwalił nową, w istocie narzuconą przez Stany Zjednoczone demokratyczną i pacyfistyczną konstytucję. Zgodnie z jej artykułem IX, naród japoński „dążąc szczerze do międzynarodowego pokoju opartego na sprawiedliwości i porządku, wyrzeka się na zawsze wojny jako suwerennego prawa narodu, jak również użycia lub groźby użycia siły jako środka rozwiązywania sporów międzynarodowych”.
We wrześniu 1951 roku Japonia podpisała w San Francisco traktat pokojowy ze Stanami Zjednoczonymi oraz 47 innymi państwami. Do traktatu nie przystąpiły jednak Związek Radziecki oraz podległe mu państwa bloku komunistycznego, w tym Polska. „Układ o przywróceniu normalnych stosunków między Polską Rzecząpospolitą Ludową a Japonią” został podpisany w Nowym Jorku dopiero w dniu 8 lutego 1957 roku.
Wejście w życie traktatu pokojowego w 1952 roku formalnie zakończyło okupację Japonii, a władza w kraju została przekazana całkowicie w ręce konstytucyjnych władz. W związku z zawartym w konstytucji zakazem posiadania sił zbrojnych przez Japonię, w 1951 roku państwo to zawarło ze Stanami Zjednoczonymi traktat o bezpieczeństwie, na mocy którego Stany Zjednoczone gwarantują bezpieczeństwo militarne Japonii za pomocą wszelkich środków – z użyciem w razie potrzeby broni jądrowej włącznie, posiadając w zamian prawo do utrzymywania baz wojskowych na terytorium tego państwa.
W 1960 roku traktat o bezpieczeństwie został wzmocniony przez zawarcie kolejnego układu, „o wzajemnej współpracy i bezpieczeństwie”, który w istotny sposób równoważył prawa i obowiązki stron. W myśl jego zapisów, atak na którąkolwiek ze stron będzie uważany za zagrożenie dla bezpieczeństwa drugiej strony, co w istotny sposób zbliżało relacje między tymi państwami do relacji obowiązujących Stany Zjednoczone w stosunkach z sojusznikami europejskimi, po zawarciu 11 lat wcześniej Traktatu Północnoatlantyckiego. Od 1969 roku, Stany Zjednoczone domagają się jednak od Japonii rozwoju własnych sił zbrojnych i wzięcia większej odpowiedzialności za własną obronę narodową, a po zakończeniu zimnej wojny domagają się od Japonii także większego zaangażowania w sprawy międzynarodowe.
W 1956 roku Japonia stała się członkiem Organizacji Narodów Zjednoczonych.
W kolejnych latach Japonia osiągnęła szybki wzrost gospodarczy, a od końca lat 40. XX w. była drugim państwem świata pod względem PKB nominalnego. Taki stan trwał do początku lat 90., kiedy wskutek pęknięcia bańki spekulacyjnej i otwarcia się konkurencyjnych rynków inwestycyjnych skłaniających do inwestycji przedsiębiorców za granicą, zamiast w kraju (Chiny, Europa Wschodnia, Wietnam) kraj przeżył zastój gospodarczy i dużą inflację. Od początku XXI wieku gospodarka odnotowuje wzrost i niewielkie ożywienie gospodarcze. Wywodzące się z Japonii firmy są uzależnione od produkcji innych państw Azji (smartfony, konsole) oraz Europy Wschodniej (AGD, Telewizory). Od lat 80. Japonia ma bardzo duży wpływ kulturowy na wiele krajów świata ze względu na sprowadzane z niej dzieła kultury (animacje, gry, komiksy, kinematografia). Większość z nich to jednak bezpłatne kopiowanie plików mp4 i dogrywanie napisów (tzw. fansub), oraz drukowanie przez lokalne drukowanie, miejscowych tłumaczeń na licencji.
11 marca 2011 roku kraj nawiedziło najsilniejsze trzęsienie ziemi w znanej historii, wywołując fale tsunami i awarię w elektrowni jądrowej Fukushima 1 – jedną z największych katastrof energetyki jądrowej, ale także wzrost długu publicznego, który stał się najwyższy na świecie, licząc w stosunku PKB.

## Prawo

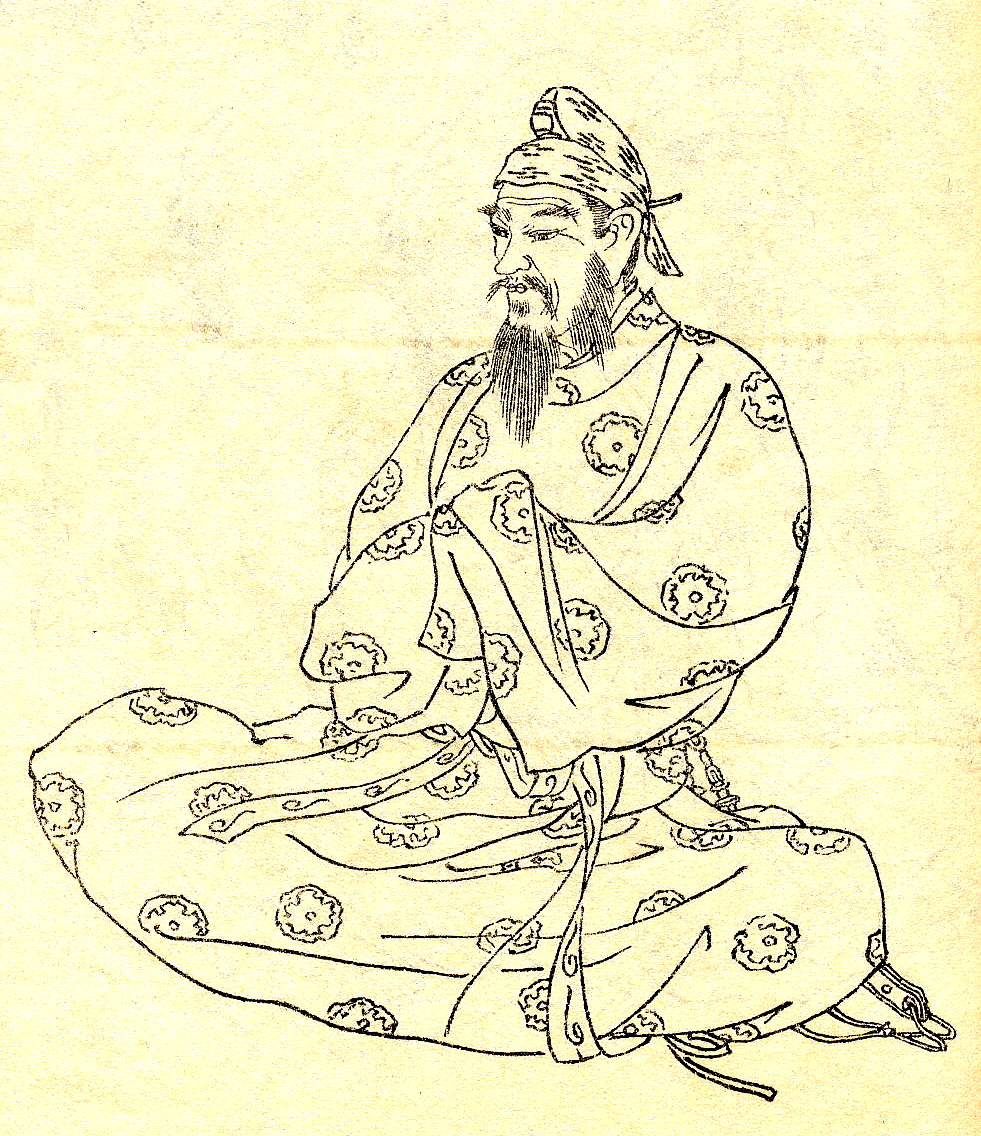
Fuhito Fujiwara, jeden z głównych twórców kodeksów Taihō i Yōrō

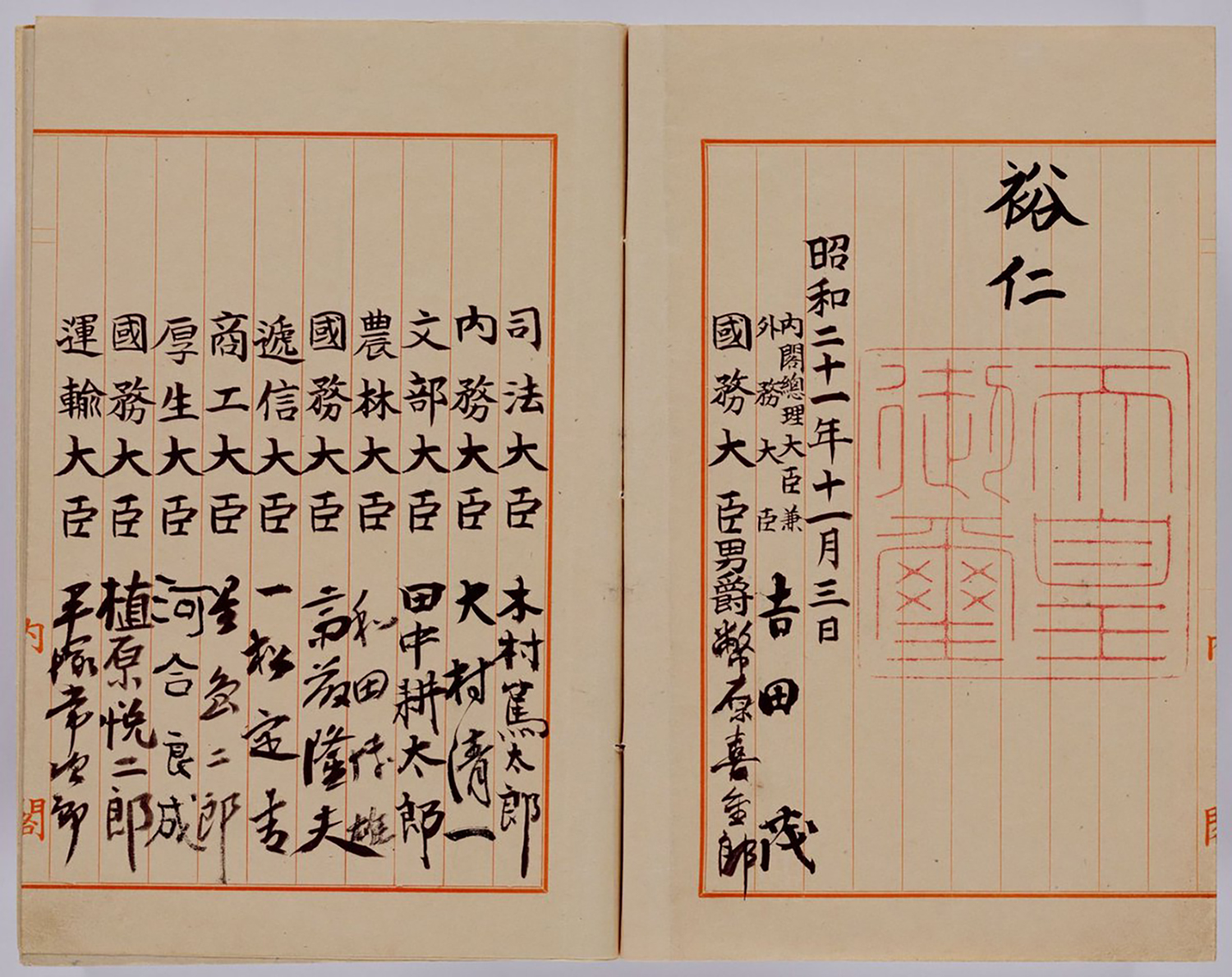
Cesarska pieczęć na Konstytucji Japonii

Historia japońskiego prawodawstwa sięga okresu klasycznego, gdy na dwór Yamato, jak wówczas nazywano Japonię zaczęły docierać z kontynentu nowe idee związane z buddyzmem i konfucjanizmem. Rządzone wtenczas przez dynastię Sui, a następnie Tang Chiny stanowiły obfite źródło wzorów i inspiracji dla poszukujących ich tam Japończyków. Jednym z nich okazał się być po części legendarny Shōtoku, regent sprawujący rządy w imieniu cesarzowej Suiko, który w 604 r. ogłosił zainspirowaną tymi religijno-filozoficznymi naukami Konstytucję Siedemnastu Artykułów, będącą ogólnie rzecz ujmując gloryfikacją buddyzmu i konfucjańskich wartości etycznych, takich jak: harmonia czy posłuszeństwo nakazom władcy. Kontakty z Chinami stały się bowiem bodźcem do refleksji nad organizacją państwa i sposobem sprawowania władzy, które w przeciwieństwie do rządzonych w sposób niepodzielny przez cesarza Chin, były w przypadku zdecentralizowanej Japonii w gestii potężnych i arystokratycznych rodów uji, takich jak Soga.
Zadość tym dążeniom uczyniła w końcu wprowadzana od 645 r. pod rządami cesarza Kōtoku reforma Taika (Wielka Reforma), która określała sposób nowego podziału i zarządzania ziemią rolną stanowiącą odtąd własność cesarza, zyskującego tym samym bezpośrednie zwierzchnictwo nad mieszkańcami państwa Yamato. Kontynuacją zmian mających na celu umocnienie centralizacji władzy cesarskiej było ustanowienie wzorowanego na chińskim legizmie systemu prawa administracyjno-karnego, znanego jako Ritsuryō. Składały się nań cztery kodeksy, tj. Ōmi (669), Asuka (689), najważniejszy z nich Taihō (701) oraz będący poprawioną jego wersją Yōrō ustanowiony w 720 i wcielony w 757 roku.
Owe regulacje, do powstania których przyczynili się głównie, będący w opozycji wobec klanu Soga, członkowie rodów Fujiwara, Kamatari i Fuhito, obowiązywały formalnie, aż do początków okresu Meiji. Faktycznie zaś uległy dezaktualizacji w przeciągu wieku od ich wprowadzenia. I choć niewątpliwie udało się dzięki nim zjednoczyć Japonię pod panowaniem cesarzy, tym niemniej już w okresie Heian utracili oni rzeczywistą władzę na rzecz Fujiwarów, z których jeden, Tadahira, opracował w 927 r. kodeks Engishiki, obejmujący 50 ksiąg przepisów dotyczących administracji państwowej.
Dalsze osłabienie centralnej władzy w Kioto oraz wzrost znaczenia wielkich rodów z prowincji pod koniec okresu Heian doprowadziły w 1185 r. do ustanowienia wojskowych rządów bakufu z siogunami klanu Minamoto na czele, którzy podobnie jak wielu cesarzy w przeszłości utracili wkrótce samodzielność na rzecz rodu Hōjō. W czasie ich regencji Yasutoki Hōjō sformułował w 1232 r. będący usankcjonowaniem suwerennej władzy wojowników kodeks Jōei, który stanowił prostą kompilację zasad rządzenia oraz innych przepisów kładących podwaliny pod rysujące się stosunki feudalne, takie jak poddaństwo chłopów. Nowe prawo wywarło też znaczny wpływ na ukształtowanie się silnych do dziś samurajskich wartości z wiernością i lojalnością na czele.
Po kresie Sengoku władzę nad Japonią objął ród Tokugawa, który podobnie jak już to bywało w przeszłości legitymował swe rządy w oparciu o neokonfucjanizm, czego wyrazem był ogłoszony po raz pierwszy w 1615 i wielokrotnie potem uaktualniany kodeks Buke-shohatto traktujący o roli i postępowaniu rodów wojskowych ze szczególnym naciskiem na daimyō, tak by nie podważali oni już więcej władzy sioguna. Z kolei dwutomowy regulamin Kujikata Osadamegaki z 1742 r. regulował sprawy związane z działalnością biurokracji państwowej. Tym razem jednak egzekwowanie owego prawa leżało w gestii rządzących w swych księstwach panów feudalnych.
Przewrót z 1868 roku (restauracja Meiji) doprowadził do odtworzenia realnej władzy cesarza, w imieniu którego ogłoszono reskrypty: Przysięga cesarska w pięciu artykułach (Gokajō no goseimon), której treść zawierała uogólnione zasady kierowania państwem oraz zapowiedź dalszych reform m.in. z zakresu prawa, administracji i sądownictwa, a także nawiązująca do prawa z okresu Nara księga struktury rządu (Seitaisho) będąca fundamentem silnej władzy centralnej. Ostateczne ramy prawne nowej Japonii nakreśliła opracowana w tajemnicy pod kierunkiem pierwszego japońskiego premiera Hirobumiego Itō tzw. Konstytucja Meiji (Dai-Nippon Teikoku Kenpō) z 1889 r. – pierwsza ustawa zasadnicza w Azji. Wzorowana na prusko-niemieckim modelu miała być darem od cesarza dla narodu, pozbawionego dotąd, wyłączając arystokrację i wojowników, jakichkolwiek praw. Wprowadziła ona bardzo ograniczone, choć przełomowe dla państwa zasady monarchii konstytucyjnej oraz warunkowe, a więc mogące ulec uchyleniu podstawowe prawa obywatelskie.
Współczesna Japonia opiera się na stworzonej w 1946 r. w przeciągu zaledwie tygodnia oraz narzuconej odgórnie przez dowództwo alianckich sił okupacyjnych Konstytucji Państwa Japońskiego (Nippon-koku-kenpō) obowiązującej od 3 maja 1947 r. Ów mocno liberalny, przesiąknięty anglo-amerykańską tradycją prawną, dokument wprowadził szeroko rozumiane zasady demokratyzmu: trójpodział władzy, laicyzm, niezbywalne prawa człowieka i wolności jednostki oraz skrajny pacyfizm.
Konstytucja wchodzi w skład tzw. Sześciu Kodeksów (Roppō Zensho) będących fundamentem prawnym państwa. Pozostałe, to pochodzące jeszcze z okresu Meiji kodeksy: Cywilny (Minpō), Handlowy (Shōhō) i Karny (Keihō) oraz powojenne kodeksy Postępowania Cywilnego (Minji-soshō-hō) oraz Karnego (Keiji-soshō-hō). Cechą charakterystyczną japońskiej kultury prawnej jest istnienie silnie zakorzenionego i przekazywanego z pokolenia na pokolenie prawa zwyczajowego, które przedkładane jest zazwyczaj nad przepisami prawa stanowionego.

## Polityka

### Ustrój

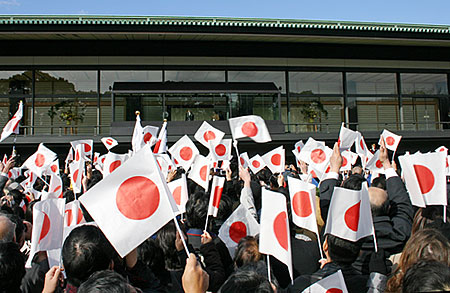
Pozdrowienia społeczeństwa dla cesarza Akihito w dniu jego urodzin na placu przed pawilonem Chōwa-den na terenie cesarskiego kompleksu pałacowego w Tokio (2004)

Od zarania swych dziejów Japonia jest monarchią, a dwór cesarza, dla którego właściwszym odpowiednikiem japońskiego tennō (jap. 天皇) lub bardziej oficjalnie tenshi (jap. 天子) jest „syn niebios”, stanowi najstarszą, trwale ugruntowaną instytucję polityczną Japonii, będąc przy tym wciąż powszechnie szanowaną i popieraną. Władcy, wywodzący się z najdłużej w świecie panującej dynastii, niezwykle rzadko mogli sprawować suwerenne i bezpośrednie rządy. Insygniami władzy monarszej zasiadającego na Chryzantemowym Tronie cesarza są lustro, klejnot oraz miecz symbolizujące odpowiednio mądrość, uczynność i męstwo.
Restauracja władzy cesarskiej w 1868 r. na powrót uczyniła władców zamkniętych dotąd w „złotej klatce” w Kioto pierwszoplanowymi postaciami państwa. W myśl ustawy zasadniczej z tego okresu, cesarz był święty i nietykalny oraz sprawował pełnię władzy cywilnej i wojskowej, nie ponosząc przy tym żadnej odpowiedzialności. Budowany na shintōistycznej mitologii autorytet cesarski miał na celu zjednoczyć naród japoński w dziele modernizacji państwa. Lecz nawet wtedy nie sprawował faktycznych rządów, a jedynie firmował działania gabinetu. II wojna światowa przyniosła temu kres, gdy w obliczu beznadziejnej sytuacji państwa cesarz podjął pomimo sprzeciwu wojskowych ostateczną i suwerenną decyzję o kapitulacji. Odtąd pozbawiony już nimbu boskości władca ostatniego cesarstwa świata jest symbolem państwa i jedności narodu, uosabiającym jego tradycję i ciągłość, pełniąc przy tym jedynie funkcje ceremonialne i reprezentacyjne. Rezydujący w Pałacu Cesarskim w Tokio monarcha pozbawiony jest prawa veta wobec stanowionych ustaw, a wszelka inicjatywa polityczna wymaga aprobaty rady ministrów. Do zazwyczaj wykonywanych obowiązków należą: ogłaszanie wyborów powszechnych do parlamentu i jego zwoływanie, rozwiązywanie Izby Reprezentantów czy przyznawanie honorów i odznaczeń. Sprawami rodziny cesarskiej kieruje, podlegająca premierowi, Agencja Dworu Cesarskiego (jap. 宮内庁 Kunaichō).
Początki japońskiego parlamentaryzmu sięgają okresu modernizacji kraju z drugiej połowy XIX wieku. Już na początku 1868 roku zaplanowano utworzenie tymczasowego, niewybieralnego i podlegającego władzy wykonawczej dwuizbowego Zgromadzenia Obradującego (Gijisho), aczkolwiek z powstałych potem i wielokrotnie modyfikowanych instytucji najdłużej, bo 15 lat, utrzymała się powołana w 1875 roku Rada Starszych – Genrō-in – będąca swego rodzaju senatem cesarskim.
Pierwsza japońska konstytucja powołała do życia Zgromadzenie Cesarskie (jap. 帝国議会 Teikoku Gikai) z dwoma równouprawnionymi izbami, tj. 500-osobową arystokratyczną Izbą Parów (jap. 貴族院 Kizoku-in) oraz wybieralną liczącą 300 przedstawicieli Izbą Reprezentantów (jap. 衆議院 Shūgi-in). Ówczesny parlament miał jednak bardzo ograniczone kompetencje, które sprowadzały się do kwestii podatkowo-budżetowych. W innych dziedzinach stanowił forum dyskusyjne, usankcjonowane ujście dla wymiany myśli i poglądów. Jego rola uległa dalszemu osłabieniu w latach 30. i 40., gdy władzę zdobyli militaryści. System wyborczy wymagał spełnienia wysokich cenzusów wiekowych i majątkowych, tak iż liczba głosujących objęła znikomy procent społeczeństwa. Liberalizacja sposobu głosowania z 1925 r. nadała prawo wyborcze wszystkim pełnoletnim mężczyznom, a od 1945 za sprawą władz okupacyjnych także kobietom.
Obecne, ukształtowane podczas okupacji Japonii, dwuizbowe i całkowicie wybieralne Zgromadzenie Narodowe (Kokkai) składa się z wyższej Izby Radców (Sangi-in) oraz niższej Izby Reprezentantów (Shūgi-in). Konstytucja głosi, iż tylko parlament może stanowić prawo, a, jako że pochodzi z wyborów powszechnych jest wyrazem demokratycznej zasady suwerenności narodu oraz najwyższym organem władzy państwowej. Zgromadzenie Narodowe spełnia trzy podstawowe funkcje: legislacyjną, kreatywną (wybór premiera) oraz kontrolną (gabinet odpowiada przed parlamentem).

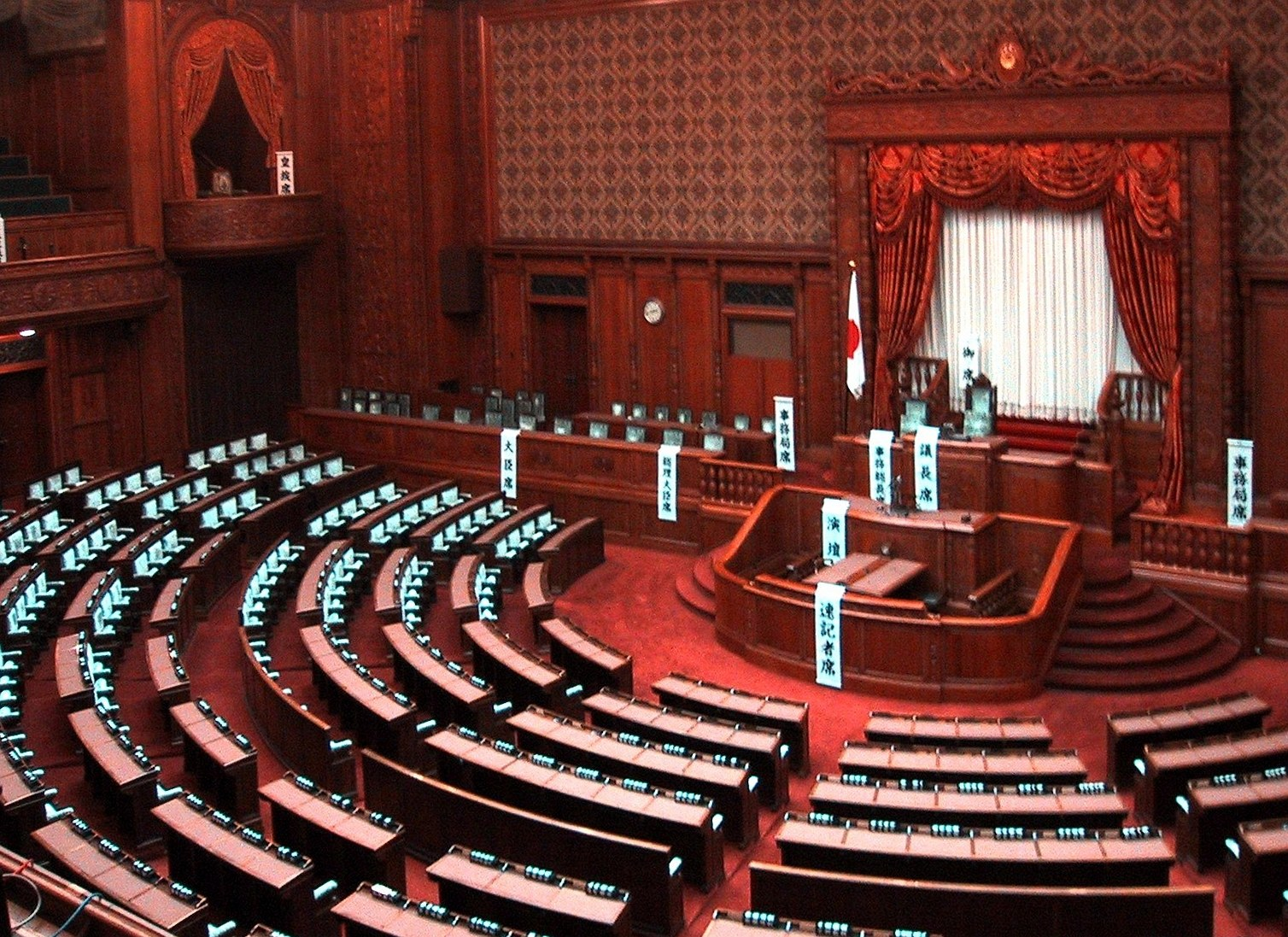
Sala posiedzeń Izby Radców w budynku Zgromadzenia Narodowego w Tokio

Kadencja składającej się z 475 deputowanych izby niższej trwa 4, a liczącej 242 członków izby wyższej 6 lat, z tym że połowa jej składu jest odnawiana co 3 rok. Parlament Japonii obraduje w trybie sesyjnym, którego posiedzenia plenarne odbywają się w czasie sesji zwyczajnych, nadzwyczajnych i specjalnych oraz niezmiernie rzadkich sesji nagłych w przypadku Izby Radców. Pracami obu izb Zgromadzenia Narodowego kierują ich przewodniczący zwani gichō oraz ich zastępcy, a także niebędący parlamentarzystami sekretarze generalni. Ich stanowiska nie mogą być łączone z funkcjami w administracji państwowej wszelkich szczebli. Deputowani obu izb zgrupowani są w stałych bądź specjalnych komisjach parlamentarnych. Postanowienia ZN są najczęściej podejmowane zwykłą większością głosów.
Przez większość historii Japonii, władza wykonawcza sprawowana była w sposób autorytarny. W okresie klasycznym reformy Taika i prawa ritsuryō pozwoliły scedować rozproszoną dotąd władzę na osobę cesarza, któremu zazwyczaj jednak nie było pisane rządzić samodzielnie, a za pośrednictwem powołanej w 689 r. Wielkiej Rady Stanu (Daijō-kan lub Dajō-kan). Na jej czele znajdowało się stanowisko wielkiego ministra stanu (daijō-daijin), które z uwagi na trudny podołaniu zaszczyt było zwykle nie obsadzone. W związku z czym główną postacią stawał się wówczas minister lewej strony (sadaijin), któremu podlegali pozostali ministrowie oraz cały rozbudowany aparat urzędniczy. W późniejszym okresie, tj. X oraz XI w. rola owego ciała zmalała na rzecz systemu określanego mianem sekkan-seiji, opartego na wpływowych urzędnikach zwanych kanclerzami (kampaku) lub regentami (sesshō).

Kwiat paulowni, symbol premiera i gabinetu Japonii

Pod koniec XII w. rządy przejęła klasa wojowników ze stojącymi na ich czele dyktatorami wojskowymi – siogunami, bądź ich regentami zwanymi shikken, których w podejmowaniu decyzji wspomagała Wielka Rada Stanu grupująca liderów największych rodów samurajskich. W okresie Edo zaś sioguni rządzili wraz z kilku osobowym rządem – Rōjū. System bakufu rychło upadł wraz z otwarciem i modernizacją kraju, a wówczas ponownie powołano starożytny Daijō-kan, który w 1885 został zastąpiony przez pierwszy nowoczesny gabinet (naikaku) na czele z premierem. Do końca II wojny światowej istniało nieoficjalne, jednak wpływowe, stanowisko doradcy cesarza: genrō.
Gabinet składa się z wybieranego przez Zgromadzenie Narodowe, i mianowanego przez cesarza, premiera oraz powoływanych przez niego ministrów, którzy muszą być cywilami i w większości członkami parlamentu. Stoją oni na czele resortów oraz agencji, których nie może być więcej jak 20. Premierem jest zwykle przewodniczący zwycięskiej partii politycznej lub wchodzącej w jej skład frakcji. Główne zadania Rady Ministrów to: kierowanie sprawami państwa, prowadzenie polityki zagranicznej, kontrola i nadzór administracji państwowej, wydawanie rozporządzeń wykonawczych do konstytucji i ustaw przyjętych przez parlament oraz wprowadzanie ich w życie. Tylko gabinetowi przysługuje inicjatywa ustawodawcza w kwestii budżetu państwa. Prace Rady Ministrów koordynuje Urząd Premiera.

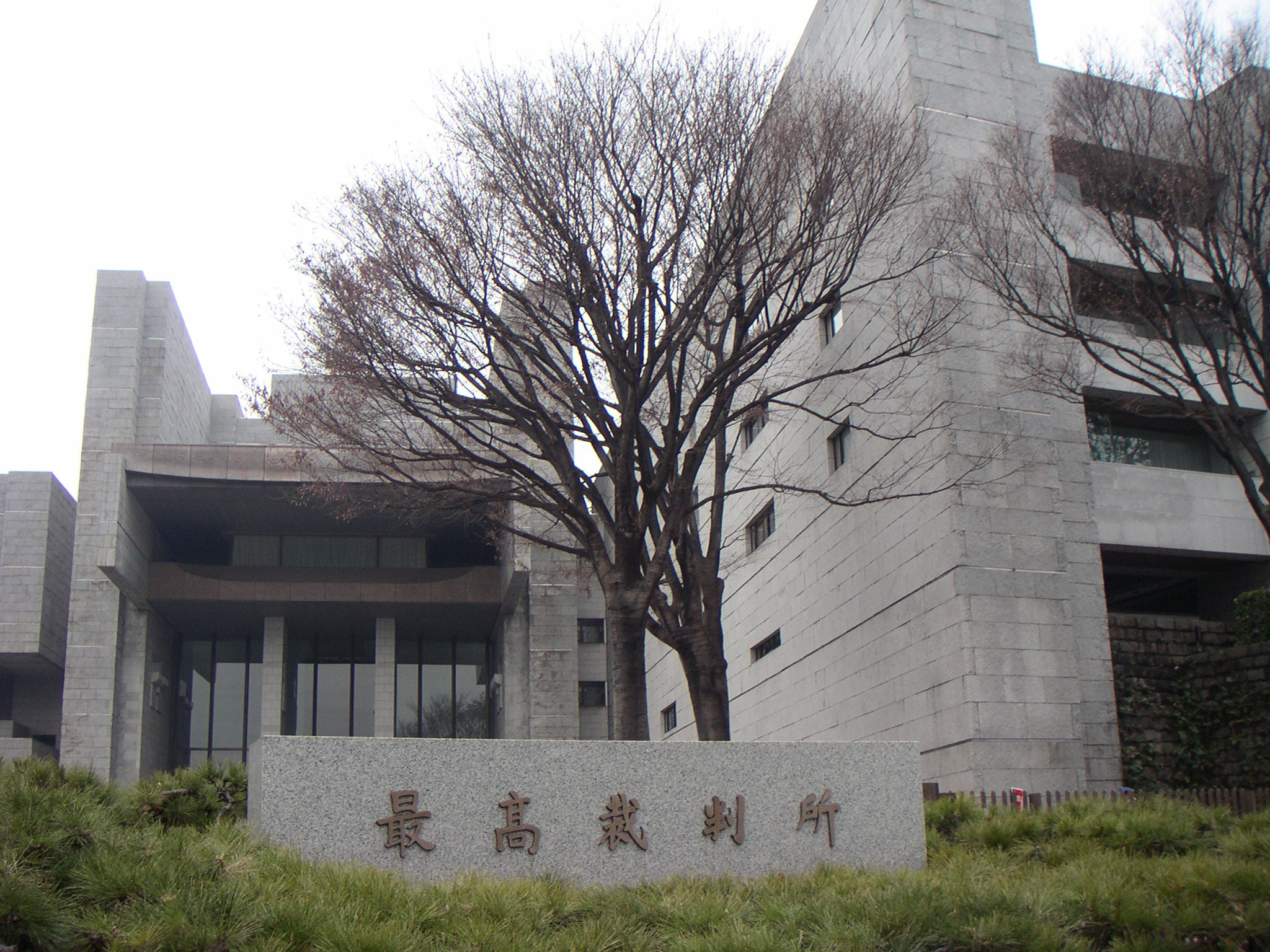
Siedziba Sądu Najwyższego w Tokio

Biurokracja w Japonii ma długą, sięgającą jej początków tradycję, ale w przeciwieństwie do starożytności ta współczesna oparta na merytokracji i apolityczności służba cywilna jest urzędniczą elitą państwa gwarantującą ciągłość jego działania, powołaną do realizacji zadań stawianych przez egzekutywę. Na szczeblu centralnym pracuje ponad milion urzędników.
Sądownictwo w dawnej Japonii było w gestii dzierżących władzę na centralnym bądź lokalnym szczeblu. W okresie klasycznym w skład Wielkiej Rady Stanu wchodziło Ministerstwo Sprawiedliwości (Gyōbu-shō), a w czasach pierwszych dwóch siogunatów istniały podległe im organy sprawiedliwości, takie jak ustanowiony w 1249 roku Wysoki Sąd (Hikitsuke), czy istniejąca równolegle rada sądownicza Monchūjo, której kontynuacją w okresie Edo było powołane w 1634 roku Hyōjōsho. Upadek bakufu i wynikła z tego później modernizacja przyczyniły się do stworzenia na wzór francuski zbliżonego do współczesnego, jednak zależnego wciąż od władzy wykonawczej wymiaru sprawiedliwości. W powojennym, opartym na modelu kontynentalnej Europy sądownictwie japońskim najwyższą i ostateczną instancją jest powstały jeszcze w 1875 roku Sąd Najwyższy (jap. 最高裁判所 Saikō-saibansho), w skład którego wchodzą desygnowani przez premiera przewodniczący oraz 14 wyłanianych w wyborach na 10-letnią kadencję sędziów. Sąd ten pełni ponadto funkcję Trybunału Konstytucyjnego oraz powołuje przewodniczących sądów niższych szczebli, tj.: pełniących głównie funkcje apelacyjne 8 sądów wyższych (jap. 高等裁判所 kōtō-saibansho), 50 – okręgowych (jap. 地方裁判所 chihō-saibansho), 50 – rodzinnych (jap. 家庭裁判所 katei-saibansho) oraz 452 – ds. doraźnych (jap. 簡易裁判所 kan’i-saibansho). Sądy wyższe znajdują się w: Tokio, Osace, Nagoi, Hiroshimie, Fukuoce, Sendai, Sapporo i Takamatsu.
W 2004 roku parlament przyjął ustawę, zgodnie z którą od maja 2009 roku w niektórych procesach karnych wymagana jest, oprócz sędziów zawodowych, także obecność sędziów przysięgłych, wybranych losowo spośród obywateli. Nazywają się oni saiban-in (jap. 裁判員 saiban-in). Wraz z sędziami zawodowymi orzekają oni zarówno o winie, jak i karze. W sprawach poważnych przestępstw orzeka zespół trzech sędziów zawodowych i sześciu przysięgłych, w sprawach mniej istotnych – jeden sędzia zawodowy i trzech przysięgłych.

### Scena polityczna
W okresie kultury Yayoi rozwój społeczny doprowadził do powstania na terenie archipelagu licznych, zwalczających się wzajemnie małych państw plemiennych, na czele których stali zarówno mężczyźni, jak i kobiety pełniący funkcję władców-kapłanów. Najistotniejsza była wtenczas federacja ok. 30 z nich zwana Yamatai, której przewodziła królowa Himiko (?-248).
Pod koniec III wieku w centralnej części Honsiu jeden z naczelnych rodów uzyskał w wyniku walki, jak i pertraktacji, przewagę nad innymi dając początek dynastii władców państwa Yamato – federacji plemion kultury kofun. Jej pierwszym historycznie udokumentowanym monarchą noszącym wówczas tytuł ōkimi (wielki władca) był zmarły w 310 r. król Ōjin, a najpotężniejszym z nich, panujący w połowie IV w. Nintoku (313-99). Należeli oni do sprawującej autorytarne rządy dynastii Kawachi, która z niejasnych przyczyn upadła na przełomie V i VI w. Możni z rodów arystokratycznych sprowadzili ze wschodu nowego władcę Keitai’a (pan. 507-31), który poślubił księżniczkę z dotychczasowej linii władców i dał tym samym początek obecnie panującej dynastii.
W tym okresie spośród arystokratycznych klanów (uji) mających decydujący wpływ na rządzenie oraz wybór władcy przewagę uzyskał ród Soga, któremu przewodził Umako (?-626). Wygrali oni rywalizację z klanem Mononobe i walnie przyczynili się do sprowadzenia buddyzmu w połowie VI w., w oparciu o który książę Shōtoku (574-622), regent i dawca prawa, rozpoczął proces centralizacji władzy monarszej.
W 645 roku w wyniku zamachu stanu stojący na drodze ku realizacji tych zamierzeń Soga, na czele z zamordowanym wówczas Iruką, zostali obaleni, a po pewnym czasie rządy przypadły zaradnemu i sprawnie władającemu państwem Tenjiemu (626-672), którego wspierał Kamatari Nakatomi (614-669) protoplasta potężnego rodu Fujiwara. Po śmierci Tenjiego rozgorzała walka o tron pomiędzy jego synem księciem Ōtomo (648-672) i jego wujem Temmu (631-686), który zwyciężywszy, był pierwszym de facto noszącym tytuł cesarza władcą Japonii i podobnie jak wcześniej brat rządził suwerennie.
Niebawem Fujiwarowie za sprawą Fuhito (659-720) – który pokonawszy będącego doń w opozycji błyskotliwego księcia Nagaya (684-729) – zdominowali rządy do 737 r., gdy w wyniku zarazy zmarło czterech jego synów. Pełnia władzy przypadła wtenczas pobożnemu cesarzowi Shōmu (701-756). Czas jego panowania był okresem wzrostu znaczenia buddyjskiego kleru, czego kulminację stanowiło dojście w 765 r. do najwyższych urzędów w państwie protegowanego cesarzowej Kōken (718-770) mnicha Dōkyo (700-772) i jego krewnych, zagrażając tym samym odradzającej się sile Fujiwarów.
W 781 cesarzem został budowniczy dwóch stolic i zaliczany do najwybitniejszych władców zjednoczonej Japonii – Kammu (737-806) – jeden z nielicznych, którego centralistyczne rządy nie były nacechowane despotyzmem. Panujący niedługo potem cesarz Saga (786-842) zachował poprzez utworzony w 810 r. Urząd Audytorski (Kurōdo-dokoro) kontrolę nad rządem.

Mon klanu Taira

Kolejni władcy w szybkim tempie popadali w zależność od rodu Fujiwara, których kobiety wżeniano do rodu cesarskiego, tak iż kolejni małoletni cesarze byli wnukami swych regentów, a pod wpływem których – nim osiągnęli pełnoletniość – abdykowali, stając się insei. Ów okres chwały Fujiwarów nastał po zdystansowaniu klanów Tomo i Ki, a następnie Minamoto, gdy przewodzili im Yoshifusa (804-872) i jego syn Mototsune (836-891). Szczyt ich potęgi przypadł na czas regencji Michinagi (966-1028), który uprzednio wygrał z wewnętrzną opozycją na czele z Korechiką (974-1010).
Pod koniec XI wieku, z przyczyn przede wszystkim gospodarczych, centralna władza dworu w Kioto, wraz z dominującymi na nim Fujiwarami, uległa osłabieniu na rzecz regionalnych i zagrażających jedności państwa możnowładców, jak również sekt buddyjskich, z których najbardziej wpływowe znaczeniem dorównywały podobnym im zakonom rycerskim w Europie. Na prowincji wykształciły się wówczas rody wojowników, w tym najpotężniejsze:Taira i Minamoto, które najpierw za aprobatą dworu, a później już samodzielnie odgrywały istotną rolę w utrzymaniu politycznego ładu.
W latach 1156 i 1160 wybuchły spory i rebelie wokół sukcesji do tronu, wynosząc do władzy Tairów, pod przewodnictwem Kiyomoriego (1118-1181), którzy pokonali będących w sojuszu z Fujiwarami Minamotów, na czele z Yoshitomo (1123-1160). Jego syn Yoritomo (1147-1199) zrewanżował się Tairom w czasie wojny Genpei (1180-1185) i w 1192 r. jako siogun zapoczątkował trwające 676 lat panowanie samurajów. On sam w oparciu o stare struktury administracyjne sprawował centralistyczne, pełne wigoru, a zarazem podejrzliwe i bezwzględne rządy, o czym przekonał się jego wielce zasłużony brat Yoshitsune (1159-1189).

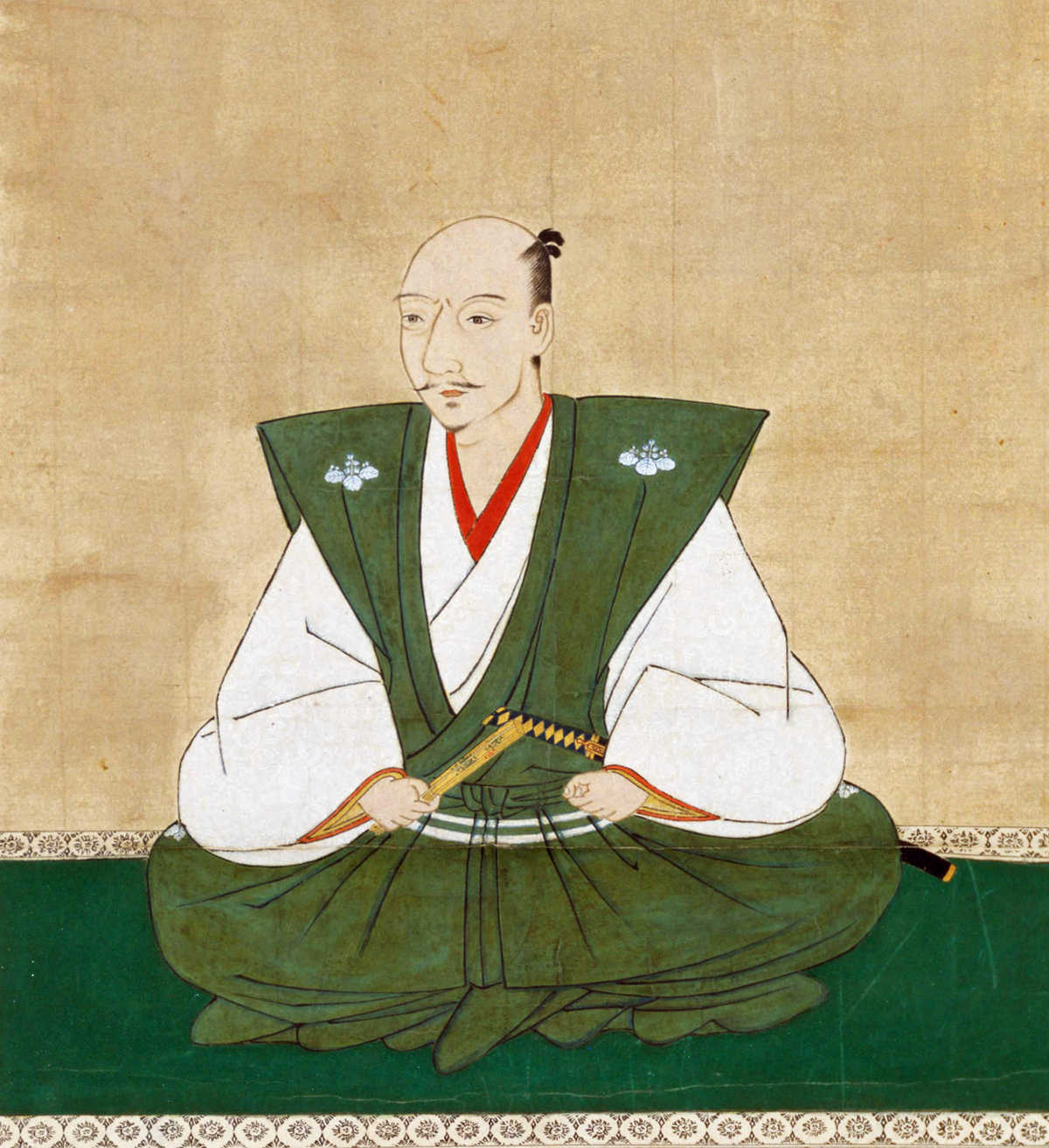
Nobunaga Oda

Po śmierci Yoritomo przedstawiciele klanu Hōjō, z którego wywodziła się jego wpływowa żona Masako (1157-1225) sprawowali odtąd w imieniu siogunów Minamoto realną władzę jako ich regenci, a pierwszym z szesnastu był ojciec Masako – Tokimasa (1138-1216) – którego wespół z bratem i następcą Yoshitokim (1163-1224) zmusiła w 1208 do ustąpienia z urzędu.
W 1221 r. władzy nowego regenta zagroziły siły lojalne cesarzowi Go-Toba (1180-1239), których pokonanie umocniło stojący na czele bakufu klan Hōjō. Pod wodzą Tokimune (1251-1284) Japonia przetrwała dwie próby inwazji mongolskich, lecz związane z tym koszty nadwerężyły potencjał sprawnie rządzących Hōjō, których ze sceny politycznej usunęła w 1333 opozycja pod wodzą cesarza Go-Daigo (1288-1339). Jego despotyczne rządy w czasie restauracji Kemmu skłoniły wspierający go podówczas ród Ashikaga do zamachu stanu, w wyniku którego w 1336 ich przywódca Takauji (1305-1358) został pierwszym z piętnastu siogunów nowej dynastii. W okresie ich dominacji, obowiązujący wówczas system podatkowy doprowadził do umocnienia się regionalnych możnych i kleru buddyjskiego oraz buntów chłopskich, osłabiając wyraźnie bakufu, czego unaocznieniem był wybuchły w 1467 spór w łonie Ashikagów o sukcesję po siogunie, a który doprowadził do rozbicia państwa na feudalne księstwa i trwających między nimi 100 lat nieustannych walk zwanych Sengoku jidai.

Mon klanu Tokugawa

Nader popędliwy i niemający skrupułów Nobunaga Oda (1534-1582) był pierwszym z trzech – pochodzących z centralnego Honsiu – wielkich przywódców, którzy siłą doprowadzili do zjednoczenia Japonii. Mniej niż połowę wszystkich prowincji miał pod kontrolą Oda, gdy złapany w zasadzkę popełnił seppuku. Jeden z jego generałów, pewny siebie i mający chłopskie korzenie Toyotomi Hideyoshi (1536-1598) został bohaterem najbardziej spektakularnej kariery politycznej w historii Japonii i osiągnął szczyt, wieńcząc dzieło jej zjednoczenia. Jednak nie udało mu się poprzez tymczasowo rządzącą po jego śmierci Radę Pięciu (go-tairō) zachować władzy dla syna, którego wspierającej koalicji przeciwstawił się lojalny dotychczas Hideyoshiemu Tokugawa Ieyasu (1543-1616).
W 1603 r. zapoczątkował on trwające 265 lat panowanie dynastii piętnastu siogunów klanu Tokugawa. Kładąc nacisk na stabilizację, zmodyfikowali oni siogunat, tak iż system bakuhan był w istocie państwem policyjnym, w którym władza centralna bakufu starała się kontrolować względnie autonomiczne księstwa feudalne.
Postępująca stagnacja i w końcu kryzys gospodarczy wymusiły jednak zmiany, których inicjatorami była tradycyjna wobec Tokugawów opozycja klanów Shimazu i Mōri z domen Satsuma i Chōshu z zachodniej Japonii. Na jej czele stali młodzi samuraje (tzw. trzej wielcy mężowie), tj. Toshimichi Ōkubo (1830–1878), Takamori Saigō (1828–1877) i Takayoshi Kido (1833–1877), którzy sprawowali faktyczne, centralistyczne rządy wynosząc na piedestał cesarza w osobie Mutsuhito (1852–1912). Tak zawiązana oligarchia Meiji, w której przewodzili później m.in. Taisuke Itagaki (1837–1919), pierwszy premier Hirobumi Itō (1841–1909), czy Shigenobu Ōkuma (1838–1922) zbudowała fundamenty współczesnej Japonii.

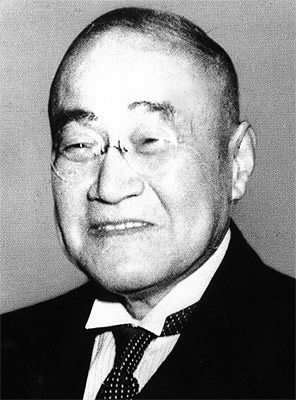
Shigeru Yoshida

Różnice poglądów doprowadziły do wyłonienia się stowarzyszeń i partii politycznych, z których pierwsza to założona w 1874 (przetrwała 2 miesiące) Publiczna Partia Patriotyczna (Aikoku Kōtō, 1874–1875), a najważniejszymi w tym okresie były: Partia Liberalna (Jiyūtō), Konstytucyjna Partia Reform (Rikken Kaishintō, 1882–1896) oraz Konstytucyjna Partia Rządów Cesarskich (Rikken Teiseitō, 1882–1883). Zaś w stanowiącym umiarkowany rozkwit demokracji okresie Taishō (1912–1926) dominującą rolę odgrywały: Konstytucyjne Stowarzyszenie Przyjaciół Polityki (Rikken Seiyūkai, 1900–1940), Konstytucyjna Partia Rządów Demokratycznych (Rikken Minseitō, 1927–1940) oraz Konstytucyjne Stowarzyszenie Jednomyślnych (Rikken Dōshikai, 1913–1916).
Objęciu tronu przez cesarza Hirohito (1901–1989) towarzyszyło zaostrzenie klimatu politycznego, gdy do głosu doszły operujące demagogią, skrajnie prawicowe środowiska, wznoszące nacechowane agresją populistyczne hasła, których realizacji podjęli się wojskowi mający wówczas zastrzeżone prawo decydowania o personaliach, przy obsadzaniu zarezerwowanych dla nich stanowisk, w destabilizowanych w ten sposób gabinetach. Umocnieniu tam ich wpływów pomagały też pokłosia wielkiego kryzysu, łapówkarstwo, zastraszanie i brutalna przemoc (np. Incydent 26 lutego, 1936) oraz poparcie ultranacjonalistycznych stowarzyszeń i organizacji, np. Gen’yōsha (1881–1946), Kokuryūkai (1901–1946), Tōhōkai, Kōdōha (1931–1936). Ster często upadających gabinetów, którym aż trzykrotnie przewodził w owym czasie książę Fumimaro Konoe (1891–1945), przypadł w końcu generałowi Hideki Tōjō (1884–1948), który stojąc na czele kilku resortów sprawował totalitarystyczne rządy, doprowadzając do wojny, w której unicestwienie japońskiego militaryzmu szło w parze z cywilną hekatombą. Po kapitulacji Japonii na czele sił okupacyjnych stanął amerykański generał Douglas MacArthur (1880–1964). Zasadnicze kwestie polityki stanowiącej podstawę odbudowy, a następnie oszałamiającego rozwoju powojennej i demokratycznej Japonii, zawarł w swej doktrynie dominujący wówczas premier Shigeru Yoshida (1878–1967). Prawicowa Partia Liberalno-Demokratyczna – PLD (Jiyū-Minshutō) jest najistotniejszym graczem japońskiej sceny politycznej, sprawującym od czasu jej powołania w 1955 nieomal nieprzerwane i najdłuższe w uprzemysłowionym świecie rządy, poza krótkim okresem koalicji z lat 1993–1996. Od władzy została odsunięta dopiero w 2009, po zwycięstwie w wyborach Partii Demokratycznej.
Po niepełnej kadencji w roku 2012 PLD powróciła do władzy zdobywając 294 miejsca (spośród 480) w izbie niższej parlamentu (Partia Demokratyczna zmniejszyła stan posiadania z 230 do 57). Owe reprezentujące konserwatywne i neoliberalne poglądy ugrupowanie tworzy wiele składających się nań frakcji, a do głównych jej liderów należeli m.in. premierzy Eisaku Satō (1901–1975), Yasuhiro Nakasone (1918) czy Jun’ichirō Koizumi (1942). Oprócz – często istotniejszej – wewnątrzpartyjnej opozycji, tę parlamentarną wobec PLD stanowią przede wszystkim: Partia Demokratyczna (Minshutō), Partia Socjaldemokratyczna (Shakai Minshu-tō), Nowa Partia Czystych Rządów (Kōmeitō) oraz Japońska Partia Komunistyczna (Nihon Kyōsan-tō). W 1989 Chryzantemowy Tron objął cesarz Akihito (1933) rozpoczynając tym samym okres Heisei. W maju 2019 zastąpił go jego najstarszy syn, Naruhito, którego panowanie nazwano erą Reiwa.

### Stosunki międzynarodowe
Japonia jest członkiem ONZ (od 1956 r.), G7 (od 1975 r.) oraz państw G4 (wraz z Brazylią, Indiami i Niemcami).
Od zakończenia wojny na Pacyfiku Japonia prowadzi spory terytorialne:
- Rosja: 3 wyspy i jeden mały archipelag, stanowiące południową część Kuryli (jap. クリル列島 Kuriru-rettō, 千島列島 Chishima-rettō, ros. Курильские острова) – obecnie zajmowane przez Rosję,
- Korea Południowa: Dokdo (jap. 竹島 Takeshima, kor. 독도 Dokdo) – obecnie Korea Płd.,
- Chiny i Tajwan: Wyspy Senkaku (jap. 尖閣諸島 Senkaku-shotō, chiń. upr. 钓鱼台群岛; chiń. trad. 釣魚台群島; pinyin Diàoyútái Qúndǎo) – obecnie Japonia.

Do dziś Japonia nie zawarła z Rosją pokoju po zakończeniu II wojny światowej.

## Podział administracyjny
| Kinai    | Tōkaidō  | Tōsandō  | Hokurikudō |
| San’indō | San’yōdō | Nankaidō | Saikaidō   |

     Hokkaido
     Tōhoku
     Kantō
     Chūbu
     Kinki
     Chūgoku
     Sikoku
     Kiusiu

System Gokishichidō ukazujący dawne regiony i prowincje w okresie Nara po wprowadzeniu kodeksu Yōrō (720 r.)

Regiony i prefektury Japonii
Hokkaido
Tōhoku
Kantō
Chūbu
Kinki
Chūgoku
Sikoku
Kiusiu

Rozwój terytorialny i gospodarczy państwa japońskiego na przestrzeni dziejów wymuszał potrzebę stworzenia sprawnego systemu administracji i zarządzania. W 689 r. Kodeks Asuka, drugi z kilku tzw. ritsuryō, aktów normatywnych klasycznej Japonii wprowadził m.in. Gokishichidō, co tłumaczy się jako pięć prowincji i siedem okręgów, a określało najstarszy system podziału terytorialnego Kraju Kwitnącej Wiśni. W sensie prawnym powstałe wówczas regiony funkcjonowały jedynie do okresu Muromachi, tj. ok. XVI w., niemniej jednak z geograficznego punktu widzenia istniały w świadomości Japończyków aż do XIX w. Owymi regionami, zwanymi okręgami, a w przypadku dosłownego tłumaczenia słowa dō traktami, bądź też drogami były: Tōkaidō, Tōsandō, Hokurikudō, San’indō, San’yōdō, Nankaidō oraz Saikaidō. Ponadto istniał nieoficjalny centralny, stołeczny region Kinai, protoplasta późniejszego Kinki, który jako jedyny na początku składał się z pięciu pierwszych prowincji (kuni), tj. Yamato, Yamashiro, Kawachi, Settsu oraz Izumi. Podział ten pomijał znajdujące się wówczas poza zasięgiem cywilizacji japońskiej Hokkaido, północną część Honsiu oraz Riukiu.

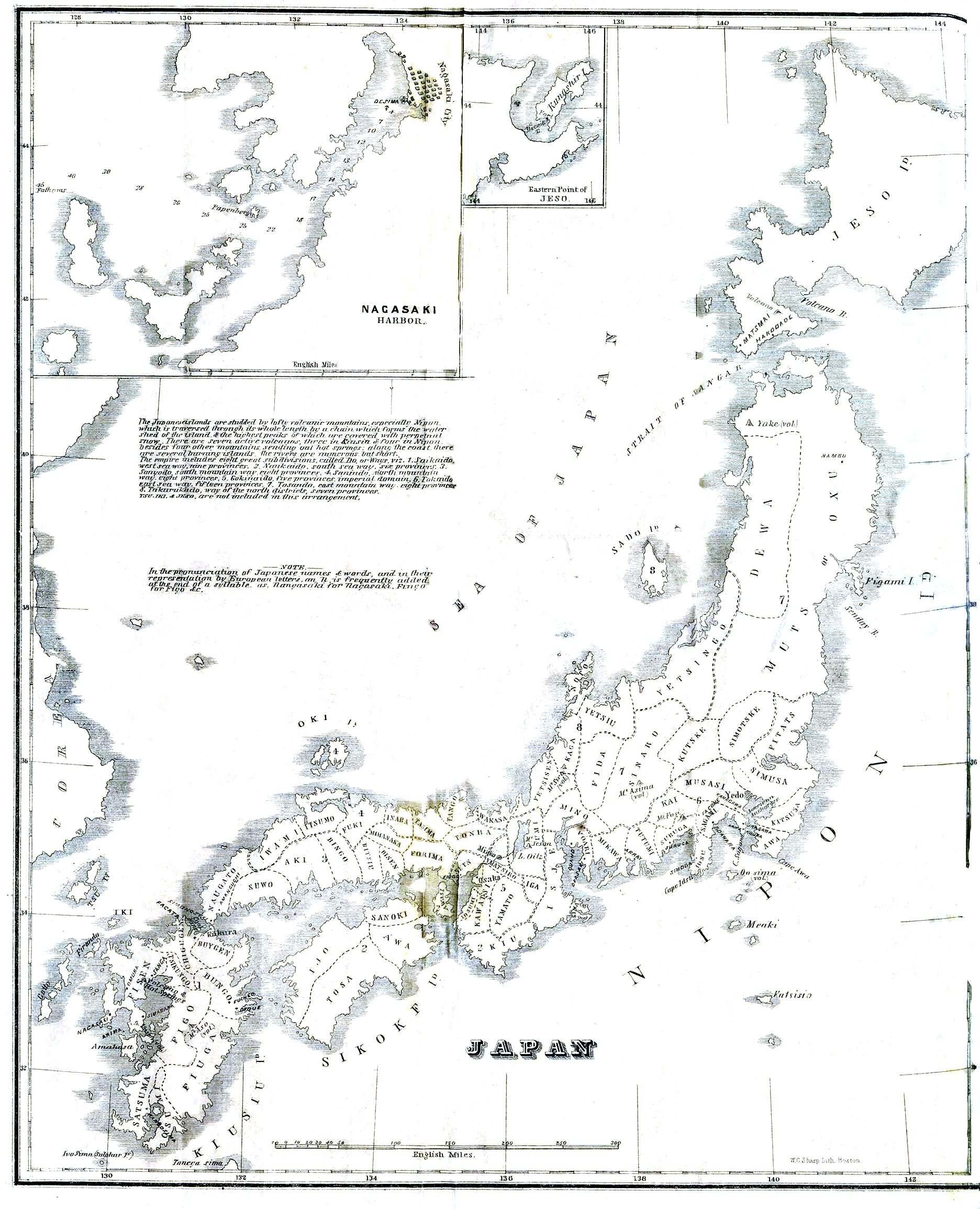
Mapa z 1855 r. ukazująca podział Japonii na prowincje

Kodeksy Taihō z 701 r. i Yōrō z 720 r. zreorganizowały istniejące i powołały w pozostałych regionach wiele nowych prowincji, które z czasem stały się podstawową jednostką podziału administracyjnego Japonii. Ich liczba ulegała zmianie, lecz w okresie Kamakura (XIV w.) ustabilizowała się i aż do 1868 r., a więc restauracji władzy cesarskiej było ich 68. Z kolei korekty granic prowincji miały miejsce w okresach Nara i Meiji, natomiast od okresu Heian do Edo pozostały niezmienne. W pierwszych wiekach swego istnienia prowincje dzieliły się na dzielnice zwane gun lub kōri. Na czele każdej prowincji stał mianowany przez cesarza gubernator zwany kokushi, a z nastaniem bakufu sioguni powoływali gubernatorów określanych mianem shugo, którzy mieli większą władzę i byli odpowiedzialni często za więcej niż jedną prowincję.

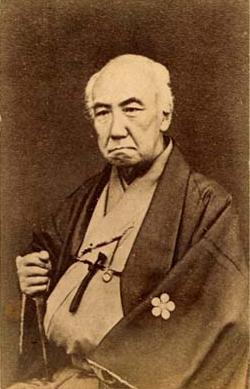
Noriyasu z rodu Maeda (1811–1884) był 12 i przedostatnim daimyō domeny Kaga

Niemniej już w okresie Muromachi – a zwłaszcza w następnym, pełnym niepokojów i wojen okresie Azuchi-Momoyama – ich funkcje zaczęli spełniać potężni i wpływowi, a przy tym mający osobiste oddziały samurajów, panowie feudalni zwani daimyō. Ciągła rywalizacja między wielkimi rodami i związana z tym niestabilność polityczna szły w parze z ambicjami poszczególnych daimyō, którzy częstokroć dążyli do poszerzania swych włości poza obszar wyznaczony granicami przypadających im prowincji. Z upływem czasu coraz liczniejsze lenna daimyō wyparły de facto podział na 68 prowincji, co usankcjonował prawnie wielki wódz Hideyoshi Toyotomi, ustanawiając han, czyli domenę feudalną (lenno), jako podstawową jednostkę podziału administracyjnego. Prowincje funkcjonowały odtąd jedynie jako swego rodzaju punkt odniesienia, pozwalający lepiej orientować się w terenie oraz określać położenie danego miasta, czy też dowolnego spośród około 300 hanów.
Podlegający bezpośrednio siogunowi panowie feudalni, winni byli przysięgać mu wierność i lojalność, a w okresie władzy Tokugawów dzielili się na spokrewnionych z nimi fudai-daimyō oraz tozama-daimyō. Niemniej jednak o pozycji danego hanu, a co za tym idzie jego władcy, decydował roczny dochód, którego miarą była jednostka objętości zwana koku. Najbogatszym hanem była, położona na granicy dzisiejszych prefektur Ishikawa i Toyama, domena Kaga, której dochód przekraczał 1 mln koku. Domeny, w których zbiory były mniejsze od 10 tys. koku, choć nadal były nazywane hanami, to jednak stojący na ich czele władcy tracili tytuły i przywileje należne daimyō oraz nie podlegali bezpośrednio zwierzchnictwu sioguna; nie mieli też prawa budować będących podkreśleniem wysokiego statusu zamków. Ranga domeny była określana politycznie w sposób odgórny, niemniej jednak oczekiwano, że han i stojący na jego czele pan zachowają się odpowiednio do nadanej wcześniej klasy i zgromadzą wymaganą ilość koku.
Podział kraju na feudalne domeny utrzymał się do 1871 r., kiedy zastąpiło je 305 prefektur, które następnie ulegały scalaniu. Pod koniec tego samego 1871 r. było ich 72; w 1881 – 37; w 1885 – 45, a w 1888 r., po dodaniu Hokkaido i Okinawy, ustaliła się aktualna liczba 47 prefektur. W 1907 r., po zwycięskiej wojnie z Rosją, Japończycy utworzyli obejmującą południową część wyspy Sachalin prefekturę Karafuto, istniejącą do końca II wojny światowej.
Określane wspólnym mianem to-dō-fu-ken jednostki administracyjne dzielą się na 43 zwykłe ken, obejmujący całe Hokkaido okręg dō, metropolię Tokio to oraz 2 prefektury miejskie (Kioto i Osaka), czyli fu. Na czele prefektury stoi gubernator, odpowiedzialny przed lokalnym parlamentem. W 1947 r. Prawo o autonomii lokalnej przyznało prefekturom większy zakres obowiązków i kompetencji.
W Japonii używa się także podziału na 8 regionów geograficznych: Hokkaido, Tōhoku, Kantō, Chūbu, Kinki (wobec którego używa się także nazwy Kansai), Chūgoku, Sikoku oraz Kiusiu, który obejmuje również prefekturę Okinawa.
| lp. | flaga | prefektura | populacja  | stolica    |  |
| --- | ----- | ---------- | ---------- | ---------- |  |
| 1   |       | Hokkaido   | 5 632 133  | Sapporo    |  |
| 2   |       | Aomori     | 1 436 628  | Aomori     |  |
| 3   |       | Iwate      | 1 416 180  | Morioka    |  |
| 4   |       | Miyagi     | 2 370 280  | Sendai     |  |
| 5   |       | Akita      | 1 174 905  | Akita      |  |
| 6   |       | Yamagata   | 1 223 000  | Yamagata   |  |
| 7   |       | Fukushima  | 2 119 218  | Fukushima  |  |
| 8   |       | Ibaraki    | 2 985 424  | Mito       |  |
| 9   |       | Tochigi    | 2 011 313  | Utsunomiya |  |
| 10  |       | Gunma      | 2 024 820  | Maebashi   |  |
| 11  |       | Saitama    | 6 938 006  | Saitama    |  |
| 12  |       | Chiba      | 6 062 202  | Chiba      |  |
| 13  |       | Tokio      | 12 577 819 | Shinjuku   |  |
| 14  |       | Kanagawa   | 8 639 665  | Jokohama   |  |
| 15  |       | Niigata    | 2 444 108  | Niigata    |  |
| 16  |       | Toyama     | 1 120 320  | Toyama     |  |
| 17  |       | Ishikawa   | 1 180 744  | Kanazawa   |  |
| 18  |       | Fukui      | 821 589    | Fukui      |  |
| 19  |       | Yamanashi  | 884 531    | Kōfu       |  |
| 20  |       | Nagano     | 2 206 175  | Nagano     |  |
| 21  |       | Gifu       | 2 107 687  | Gifu       |  |
| 22  |       | Shizuoka   | 3 792 457  | Shizuoka   |  |
| 23  |       | Aichi      | 7 254 432  | Nagoja     |  |
| 24  |       | Mie        | 1 863 815  | Tsu        |  |
| 25  |       | Shiga      | 1 337 770  | Ōtsu       |  |
| 26  |       | Kioto      | 2 644 331  | Kioto      |  |
| 27  |       | Osaka      | 8 815 757  | Osaka      |  |
| 28  |       | Hyōgo      | 5 595 212  | Kobe       |  |
| 29  |       | Nara       | 1 421 367  | Nara       |  |
| 30  |       | Wakayama   | 1 036 061  | Wakayama   |  |
| 31  |       | Tottori    | 618 727    | Tottori    |  |
| 32  |       | Shimane    | 761 503    | Matsue     |  |
| 33  |       | Okayama    | 1 957 056  | Okayama    |  |
| 34  |       | Hiroszima  | 2 878 915  | Hiroszima  |  |
| 35  |       | Yamaguchi  | 1 492 575  | Yamaguchi  |  |
| 36  |       | Tokushima  | 824 108    | Tokushima  |  |
| 37  |       | Kagawa     | 1 022 843  | Takamatsu  |  |
| 38  |       | Ehime      | 1 493 126  | Matsuyama  |  |
| 39  |       | Kōchi      | 796 196    | Kōchi      |  |
| 40  |       | Fukuoka    | 5 057 932  | Fukuoka    |  |
| 41  |       | Saga       | 866 402    | Saga       |  |
| 42  |       | Nagasaki   | 1 516 536  | Nagasaki   |  |
| 43  |       | Kumamoto   | 1 842 140  | Kumamoto   |  |
| 44  |       | Ōita       | 1 209 587  | Ōita       |  |
| 45  |       | Miyazaki   | 1 170 023  | Miyazaki   |  |
| 46  |       | Kagoshima  | 1 786 214  | Kagoshima  |  |
| 47  |       | Okinawa    | 1 365 043  | Naha       |  |

## Demografia

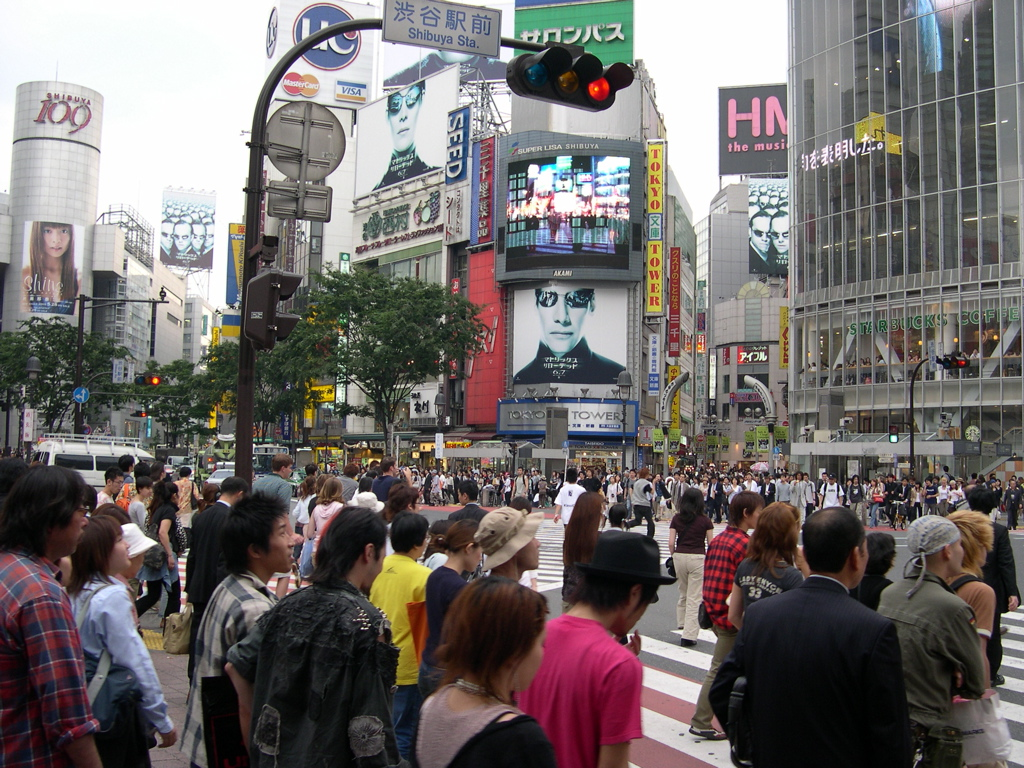
Godziny szczytu w tokijskiej dzielnicy Shibuya

Japonia, której liczba ludności na początku 2025 r. wynosiła 123,5 mln osób, należy do państw, które odnotowują coroczny spadek ludności. W 2010 r. liczba ludności Japonii osiągnęła rekord 128 mln osób, po czym zaczęła spadać. Co istotne, z każdym rokiem ubytek ludności jest coraz większy mimo zwiększającej się liczby obcokrajowców. Gęstość zaludnienia wynosi 330 osób na km². 90% ludności skupia się na wąskich nizinach nadbrzeżnych i w kotlinach śródgórskich, które stanowią zaledwie 1/4 powierzchni kraju, a gdzie zagęszczenie wzrasta do powyżej 1000 os./km². Ponad połowa mieszkańców zajmuje południowe wybrzeże Honsiu, a dokładniej strefę ciągnącą się od Tokio, Kawasaki i Jokohamy poprzez Nagoję do Kioto, Kobe i Osaki. Do gęsto zaludnionych obszarów zaliczają się także północne części Sikoku i Kiusiu, a do najrzadziej Hokkaido, północne Honsiu oraz południowe Kiusiu. Rozmieszczenie ludności w zasadniczy sposób rzutuje na wysoki stopień urbanizacji, który wynosi 89%.

Piramida wieku dla Japonii (2011)

Społeczeństwo tego wyspiarskiego kraju należy do najbardziej jednolitych pod względem narodowościowym. W 2024 r. około 95–96% mieszkańców to Japończycy. Do japońskich grup etnicznych zalicza się: Yamato (115–117 mln), Riukiu (1,2–1,4 mln), Ainu (25–200 tys.), a także hāfu (od ang. „half”, pół, połowa; słowo pojawiło się w latach 70. XX wieku – oznacza osoby pochodzące z małżeństw mieszanych, Japończyków z obcokrajowcami). Do najliczniejszych mniejszości narodowych (nie-Japończyków urodzonych poza granicami Japonii) zaliczają się: Chińczycy (870-900 tys.), Wietnamczycy (630-650 tys.), Koreańczycy (400-450 tys.), Filipińczycy (340-360 tys.), Brazylijczycy (200-250 tys.), Nepalczycy (ok. 240 tys.), Indonezyjczycy (ok. 200 tys.) i Birmańczycy (ok. 150 tys.). Cudzoziemców z Europy, Australii i Ameryki Północnej na stałe mieszkającej w Japonii jest ok. 150 tys. Ogółem, liczbę ludności zaliczaną do mniejszości narodowych w Japonii szacuje się na około 3,8–3,9 mln, co stanowi nieznacznie ponad 3% populacji kraju. Imigracja ze względu na bardzo surowe przepisy imigracyjne na wyspy jest wciąż niewielka, jednak z roku na rok dość znaczna liczba cudzoziemców przebywa w Japonii czasowo.
Po II wojnie światowej, w latach 1947–1949, nastąpił gwałtowny, sięgający nawet 19–22‰ rocznie przyrost rzeczywisty. Spowodowany był on repatriacją 6,5 mln Japończyków z zagranicy, a także spadkiem umieralności na skutek poprawy jakości opieki medycznej i wzrostu liczby urodzeń, które były pochodną nałożenia się na siebie urodzeń odłożonych w czasie na skutek wojny oraz nowych z pierwszych lat po wojnie. Postępująca industrializacja i modernizacja, gwałtowna migracja ze wsi do miast oraz wdrożenie polityki antynatalistycznej (w tym liberalnej ustawy aborcyjnej z 1948 r.) przyczyniły się do znacznego spadku urodzeń w latach 50. XX wieku. Doprowadziło to do zmiany modelu rodziny z wielopokoleniowej i wielodzietnej na nuklearną, z ograniczoną liczbą potomstwa. Wykształcił się wówczas model rodziny składający się z rodziców i dwojga dzieci (2+2). We współczesnej Japonii przyrost naturalny jest jednym z najniższych na świecie i od 2005 r. przyjmuje wartości ujemne (w 2024 r. -7,5‰). W 2024 r. na świat przyszło poniżej 700 tys. dzieci (najmniej w historii prowadzenia rejestrów), podczas gdy umarło ponad dwukrotnie więcej osób – niemal 1,6 mln. Od przełomu lat 50. i 60., z wyjątkiem lat 1967–1973 współczynnik dzietności nie zapewnia naturalnej zastępowalności pokoleń (2,10), aby w 2024 r. spaść do najniższego w historii Japonii poziomu 1,14 dziecka na 1 kobietę w wieku reprodukcyjnym.
W strukturze społecznej dominują osoby w wieku produkcyjnym (18–64 lata), a na 100 mężczyzn przypada 105 kobiet. Niemniej jednak, podobnie jak w innych wysoko rozwiniętych państwach świata japońskie społeczeństwo gwałtownie się starzeje. Do połowy lat 90. liczba Japończyków do 14. roku życia wciąż przewyższała liczbę osób w wieku 65 lat i więcej. W 1996 r. liczba dzieci i liczba osób starszych zostały wyrównane, osiągając wartości po około 15% ogólnej populacji Japonii. W następnych latach liczba osób starszych zaczęła przewyższać liczbę dzieci. W połowie 2024 r. osoby powyżej 64 roku życia stanowiły 29,3% populacji Japonii, podczas gdy osoby poniżej 15 roku życia 11,2%. Oznacza to, że liczba seniorów jest 2,5-krotnie większa, niż liczba dzieci. Tak wyraźnej nadwyżki osób w wieku starszym w stosunku do dzieci nie ma w populacji żadnego innego państwa.
Średnia długość życia w Japonii jest najwyższa na świecie i w 2020 r. wynosiła 84,7 lat, przy czym mężczyźni żyli średnio 81,64 lat, a kobiety 87,74. W latach 2021–2022 średnia długość życia spadła o 0,8 roku z uwagi na zwiększoną liczbę zgonów z powodu pandemii Covid-19. Gwałtowne starzenie się społeczeństwa jest bardzo dużym problemem dla gospodarki i systemu społecznego kraju. Przybywa osób starszych pobierających wysokie świadczenia emerytalne, na które coraz mniej ludzi pracuje. Dodatkowym utrudnieniem dla opieki społecznej i wielu rodzin nuklearnych jest wzrastająca liczba rozwodów wśród Japończyków na emeryturze. Od dawna trwają dyskusje, w jaki sposób zaradzić katastrofie demograficznej w Japonii. Z jednej strony stosuje się różnego rodzaju zachęty dla potencjalnych rodziców, z drugiej rozważa się kwestię imigracji. Polityka prorodzinna w Japonii będzie musiała ulec bardzo dużym przeobrażeniom, gdyż przybywa kobiet buntujących się przeciwko tradycyjnemu modelowi rodziny i odrzucających instytucję małżeństwa lub zwlekających z zawarciem związku małżeńskiego i rodzeniem dzieci. Współcześnie około 45% Japonek w wieku 25–39 lat to singielki. Średnia wieku zawierania pierwszego małżeństwa w latach 1980–2021 wzrosła z 25,2 do 29,5 lat w przypadku kobiet i z 27,8 do 31 lat w przypadku mężczyzn, a średnia wieku kobiet rodzących pierwsze (i często jedyne) dziecko z 26,4 do 31 lat.
Do początku lat 90. XX wieku problem bezrobocia właściwie nie istniał, lecz teraz po długotrwałej recesji wynosi w granicach 2–3%.

### Obyczaje

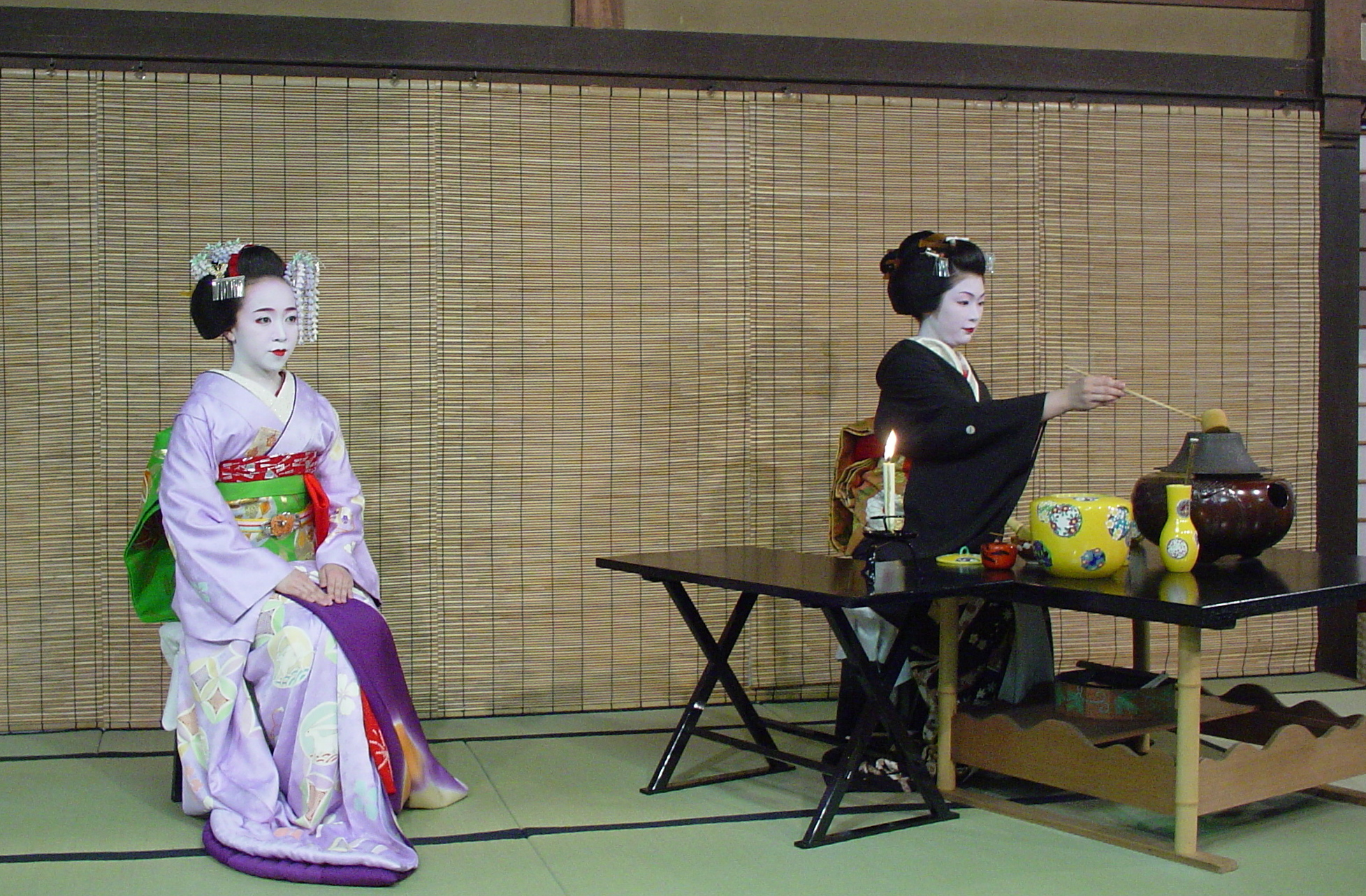
Maiko i gejsza – scena parzenia herbaty w czasie festiwalu Miyako Odori, Kioto

Na narodowy charakter oraz mentalność Japończyków ogromny wpływ wywarły i wywierają wciąż bushidō oraz nauki Konfucjusza. To za ich sprawą takie cechy, jak dyscyplina, stoicyzm, powściągliwość, opanowanie, a także lojalność i szacunek wobec starszych czy zwierzchników są powszechnie respektowane i widoczne na każdym kroku – w szkole, pracy i rodzinie.
Harmonia w życiu społecznym stanowi dla Japończyków najwyższą wartość, w związku z czym w relacjach międzyludzkich panują konformizm i dążenie do ugody niemal za wszelką cenę. Interes grupowy ma pierwszeństwo nad indywidualnym, stąd źle widziane są wyróżnianie się oraz formułowanie osobistych opinii. Ludzie wypowiadają się najczęściej niejasno oraz wymijająco, a prywatne uczucia i troski maskują nienagannym uśmiechem oraz wysoką kulturą osobistą.
Honor oraz wszechobecne poczucie wdzięczności i obowiązku, a co za tym idzie obawa przed utratą twarzy skutkują istnieniem we wzajemnych relacjach specyficznych, nieformalnych układów i powiązań, takich jak giri (zobowiązanie moralne), które dla skrytych i zamkniętych w sobie Japończyków stanowi wzór zachowania, a także sposób polubownego rozwiązywania sporów międzyludzkich. To właśnie konfucjańskie zasady, bushidō, czyli „droga wojownika”, a także buddyzm zen stanowiły podstawę specyficznego systemu myślenia i sposobu postrzegania świata przez Japończyków. Za ich sprawą ongiś samuraj, który okrył się hańbą i stawał się rōninem, zwracał jeden ze swych mieczy przeciw sobie i popełniał rytualne samobójstwo – seppuku. One też przed II wojną światową pomogły stworzyć kult boskiego cesarza oraz pozwoliły japońskim żołnierzom gardzić śmiercią w czasie samobójczych ataków kamikaze. Poczucie honoru nakazywało walczyć do końca, gdyż niewola czy kapitulacja nie wchodziły w rachubę.

### Język

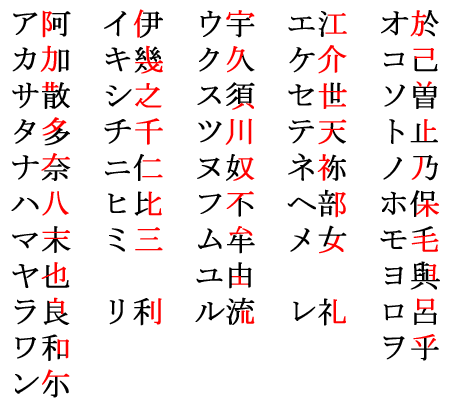
Sylabariusz katakana

Ponad 99% mieszkańców Japonii posługuje się językiem japońskim. Jego pochodzenie jest nieznane. Prezentowane są różne hipotezy dot. jego korzeni, m.in. pokrewieństwo z rodzinami języków uralskich i ałtajskich, do których należą: fiński, węgierski, mongolski, turecki. Pod względem gramatycznym japoński podobny jest do języka koreańskiego.
Do charakterystycznych cech języka japońskiego należą: duża liczba homofonów, obfitość zwrotów grzecznościowych, występowanie tylko sylab otwartych, a więc kończących się samogłoską, iloczas czy duża ilość zapożyczeń frazeologicznych, głównie z języka angielskiego.
Z powodu braku możliwości jednoznacznego wyjaśnienia, język japoński jest klasyfikowany jako największy język izolowany, gdyż jego struktury gramatyczne, frazeologia czy fonetyka są niepodobne do struktur żadnego innego języka na świecie. Jest to język aglutynacyjny.
Mieszkańcy Wysp Riukiu, w tym Okinawy, posługują się językami riukiuańskimi, należącymi do japońskiej rodziny językowej. Są one nauczane w miejscowych szkołach. Język ajnoski jest używany przez niewielką grupę mieszkańców wyspy Hokkaido – Ajnów. Są oni zagrożeni wymarciem.
Japończycy posługują się jednocześnie trzema systemami pisma. Są to: wprowadzone w V w. znaki chińskie kanji oraz dwa sylabariusze fonetyczne, hiragana i katakana, pochodzące z VIII wieku. W wielkim uproszczeniu, znakami kanji zapisuje się rdzenie słów, głównie rzeczowniki pochodzenia chińskiego i słowa utworzone w Japonii według wzoru chińskiego oraz rodzime słowa japońskie. Kanji mają trzy podstawowe właściwości: formę, dźwięk, znaczenie. Każdy znak może być wymawiany w różny sposób, a każde czytanie może mieć wiele znaczeń. Za pomocą hiragany przekształca się je w przymiotniki i czasowniki, natomiast katakanę stosuje się m.in. do zapisu słów pochodzenia obcego i wykorzystuje jako kursywę. Ponadto w reklamie oraz w kontaktach z cudzoziemcami, zastosowanie znajdują rōmaji, a więc alfabet łaciński, który jest w istocie czwartym systemem pisma.

### Religia

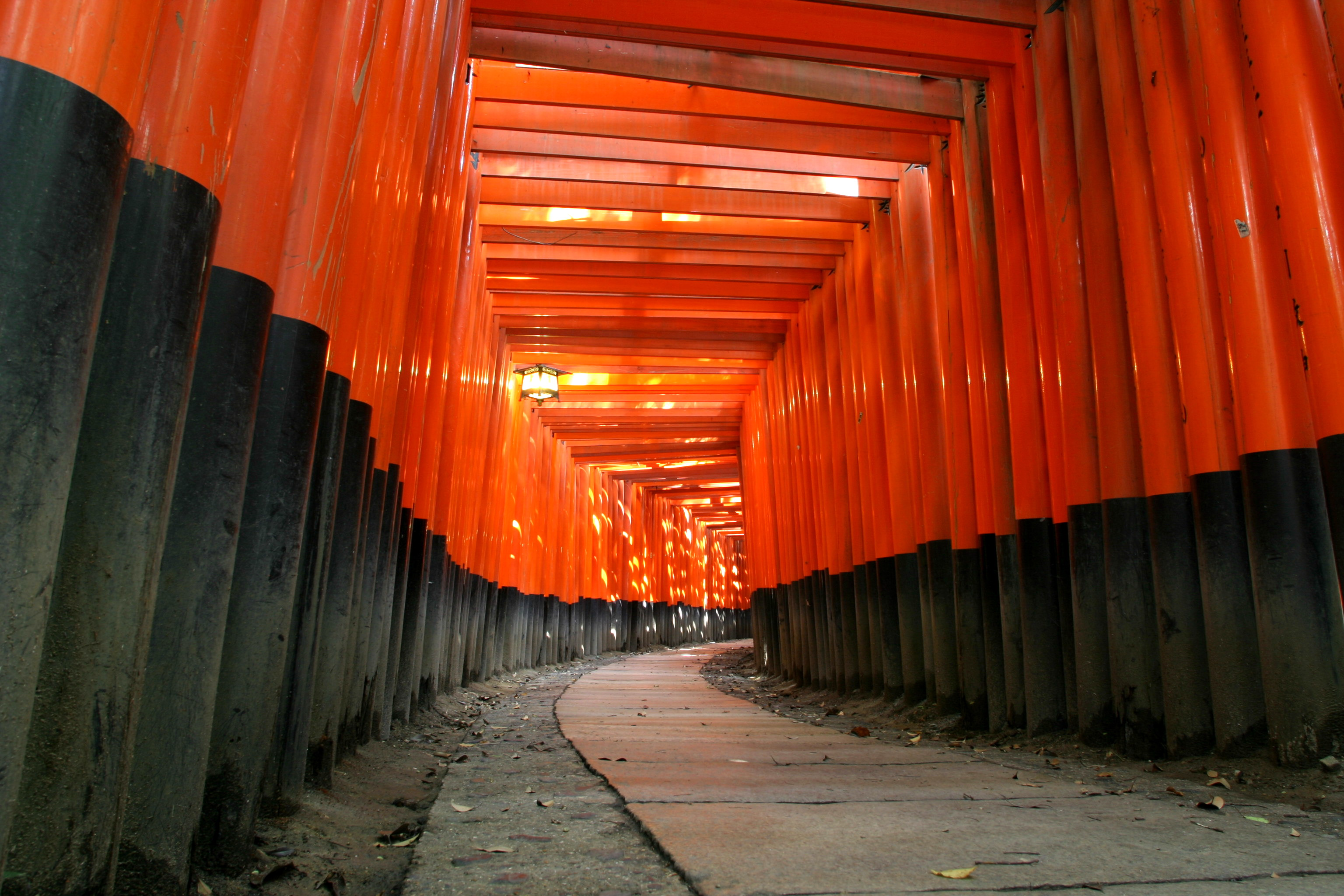
Tunel utworzony przez setki bram torii w chramie Fushimi Inari w Kioto

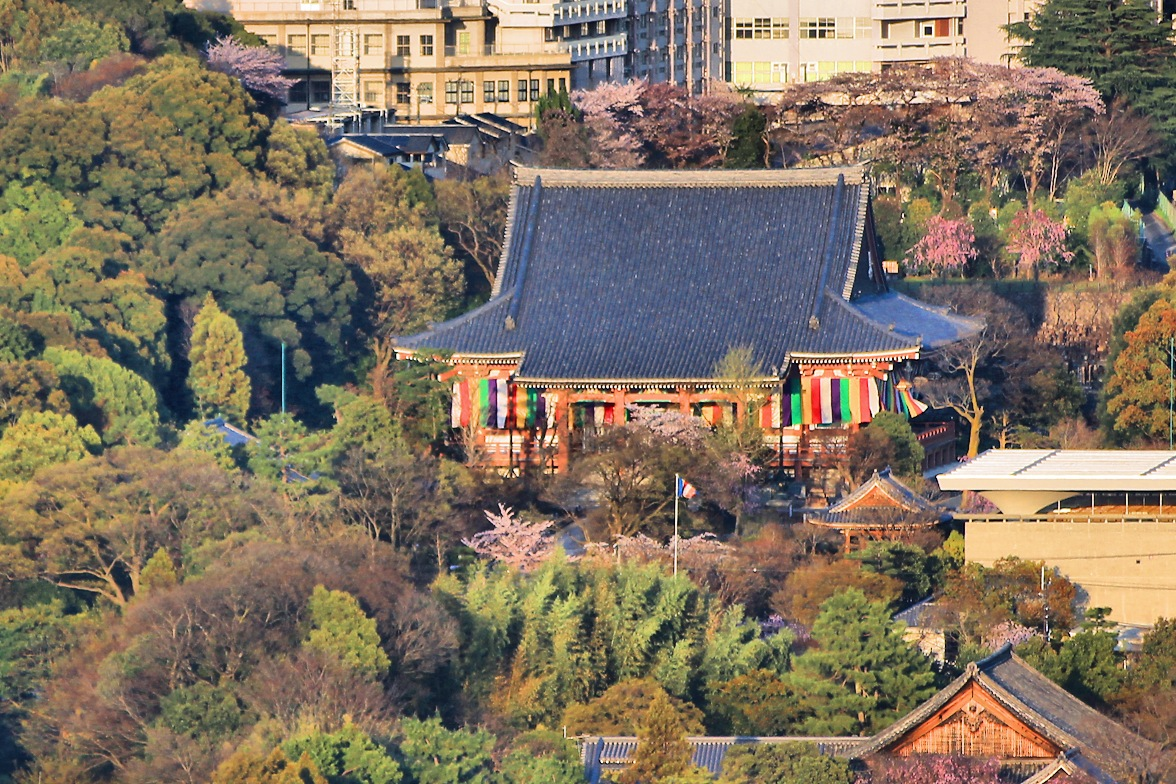
Świątynia Chishaku-in w Kioto, główna siedziba buddyzmu ezoterycznego Shingon Chisan-ha

W dzisiejszych czasach coraz większa liczba Japończyków uznaje światopogląd materialistyczny, a większość określa się jako osoby niewierzące i niereligijne (w zależności od badań jest to 60–75%), jednak ponad 80% z nich praktykuje zarówno shintō (obrządek narodzin i małżeństwa), jak i buddyzm, w ramach zasad którego odbywają się ceremonie pogrzebowe. Należy uwzględnić jednak, że praktyki religijne większości Japończyków nie wynikają z ich wiary i religijności, lecz ze względu na tożsamość narodową i silne przywiązanie do tradycji, bowiem dla zdecydowanej większości religia nie odgrywa ważnej roli w życiu.
Shintō jest rdzennie japońską religią politeistyczną, a nazwę shintō tłumaczy się jako drogę bóstw. Ów powstały w czasach prehistorycznych system animistycznych wierzeń ludowych oddaje cześć zamieszkującym wszędzie bóstwom kami i nie ma żadnej doktryny czy filozofii. Jak głosi japoński mit stworzenia świata, cesarz jest potomkiem bogów, a spośród różnych odmian shintō wiele głosi wiarę w pośmiertną boskość wszystkich ludzi, w związku z czym winni być czczeni przez potomnych.
W okresie Meiji ideologia nacjonalistyczna uczyniła shintō religią państwową, a w szkołach dzieci uczono mitów shintō, które gloryfikowały boskie pochodzenie cesarza i narodu.
W dzisiejszych czasach znikomy procent Japończyków uznaje owe wierzenia, niemniej jednak z uwagi na liczne tradycyjne festiwale i uroczystości shintō trwa do tego stopnia, że w święto powitania Nowego Roku 70 milionów ludzi nawiedza sanktuaria i chramy, z których najświętszym jest Wielki Chram Ise.
Pochodzący z Indii buddyzm został sprowadzony do Japonii w połowie VI w. przez koreańskich misjonarzy, którzy podobnie jak chrześcijańscy mnisi w Europie, dzięki umiejętności pisania i czytania, mieli niezbędną wiedzę pozwalającą budować świątynie, drogi, miasta oraz tworzyć podwaliny kultury, sztuki, władzy i prawa.
Za sprawą wielkiego reformatora, księcia Shōtoku, w 593 r. mahajana, jeden z dwóch głównych odłamów buddyzmu, stał się religią państwową, aczkolwiek wyznawaną jedynie przez wąską elitę. Z biegiem wieków wpływy nowej wiary wciąż rosły, wyodrębniły się także nowe jej odłamy, takie jak: tendai, założona przez mnicha Saichō (767-822), który dołączył do swej doktryny bóstwa kami; shingon, której twórcą był Kūkai (774-835), a jej podstawę stanowi skomplikowana w swej złożoności filozofia; jōdō, którą wprowadził Hōnen (1133-1212), a także stworzone przez jego ucznia Shinrana (1173-1262) jōdo-shinshū opierające się na kulcie Buddy Amidy, inaczej Czystej Ziemi; nichiren-shū to sekta, której twórcą był kapłan Nichiren (1222-1282). Kontynuatorem jego idei jest m.in. świecka organizacja buddyjska o nazwie Sōka Gakkai. Zen to odłam buddyzmu (odpowiednik chińskiego chanu), który na przełomie XII i XIII w. sprowadzili z Chin japońscy mnisi Eisai (1141-1215) i Dōgen (1200-1253). Pierwszy z nich był twórcą sekty rinzai (odpowiednik chińskiej szkoły linji), a drugi sōtō (odpowiednik chińskiej szkoły caodong). Zen odrzuca doktryny oraz wiarę w moc świętych pism i głosi, że droga do oświecenia wiedzie poprzez osobiste wysiłki człowieka, szczególnie zaś wstrzemięźliwość i technikę medytacji zazen. Wymagana od wiernych surowa dyscyplina duchowa i fizyczna, skromność oraz ciężka praca uczyniły zen popularnym wśród rządzącej Japonią przez wieki klasy samurajów, wywierając przy tym głęboki i trwały wpływ na jej kulturę i sztukę.
Konfucjanizm, bardziej system filozoficzno-etyczny niż religia, został stworzony w VI w. p.n.e. przez chińskiego mędrca Konfucjusza. Według niego najistotniejszymi cnotami są: pokora, oszczędność, szczodrość, umiarkowanie, szacunek dla starszych i przestrzeganie tradycji. Około VII w. zasady te stały się fundamentem sprawowania władzy w Japonii, a kiedy wprowadzono siogunat w 1333 r. ich rola wzrosła jeszcze bardziej, gdyż konfucjanizm nakazywał wierność i lojalność wobec władzy, niezależnie od tego, kto w danym czasie ją sprawował. Konfucjanizm przyczynił się także do utrwalenia konformizmu, hierarchii społecznej oraz ie, a więc patriarchatu w rodzinie. Obecnie jego złagodzona forma jest nadal nauczana w szkołach.
Chrześcijaństwo dotarło do Japonii w XVI w. wraz z portugalskimi i hiszpańskimi zakonnikami, z których najsłynniejszym był jezuita Franciszek Ksawery. Nowa wiara zyskała pewną liczbę wyznawców, ale obawiający się europejskiego kolonializmu sioguni zdławili ją i od 1639 do 1868 r. chrześcijaństwo było wyznawane potajemnie. Dla zdecydowanej większości Japończyków religia ta jest wciąż obca i wyznawana jest przez niewielką, 1% mniejszość.
Podobnie jak w Korei i Chinach, w Japonii występuje wiele rozmaitych i powstałych niedawno sekt i nieoficjalnych odnóg większych religii określanych mianem shin-shūkyō (nowe religie).
W obowiązującej od 1946 r. nowej konstytucji Japonii istnieje 20 artykuł gwarantujący całkowitą wolność wyznania oraz sumienia, a ustawa rozdzielająca religię od państwa sprawia, że Japonia jest krajem świeckim oraz neutralnym wyznaniowo. Artykuł ten zaznacza, że państwo i jego organy nie mają prawa utożsamiać się i faworyzować żadnego z wyznań, jak również żadna organizacja o charakterze religijnym nie ma prawa pełnić władzy politycznej, ani nawet pośrednio wywierać na nią wpływu. W państwowych przedszkolach, szkołach i na uczelniach praktyki religijne, nauczanie religijne i publiczne umieszczanie symboli religijnych są zakazane. Przedstawiciele władzy ustawodawczej, sądowniczej i wykonawczej, a także oświaty, służby zdrowia i opieki społecznej mają zakaz afiszowania się ze swą religijnością, powoływać się na religię, brać udział w uroczystościach o charakterze religijnym i odwiedzać miejsca kultu podczas pełnienia czynności publicznych/urzędowych lub wykonywania obowiązków służbowych. W powyższym mogą uczestniczyć wyłącznie jako osoby prywatne. Wszelka działalność religijna, osoby duchowne oraz wznoszenie obiektów sakralnych w Japonii nie są finansowane z budżetu państwa i samorządów.

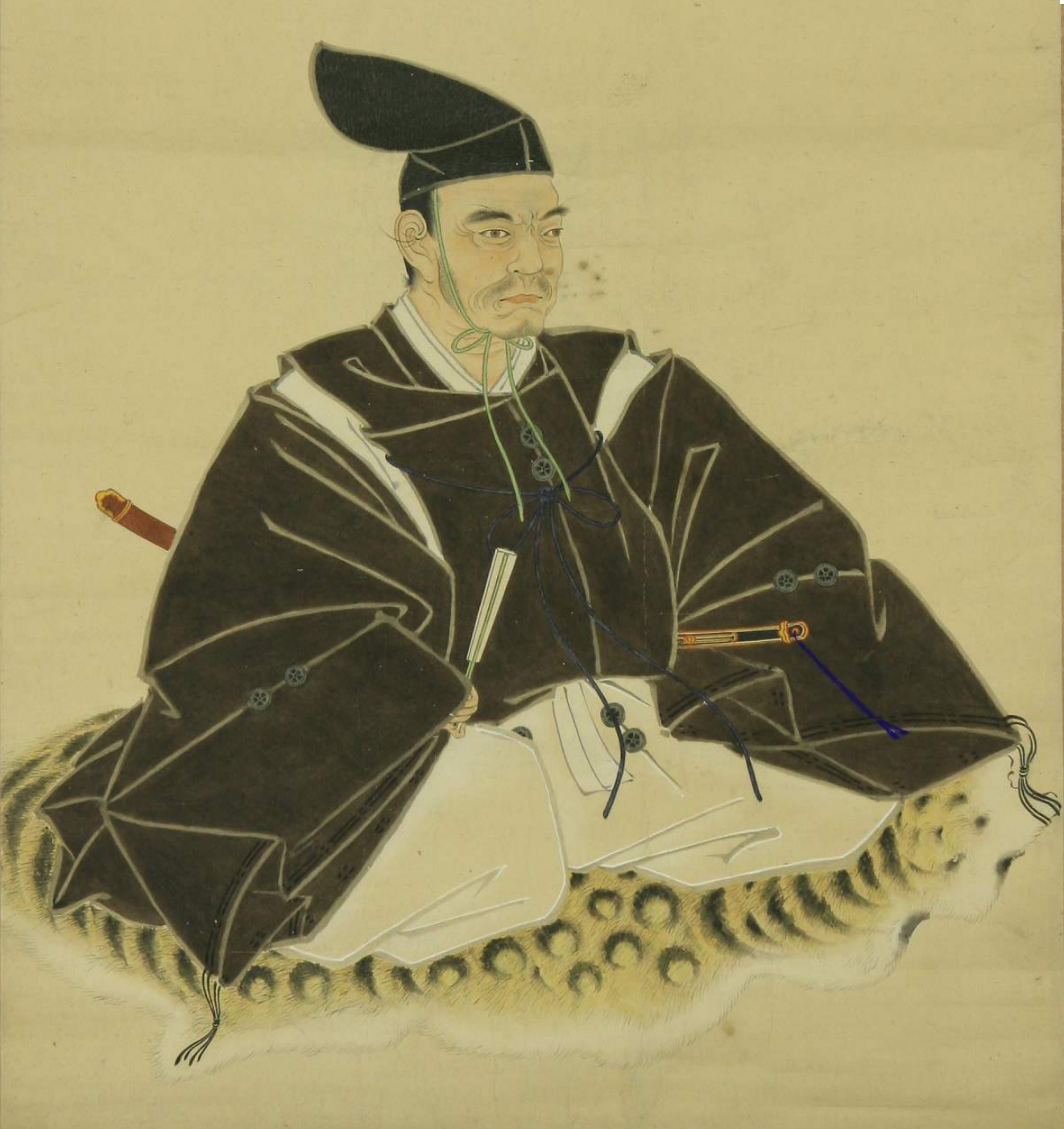
Hakuseki Arai (1657-1725), konfucjanista japoński, uczony, pisarz i polityk okresu Edo

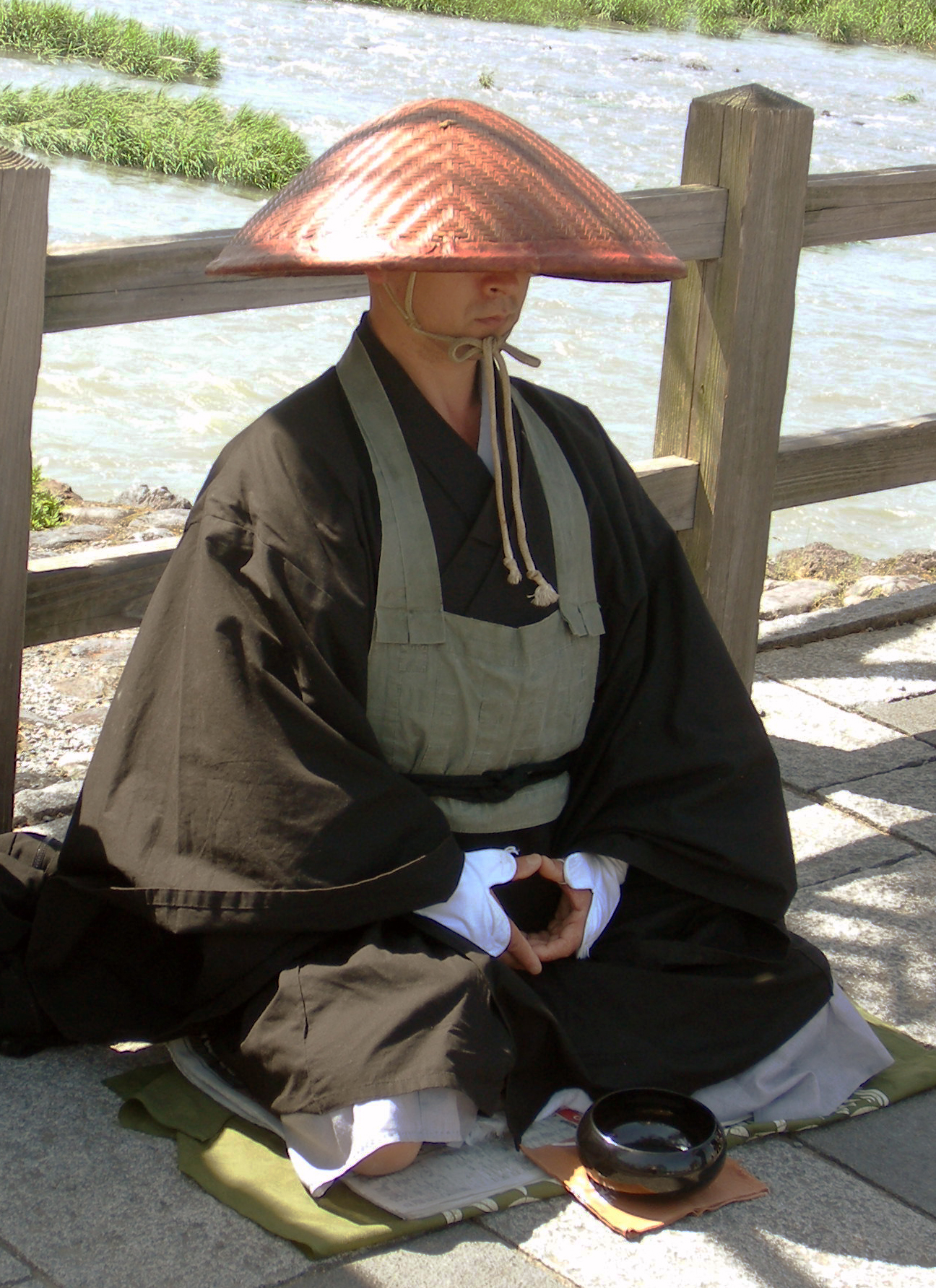
Buddyjski mnich zen, z sekty sōtō

Religie (2010):
| Religie           | % populacji |
| ----------------- | ----------- |
| Shintō/Buddyzm    | 69,6%       |
| Nowe religie      | 23,7%       |
| Brak religii      | 5%          |
| Protestantyzm     | 0,73%       |
| Katolicyzm        | 0,4%        |
| Świadkowie Jehowy | 0,17%       |
| Islam             | 0,15%       |
| Mormoni           | 0,1%        |
| Prawosławie       | 0,03%       |
| Bahaizm           | 0,02%       |

## Miasta
Na przestrzeni dziejów powstawanie oraz rozwój japońskich miast były uwarunkowane głównie czynnikami strategicznymi z politycznego, jak i ekonomicznego punktu widzenia. Wiele z nich to przede wszystkim siedziby cesarzy, siogunów, daimyō, panów feudalnych oraz wielkich rodów, jak również ośrodki administracyjne dawnych prowincji oraz współczesnych prefektur. Pozostałe zaś, głównie miasta portowe, swoją pozycję zawdzięczają po dziś dzień szczególnej roli okien na świat.
Część miast nie przetrwała do naszych czasów, bądź uległa znacznej degradacji i marginalizacji, jak np. Hiraizumi w regionie Tōhoku. W średniowieczu owa licząca 100 tys. mieszkańców metropolia, stanowiła ostatni bastion potężnego ongiś rodu Fujiwara i była religijną oraz handlową stolicą północnej Japonii. Innym przykładem, tym razem gospodarczego upadku jest Aikawa, obecnie niewielka miejscowość na wyspie Sado, która rozwinęła się jako górnicze miasto przy kopalni złota i w okresie swej największej świetności, tj. w okresie Edo liczyła 100 tys. mieszkańców.
Liczące co najmniej 30 tys. mieszkańców 784 japońskie miasta (dla porównania 70 lat temu takich miast było niespełna 200), których liczba wciąż rośnie, skupiają ok. 113,6 mln mieszkańców, co stanowi 89,4% ludności Japonii. Urbanizacja tej skali to rezultat ogromnych migracji ze wsi do miast, zapoczątkowanych industrializacją kraju w okresie Meiji, a szczególnie nasilonych po II wojnie światowej, jak również jest to efekt wchłaniania terenów wiejskich przez rozrastające się miasta. Wiele z nich może poszczycić się wielosetletnią historią i znaczeniem. Inne, jak Jokohama, są stosunkowo młode i zaczęły masowo powstawać na przełomie XIX i XX stulecia, a niektóre jak np. Saitama powstały w wyniku połączenia się kilku mniejszych, w jedno większe miasto.
Od czasu objęcia władzy przez ród Tokugawa największą i najważniejszą metropolią jest Tokio (do 1868 Edo). Niemniej jednak istnieją także inne wielkie i silne miasta, których rola oraz znaczenie pozwalają mówić o Japonii jako kraju zdecetralizowanym, bez jednego dominującego ośrodka miejskiego. Są to tzw. miasta oznaczone rządowym rozporządzeniem, które w największym stopniu skupiają polityczne, gospodarcze, naukowe oraz kulturalne życie kraju, jak również pełnią one rolę ważnych węzłów transportowych. Ponadto intensywna urbanizacja doprowadziła do powstania wielkich konurbacji i zespołów miejskich na czele z Wielkim Tokio, największą aglomeracją świata, obejmującą nieomal cały region Kantō i zamieszkaną przez ponad 35 mln osób. Poza tym do największych zaliczają się: konurbacja Keihanshin w regionie Kinki, Chūkyō, tj. aglomeracja Nagoi oraz zespół Fukuoka-Kitakiusiu. Razem tworzą one tzw. Korytarz Tokaido, największe na ziemskim globie megalopolis, zamieszkane przez przeszło 2/3 Japończyków.
Restauracja Meiji wpłynęła nie tylko na uprzemysłowienie oraz wzrost liczby mieszkańców japońskich miast, lecz wywarła wpływ także na ich wygląd. Wtedy to pojawiła się ceglana architektura w zachodnim stylu, jakkolwiek jeszcze do II wojny światowej dominowała tradycyjna i niewysoka zabudowa drewniana. Amerykańskie bombardowania oraz gwałtowna i chaotyczna powojenna odbudowa sprawiły, że dziś miasta Japonii to pozbawione zabytków, a zarazem barwne betonowe dżungle, które emanują dynamizmem i energią. Życie w nich koncentruje się wokół stacji kolejowych, otoczonych domami towarowymi, bankami, restauracjami. Do charakterystycznych cech największych metropolii należą: nowoczesna architektura, rozległe podziemne pasaże, wszechobecne reklamy, wielopoziomowe skrzyżowania oraz ogromny zgiełk uliczny.
Największe miasta Japonii liczące ponad 400 tys. mieszkańców w 2010:
| Lp. | Flaga | Miasto       | Liczba mieszkańców (2010) | Region   |
| --- | ----- | ------------ | ------------------------- | -------- |
| 1   |       | Tokio        | 8 802 501                 | Kantō    |
| 2   |       | Jokohama     | 3 672 238                 | Kantō    |
| 3   |       | Osaka        | 2 662 998                 | Kinki    |
| 4   |       | Nagoja       | 2 258 280                 | Chūbu    |
| 5   |       | Sapporo      | 1 905 777                 | Hokkaido |
| 6   |       | Kōbe         | 1 537 228                 | Kinki    |
| 7   |       | Kioto        | 1 464 375                 | Kinki    |
| 8   |       | Fukuoka      | 1 454 188                 | Kiusiu   |
| 9   |       | Kawasaki     | 1 410 645                 | Kantō    |
| 10  |       | Saitama      | 1 214 210                 | Kantō    |
| 11  |       | Hiroszima    | 1 171,640                 | Chūgoku  |
| 12  |       | Sendai       | 1 034 680                 | Tōhoku   |
| 13  |       | Kitakiusiu   | 982 665                   | Kiusiu   |
| 14  |       | Chiba        | 956 685                   | Kantō    |
| 15  |       | Sakai        | 838 445                   | Kinki    |
| 16  |       | Niigata      | 812 388                   | Chūbu    |
| 17  |       | Hamamatsu    | 809 233                   | Chūbu    |
| 18  |       | Shizuoka     | 716 602                   | Chūbu    |
| 19  |       | Kumamoto     | 671 444                   | Kiusiu   |
| 20  |       | Okayama      | 669 135                   | Chūgoku  |
| 21  |       | Sagamihara   | 626 020                   | Kantō    |
| 22  |       | Kagoshima    | 606 079                   | Kiusiu   |
| 23  |       | Funabashi    | 571 644                   | Kantō    |
| 24  |       | Hachioji     | 537 561                   | Kantō    |
| 25  |       | Matsuyama    | 513 113                   | Sikoku   |
| 26  |       | Higashiōsaka | 511 611                   | Kinki    |
| 27  |       | Kawaguchi    | 493 034                   | Kantō    |
| 28  |       | Himeji       | 488 956                   | Kinki    |
| 29  |       | Matsudo      | 478 328                   | Kantō    |
| 30  |       | Kurashiki    | 467 325                   | Chūgoku  |
| 31  |       | Ichikawa     | 466 320                   | Kantō    |
| 32  |       | Ōita         | 465 467                   | Kiusiu   |
| 33  |       | Nishinomiya  | 465 424                   | Kinki    |
| 34  |       | Amagasaki    | 460 124                   | Kinki    |
| 35  |       | Utsunomiya   | 455 284                   | Kantō    |
| 36  |       | Nagasaki     | 455 131                   | Kiusiu   |
| 37  |       | Kanazawa     | 454 607                   | Chūbu    |
| 38  |       | Yokosuka     | 428 115                   | Kantō    |
| 39  |       | Fukuyama     | 421 810                   | Chūgoku  |
| 40  |       | Takamatsu    | 420 388                   | Sikoku   |
| 41  |       | Toyama       | 418 710                   | Chūbu    |
| 42  |       | Toyota       | 411 441                   | Chūbu    |
| 43  |       | Hirakata     | 408 553                   | Kinki    |
| 44  |       | Machida      | 406 281                   | Kantō    |
| 45  |       | Gifu         | 401 769                   | Chūbu    |

## Gospodarka

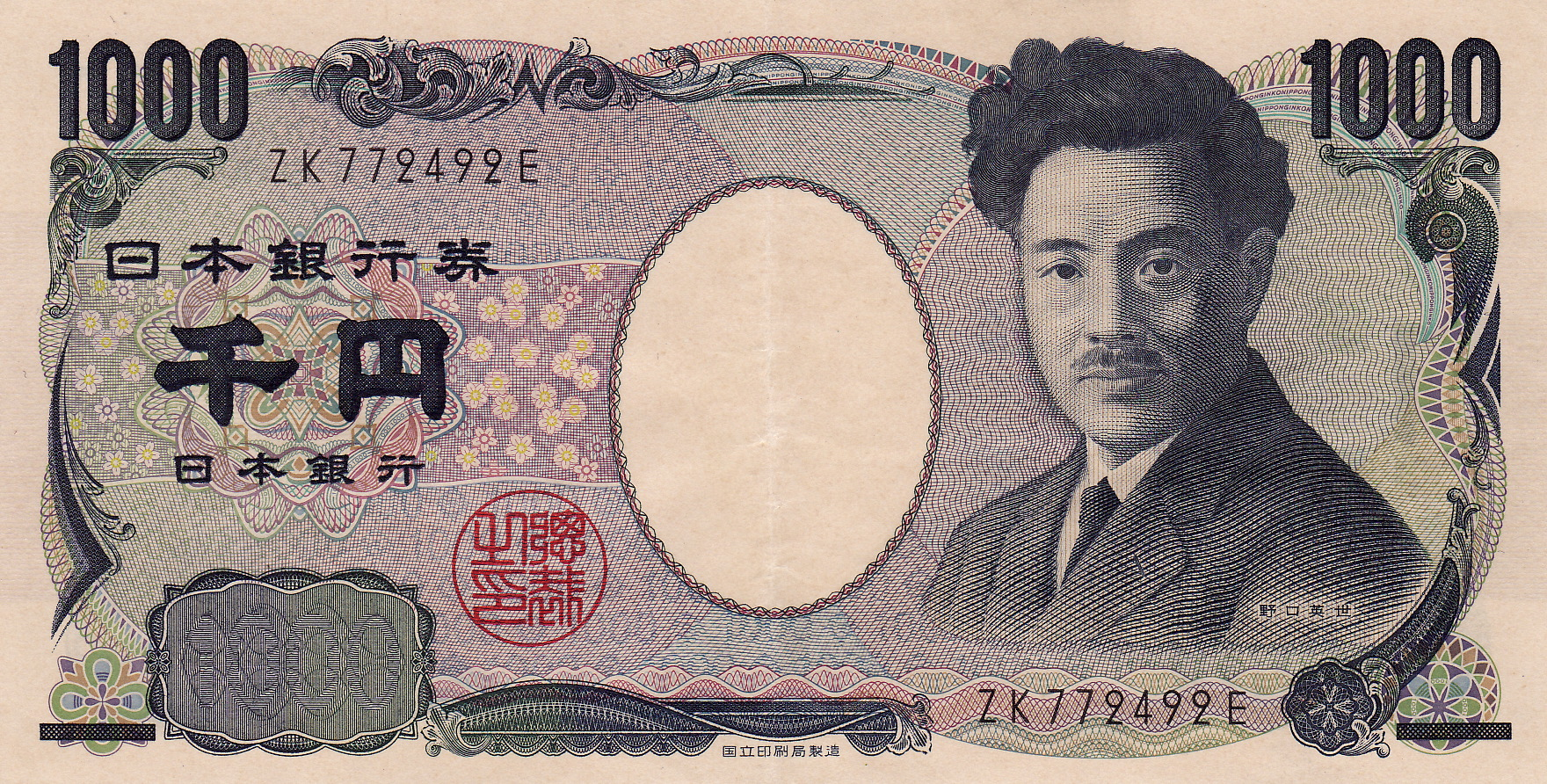
Bakteriolog Hideyo Noguchi (1876–1928) na banknocie o nominale 1000 jenów (w 2019 roku rząd ogłosił, iż w 2024 roku ukażą się nowe banknoty o nominałach: 10 000, 5000 i 1000 jenów, wykonane w nowej technologii zapobiegającej fałszerstwom)

Połowa XIX w. stanowiła przełomowy okres w historii Japonii, kiedy to z kraju izolującego się od wszelkich kontaktów ze światem zewnętrznym wkroczyła na drogę przełomowych i zasadniczych zmian, w tym gospodarczych. Procesowi unowocześniania i uprzemysłowienia towarzyszyły wojny i próby stworzenia wielkiego imperium. Kulminacją tych dążeń była II wojna światowa, z której Japonia wyszła pokonana i zniszczona. Dzięki jednak sprawnej organizacji i wysiłkowi mieszkańców, kraj szybko odbudował swoją gospodarkę, jednocześnie rozpoczynając kolejny „podbój świata”, tym razem technologiczny i gospodarczy.

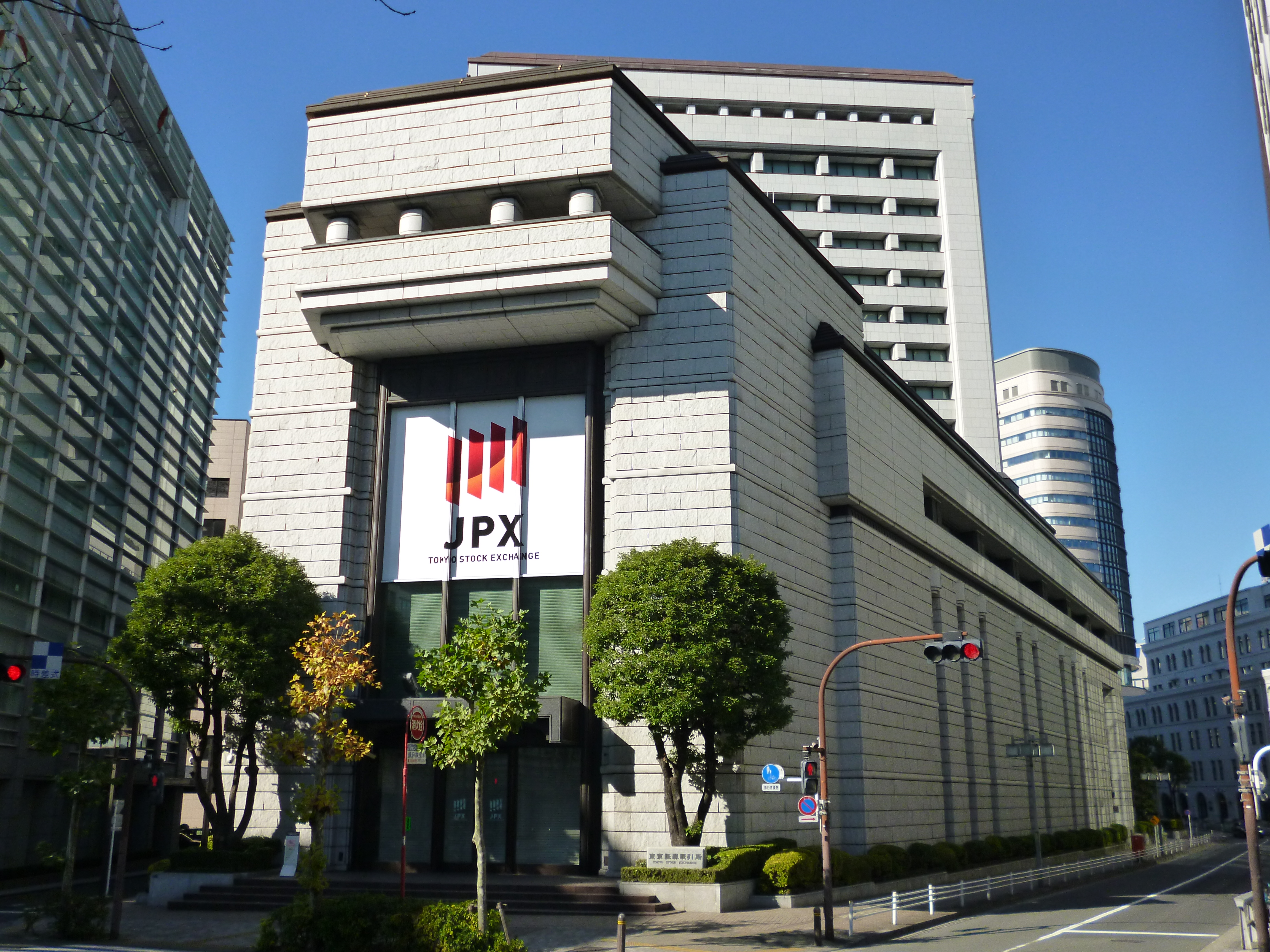
Tokijska Giełda Papierów Wartościowych

Tuż po wojnie rząd japoński prowadził bardzo aktywną politykę gospodarczą, Japonia wybrała gospodarkę rynkową połączoną z interwencjonizmem, czyli wsparciem ze strony państwa dla kapitałochłonnych projektów, jak budowa dróg, kolei czy badania naukowe. Japonia przeznaczała wtedy na badania 3% swojego PKB, co dawało jej jedno z pierwszych miejsc na świecie pod tym względem. Dzięki fenomenalnemu wzrostowi gospodarczemu już w 1967 stała się drugą ekonomiczną potęgą świata.
Dewaluacja jena, obniżka zarobków oraz podwojenie wydajności pracy pozwoliły Japonii przezwyciężyć kryzysy naftowe z 1973 i 1979, a rosnący eksport i nadwyżka w handlu zagranicznym spowodowały, że w pierwszej połowie lat 80. XX w. gospodarka osiągnęła przewagę nawet nad gospodarką Stanów Zjednoczonych. Japoński cud gospodarczy stał się przyczyną powszechnego dobrobytu i bogactwa Japończyków, a towarzyszyły temu niskie stopy procentowe oraz szalejące ceny nieruchomości.
Tzw. „mydlana bańka” gospodarcza pękła w 1991, kiedy załamaniu uległ japoński rynek papierów wartościowych, tracąc połowę swojej wartości, a nękane problemami banki japońskie podniosły stopy procentowe. Trwająca przez całe lata 90. XX w. recesja spowodowała wiele głośnych bankructw oraz znaczne zadłużenie społeczeństwa. Obecnie sytuacja ulega powolnej poprawie. Podatki stanowią obecnie 28% PKB Japonii. Podatek dochodowy od osób fizycznych płaci się na rzecz państwa, prefektury i gminy. Stawki podatku dochodowego płaconego państwu to 5%, 10%, 20%, 23%, 33%, 40%, płaconego prefekturze 4%, płaconego gminie 6%, toteż najniższa zsumowana stawka podatku dochodowego wynosi 15%, a najwyższa 50%. Podatek dochodowy od osób prawnych (przedsiębiorstw) wynosi 40% (do 1997 49%). Podatek konsumpcyjny wynosi 8%. Występują także podatki od nieruchomości i inne. Poważnym problemem japońskiej gospodarki jest jej zadłużenie wynoszące 212% PKB.
Głównym gazem cieplarnianym emitowanym przez Japonię jest dwutlenek węgla pochodzenia kopalnego. Udział japońskich emisji w jego emisji światowej w 2018 r. wynosił 3,2%. Poziom łącznej emisji gazów cieplarnianych od lat 90. XX w. jest mało zmienny.

### Rolnictwo

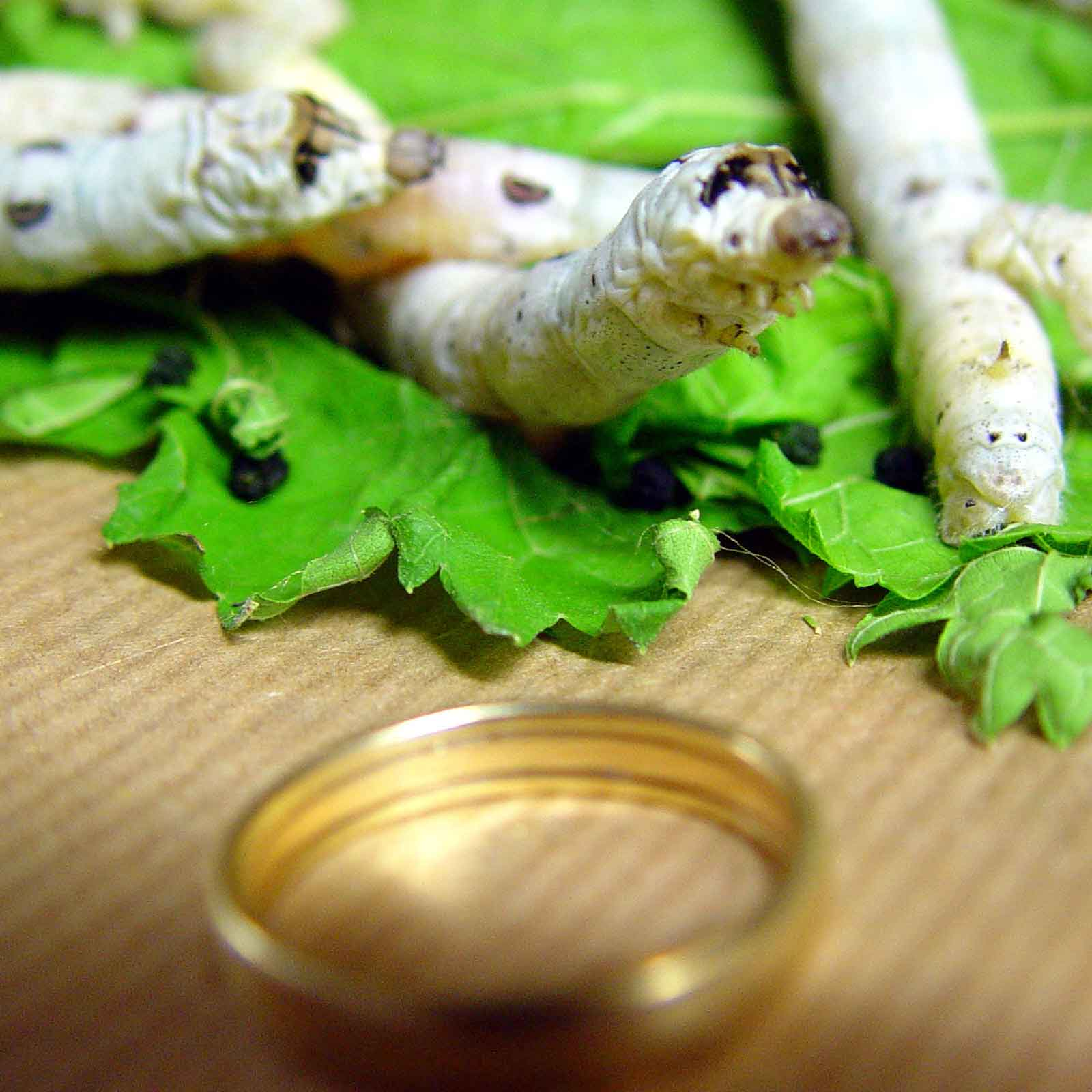
Hodowla jedwabników, tradycyjna specjalność japońskiego rolnictwa

Eksport płodów rolnych stanowi znikomy procent dochodów państwa, a zatrudnienie w rolnictwie stanowi niewielki odsetek ludności zawodowo czynnej, poniżej 4%. Ponadto warunki geograficzne sprawiają, że areał gruntów ornych stanowi około 12% powierzchni kraju. Uprawa roli skupia się w kotlinach śródgórskich oraz nizinach nadbrzeżnych. Aby rozszerzyć obszar ziem uprawnych, państwo przeprowadza meliorację zabagnionych dolin, tarasowanie zboczy oraz tworzenie polderów rolniczych na osuszonych terenach. Silnie rozdrobnione gospodarstwa rolne są niewielkie, a ich przeciętna wielkość wynosi około 1 ha, jedynie na Hokkaido są większe. Ponadto 60% powierzchni gruntów ornych jest nawadniane. Intensywne rolnictwo japońskie jest bardzo wydajne i pokrywa około 75% zapotrzebowania kraju na żywność, a około 33% powierzchni pól daje 2–3 zbiory rocznie. Wysoki poziom uzyskiwany jest m.in. dzięki rozwiniętej kulturze rolnej, organizacji i powszechnej mechanizacji. Zużycie nawozów mineralnych oraz środków ochrony roślin należy do najwyższych na świecie.
Główną uprawą jest ryż – podstawowa roślina żywieniowa, której zbiory pokrywają wewnętrzne potrzeby kraju, a wysokie ceny tego zboża są utrzymywane przez państwo poprzez dotacje. Inną popularną wśród Japończyków rośliną żywieniową jest soja, której import piętnaście razy przewyższa rodzimą produkcję. Poza tym uprawia się: pszenicę, jęczmień oraz rośliny paszowe, a także buraki w tym cukrowe, rzepak, trzcinę cukrową. Japonia jest jednym z ważniejszych producentów herbaty. Fasola, ziemniaki, bataty oraz większość warzyw pochodzą z kraju, ale połowa spożywanych owoców jest sprowadzana z zagranicy, niemniej jednak notuje się szybki rozwój sadownictwa, którego specjalnością jest uprawa mandarynek oraz truskawek. Ponadto wokół wielkich konurbacji rozwinęła się uprawa kwiatów.
Intensywna hodowla, głównie trzody chlewnej, bydła oraz drobiu
dostarcza około 30% wartości produkcji rolniczej, ale połowa spożywanego mięsa, głównie wołowiny, pochodzi z importu. Jedynie produkcja drobiu oraz jaj zaspokaja
krajową konsumpcję. Wciąż niewielkie jest spożycie produktów mlecznych, których zapotrzebowanie w 75% pokrywa krajowa produkcja. Od zakończenia II wojny światowej maleje pogłowie koni, owiec i kóz. Podobnie zmalało znaczenie hodowli jedwabników, tradycyjnej gałęzi japońskiego rolnictwa.

### Rybołówstwo

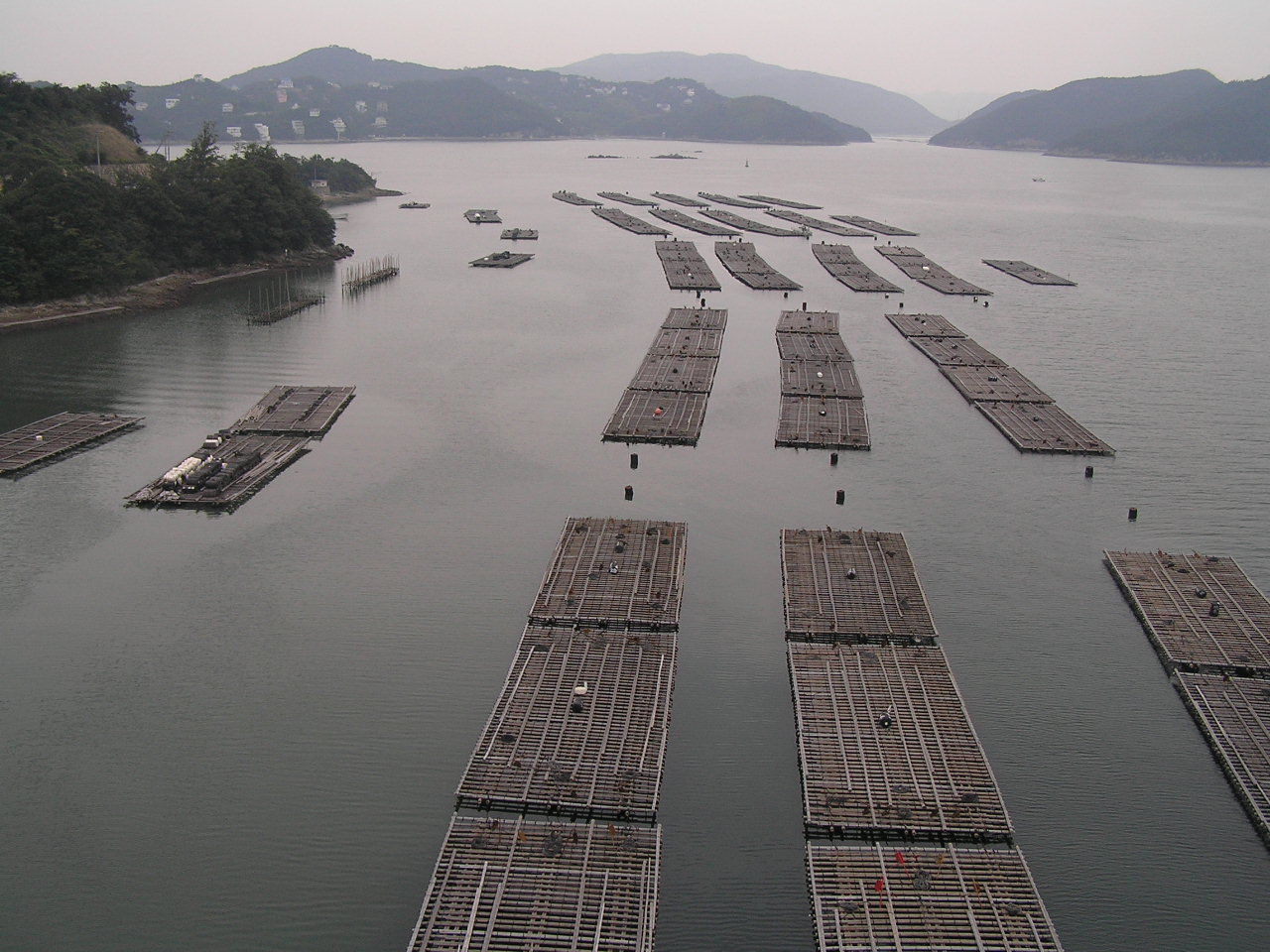
Wyspa Kashira na Morzu Wewnętrznym, hodowla ostryg

Na Japonię przypada ponad 10% światowych połowów ryb i skorupiaków, które stanowią prawie połowę diety Japończyków. Średnie roczne spożycie owoców morza wynosi 70 kg na osobę. Poławia się głównie makrele, tuńczyki, dorsze, a wśród skorupiaków dominują kraby i krewetki oraz ostrygi. Ponadto odławiane są głowonogi oraz jadalne wodorosty morskie. Podobnie jak w Skandynawii, rybołówstwo japońskie od zawsze specjalizowało się w połowach wielorybów, jednak protesty międzynarodowych organizacji ekologicznych spowodowały, że decyzją władz od 1982 maleje znaczenie wielorybnictwa.
W przybrzeżnych wodach Morza Japońskiego rozpowszechniona jest hodowla ryb, ostryg, krewetek i wodorostów kaiso. Hoduje się ponadto perłopławy, co stawia Japonię wśród potentatów dostarczających perły dla przemysłu jubilerskiego.
Japońska strefa połowowa wynosi 200 mil morskich. Połowami zajmują się głównie małe przedsiębiorstwa, a o znaczeniu morza dla gospodarki kraju świadczy liczba portów rybackich, która przekracza 3000.

### Przemysł
Japonia jest czołową potęgą przemysłową świata. Jednakże od początku lat 70. XX wieku zatrudnienie w przemyśle systematycznie spada. Współcześnie ten dział gospodarki wytwarza 27% dochodu narodowego brutto (około 45% na początku lat 70.) i zatrudnia 25% ludności zawodowo czynnej (około 35% w latach 70.). Początki japońskiego przemysłu sięgają końca XIX stulecia, kiedy powstały zakłady przemysłu włókienniczego, wykorzystujące do produkcji miejscowy surowiec – jedwab. W latach dwudziestych XX w. rozpoczęły swą działalność pierwsze korporacje zwane zaibatsu, reprezentujące przemysł ciężki. Główne ośrodki przemysłowe przedwojennej Japonii zostały zniszczone w wyniku bombardowań pod koniec II wojny światowej.
Najważniejsza część produkcji przemysłowej koncentruje się w regionach: Kantō (aglomeracja Tokio), Kinki (Osaka-Kioto-Kobe), południowej części Chūbu (prefektura Aichi i Nagoja) oraz północnej Kiusiu (Fukuoka-Kitakiusiu). Rozwój japońskiego przemysłu, podobnie jak rolnictwa czy budownictwa mieszkaniowego, utrudnia brak wolnej przestrzeni. W związku z tym, aby zwiększyć ilość nowych terenów pod inwestycje, niweluje się wzgórza, a uzyskanym materiałem skalnym zasypuje się płytkie zatoki morskie. Dzięki temu powstały nowe dzielnice portowo-przemysłowe w Kōbe oraz nad Zatoką Tokijską.
W Japonii występują różnorodne, aczkolwiek niewielkie, rozproszone i trudne w eksploatacji złoża surowców mineralnych, do których należą: węgiel kamienny, miedź, cyna, mangan, cynk, ołów czy piryt. Równie skromne są japońskie zasoby ropy naftowej, występujące przede wszystkim w północno-zachodniej części Honsiu, a których eksploatacja pokrywa jedynie 0,3% potrzeb krajowych. W związku z tym wszystkie paliwa energetyczne oraz rudy metali (głównie żelaza i boksyty) Japonia musi sprowadzać do tego stopnia, że 90% produkcji przemysłowej oparte jest na surowcach importowanych.

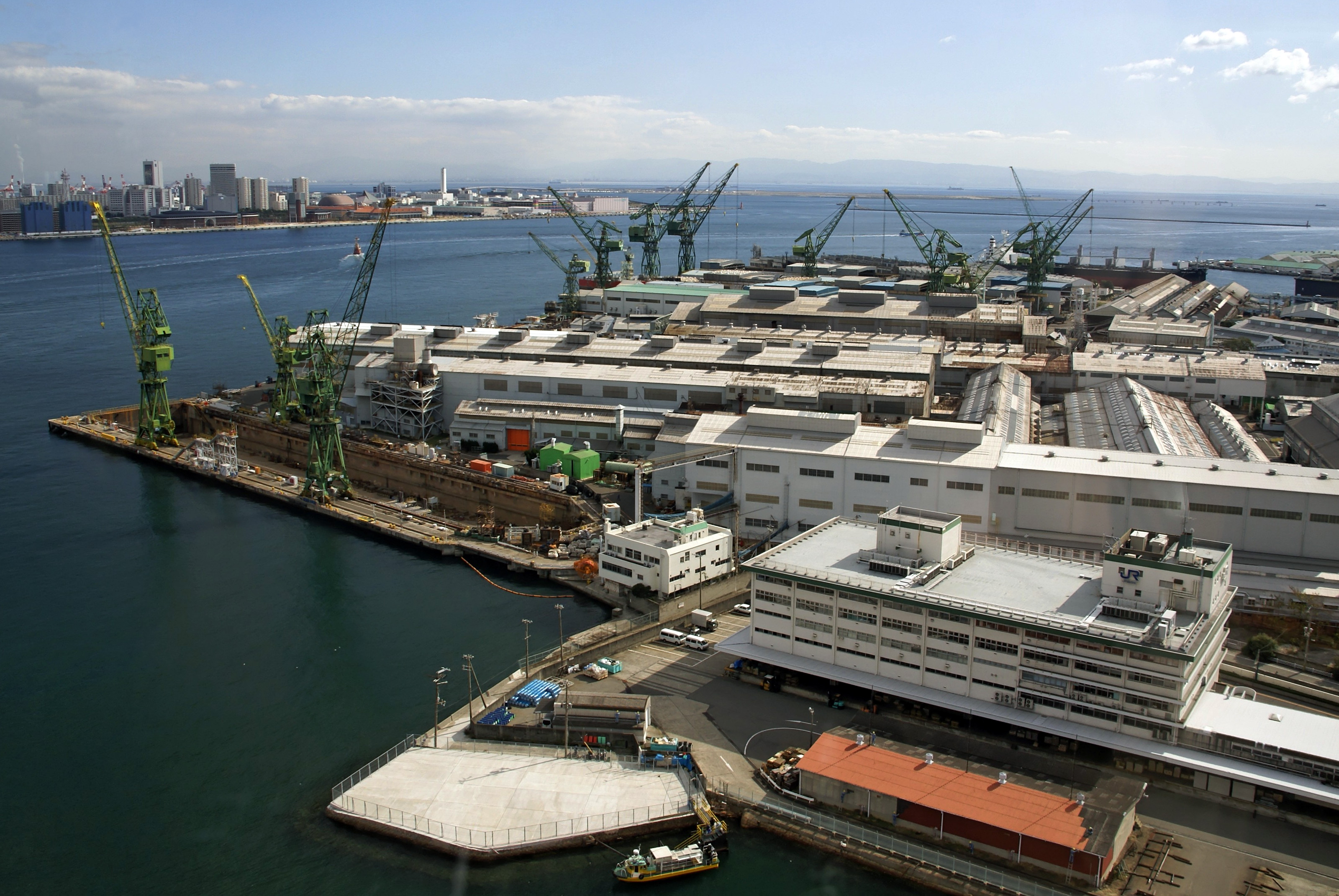
Należąca do Kawasaki Heavy Industries stocznia w Kobe

Japonia należy do głównych producentów energii elektrycznej, a jej udział w produkcji wynosi 7,4%, co daje trzecie miejsce na świecie. Niemniej wciąż notuje się deficyt energii. Ta wytwarzana z ropy naftowej jest podstawą bilansu energetycznego, w którym jej udział wynosi 52%; ze spalania węgla kamiennego pochodzi 20%, a z gazu ziemnego 10% wytwarzanej w Japonii energii. Udział energii jądrowej wynosi 10% i stale rośnie. Natomiast elektrownie wodne dostarczają zaledwie 8% wytwarzanej w kraju energii.
Japonia oprócz miedzi nie ma wystarczających złóż metali, ale mimo to należy do głównych potentatów przemysłu metalurgicznego. Kraj skupia 11,7% światowej produkcji stali (2. miejsce na świecie), 6,2% aluminium (4. miejsce), 10,2% miedzi rafinowanej (3. miejsce), 6,9% ołowiu (6. miejsce) oraz zajmuje pierwsze miejsce w produkcji cynku. Hutnictwo stali oraz metali kolorowych skupione jest głównie w największych portach morskich Japonii: Jokohamie, Osace, Kōbe, Kitakiusiu. Do największych przedsiębiorstw reprezentujących metalurgię należą Nippon Steel, Kobe Steel, JFE Holdings, Sumitomo Metal Industries czy Aichi Steel.
Podstawą japońskiego cudu gospodarczego z lat 60. i 70. XX w. były wysoko wykwalifikowana kadra specjalistów, a także znaczny kapitał przemysłu elektromaszynowego, wytwarzający obecnie prawie połowę wartości produkcji przemysłowej. Jego cechą charakterystyczną jest istnienie wielkich konglomeratów zwanych keiretsu, które wzorując się na przedwojennych zaibatsu, tworzą powiązane ze sobą finansowo i biznesowo przedsiębiorstwa różnych branż, także tych niezwiązanych z przemysłem przetwórczym. Wśród nich największe znaczenie mają m.in.: Mitsubishi, Mitsui, Sumitomo, Fuji, Dai-Ichi Kangyō, Sanwa. Ponadto rozwój nowoczesnego przemysłu japońskiego wspierają tzw. technopolie – ośrodki skupiające placówki naukowo-badawcze i zakłady nowych technologii.

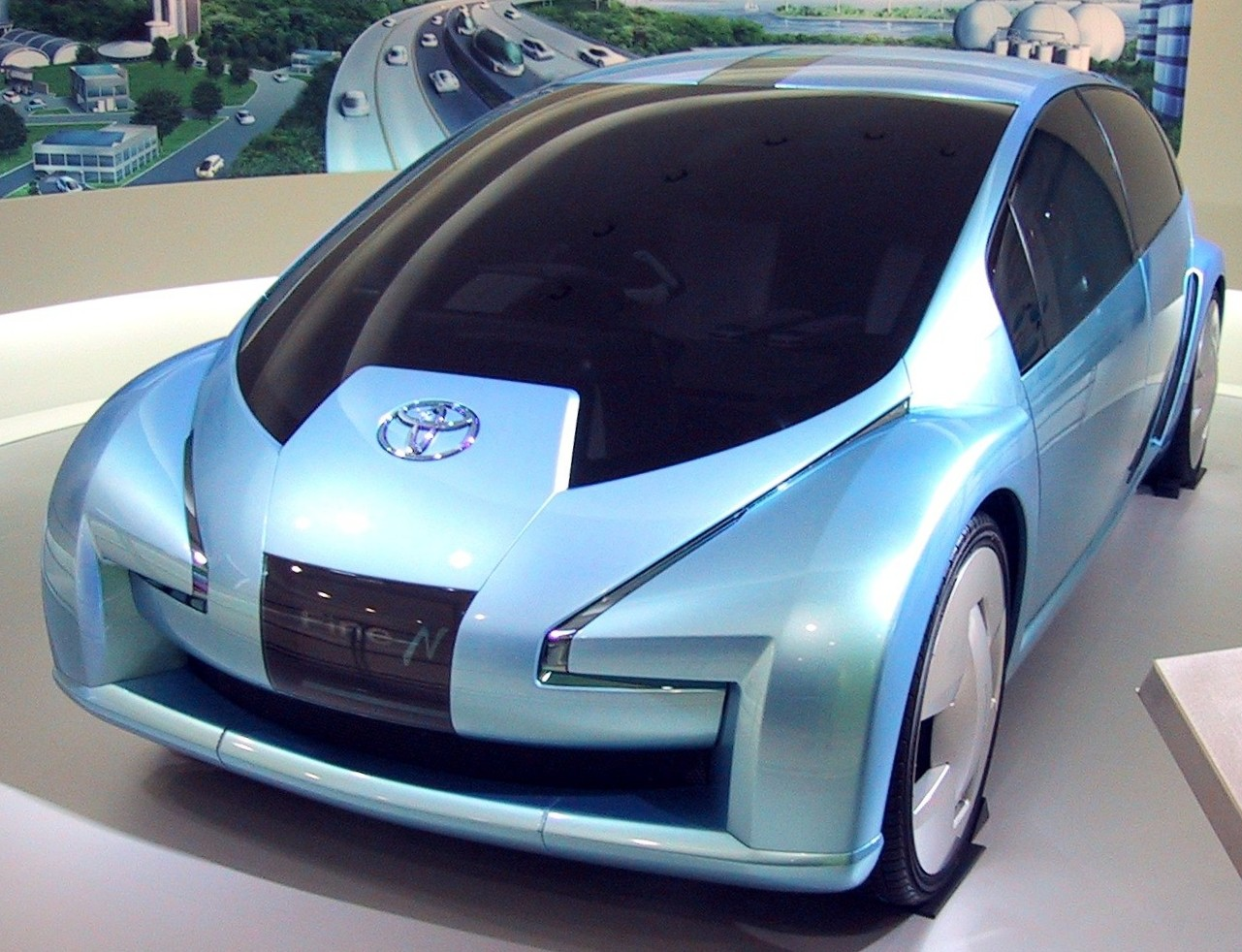
Toyota Fine N

Japonia jest największym producentem i eksporterem samochodów osobowych, w produkcji których światowy sukces odniosły takie przedsiębiorstwa, jak: Toyota, Nissan, Mitsubishi, Honda, Mazda, Suzuki czy Subaru. Równie silną pozycję mają motocykle wielkiej czwórki, w skład której wchodzą Kawasaki, Yamaha oraz Suzuki i Honda. Natomiast pozostały przemysł motoryzacyjny, obejmujący produkcję autobusów i samochodów ciężarowych, jest domeną przedsiębiorstw Isuzu, Hino oraz Mitsubishi.
Zaawansowany i przeznaczony na rynek japoński tabor kolejowy, którego symbolem jest superszybki Shinkansen, pochodzi głównie z zakładów Kawasaki, Mitsubishi, Nippon Sharyo i Tokyu Car Corporation. Zdecydowanie słabszą pozycję zajmuje japoński przemysł lotniczy, którego liderami są FHI, Mitsubishi, Kawasaki oraz NAMC. Natomiast od lat Japonia dominuje w produkcji statków, skupiając prawie 40% wodowanych rokrocznie jednostek. Przemysł okrętowy, na czele z największą stocznią świata w Nagasaki, jest reprezentowany przez IHI, Kawasaki, Mitsui oraz Mitsubishi. Z kolei do potentatów przemysłu maszynowego, wytwarzającego m.in. maszyny budowlane, rolnicze, należą firmy Komatsu, Kubota, Takeuchi czy wszechstronne Mitsubishi.

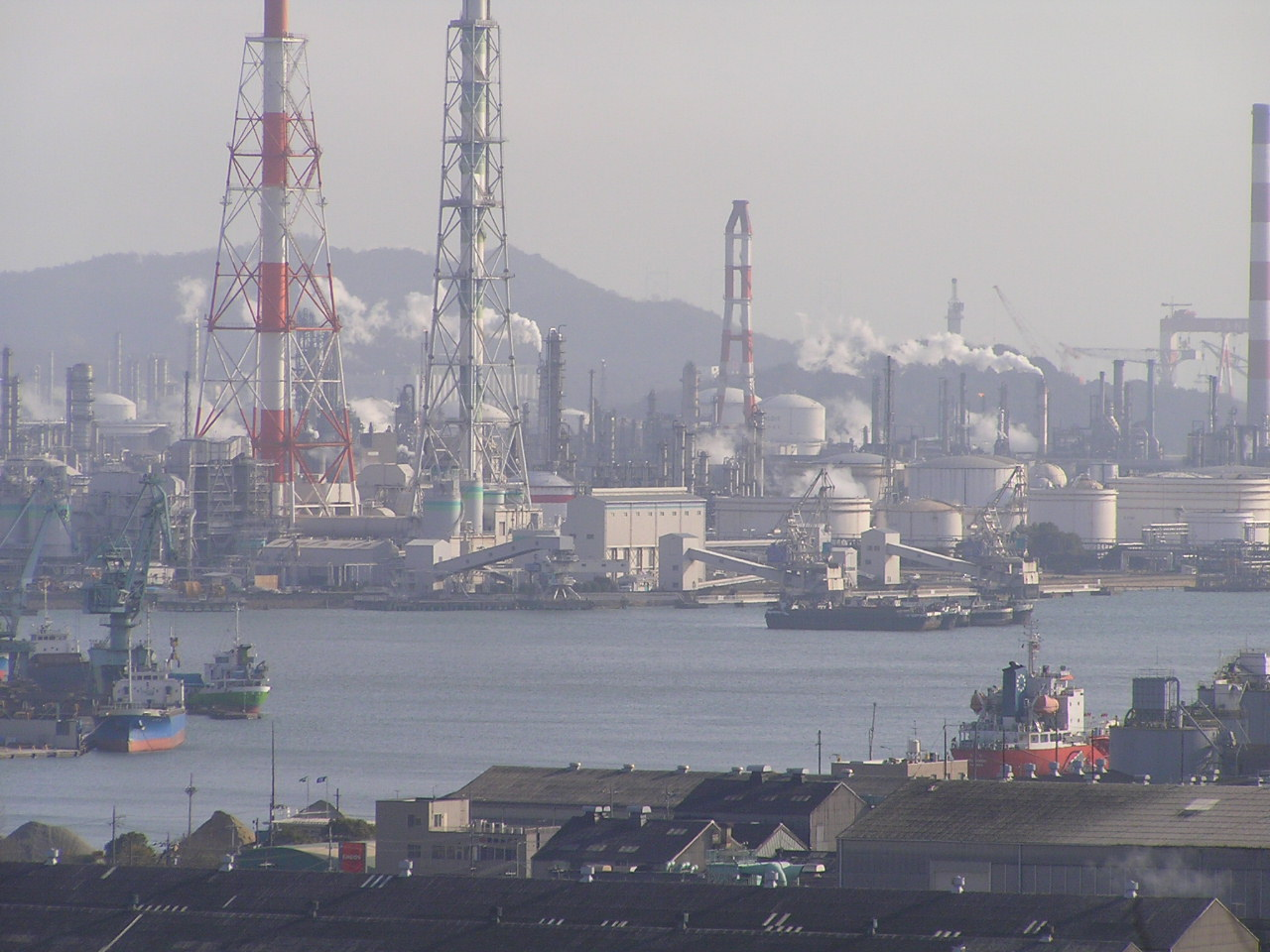
Mizushima – przemysłowa strefa w Kurashiki, prefektura Okayama

W latach 70. rozpoczął się dynamiczny rozwój przemysłu wysokiej technologii (elektronicznego i precyzyjnego) wytwarzającego urządzenia optyczne, sprzęt audiowizualny, komputery osobiste, maszyny biurowe oraz roboty. Japonia jest dzisiaj światowym potentatem w produkcji mikroprocesorów oraz innych układów scalonych, kalkulatorów, urządzeń cyfrowych, laserowych i telekomunikacyjnych, elektroniki użytkowej, sprzętu medycznego oraz instrumentów muzycznych. Najlepszym potwierdzeniem wysokiej pozycji Japonii w tej branży jest liczba powszechnie znanych firm, jak: Sony, Hitachi, Sharp, Nikon, Konica Minolta, Toshiba, GS Yuasa, Sanyo, Matsushita (Panasonic, JVC), Ricoh, Funai, Fujitsu, Minolta, NEC, Olympus, Casio, Citizen, Canon, Epson, Onkyo, Yamaha, Nintendo, Pentax, Kyocera, Seiko, TDK, Kenwood, a ostatnio także Honda (robotyka).
Podobnie jak inne wysoko rozwinięte państwa, Japonia ma wszechstronnie rozwinięty przemysł chemiczny, przede wszystkim zaawansowaną technicznie chemię związków organicznych. Należy do czołowych producentów kwasu siarkowego, sody kaustycznej, tworzyw sztucznych, barwników syntetycznych, włókien sztucznych oraz kauczuku syntetycznego. Do największych koncernów tych branż należą: MCC, Sumitomo Chemical, Asahi Kasei, Mitsui Chemicals, Toray Industries, Shin-Etsu Chemical oraz Chisso.

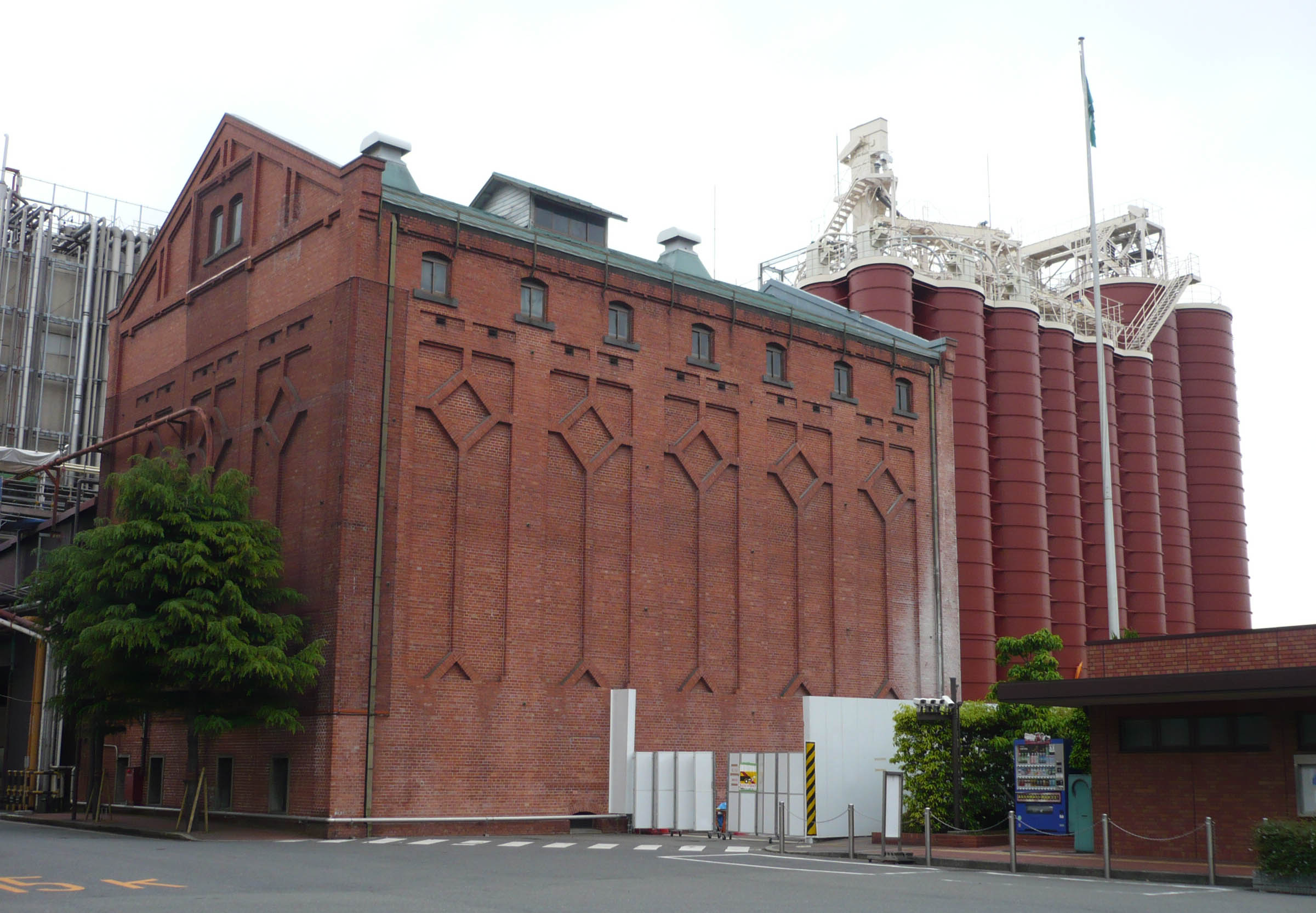
Zakłady piwowarskie Asahi w mieście Suita, pref. Osaka

Japonia, aby funkcjonować jako kraj uprzemysłowiony, potrzebuje ogromnych ilości ropopochodnego paliwa. W związku z tym w głównych portach zlokalizowane są zakłady rafineryjne, przetwarzające importowane „czarne złoto”. Japoński przemysł petrochemiczny jest domeną takich przedsiębiorstw, jak: Nippon Oil, Inpex, JEC czy San-Ai Oil. Wraz z przodującym przemysłem samochodowym należy do głównych producentów opon, takich przedsiębiorstw, jak Bridgestone, SRI, Toyo czy Yokohama. Dobrze rozwinięty jest także przemysł środków czystości oraz farmaceutyczny reprezentowany przez: Takeda, Astellas Pharma, Eisai czy Sankyo.
Japonia jest także drugim po USA wytwórcą papieru, skupiającym ok. 11% produkcji światowej. Do potentatów przemysłu celulozowego należą: Nippon Unipac, Oji Paper oraz Daio Paper.
Poza tym istotne znaczenie dla gospodarki kraju mają takie gałęzie przemysłu przetwórczego, jak: mineralny, spożywczy czy poligraficzny.

### Handel zagraniczny

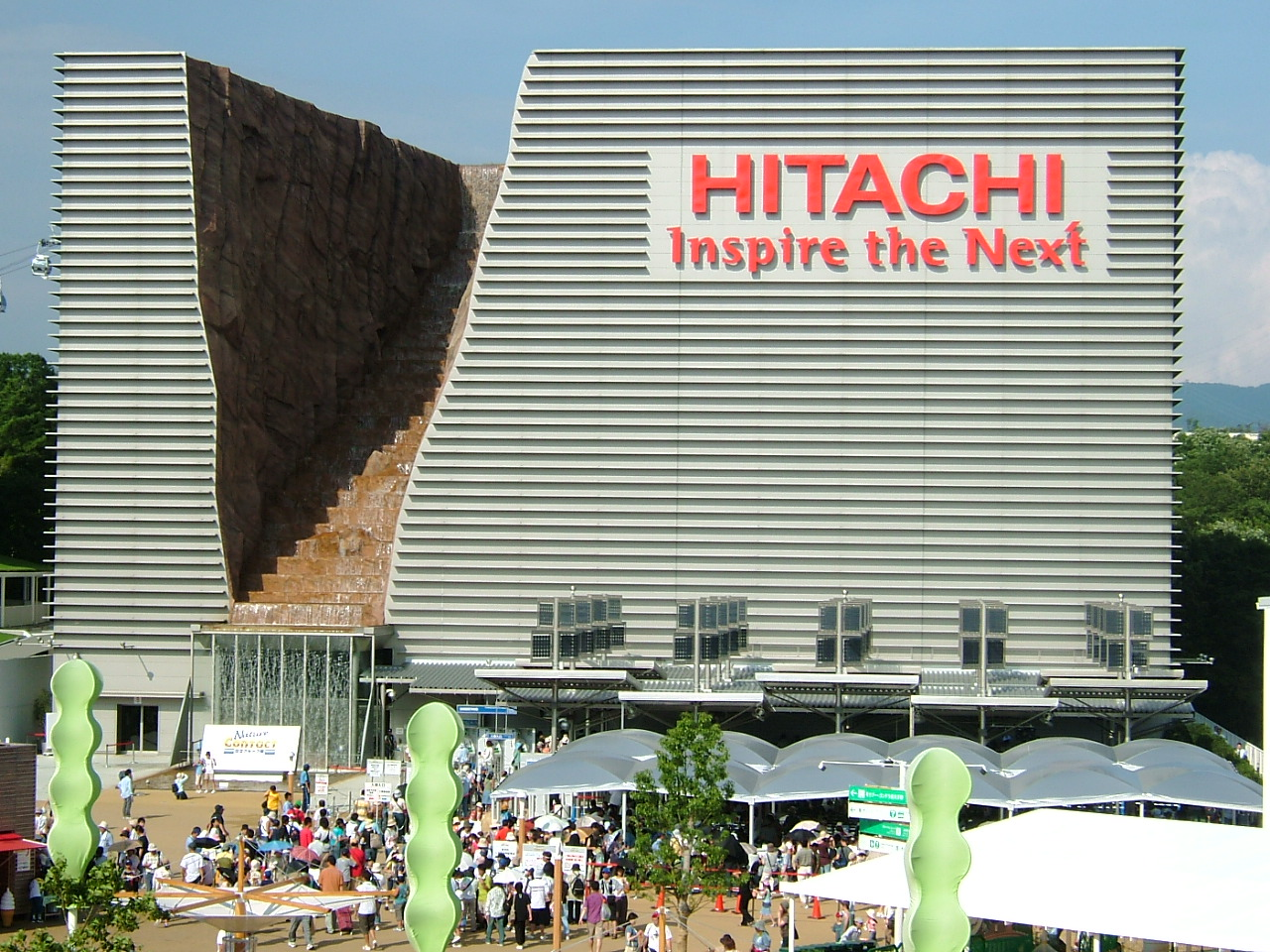
Pawilon Hitachi podczas Expo 2005 w Aichi

Wynoszące w 2006 ponad 1 bilion 100 miliardów dolarów roczne obroty czynią z Japonii 4. potęgę handlową świata. Ponadto nieprzerwanie od 1969 roku cieszy się dodatnim bilansem w handlu zagranicznym, czego powodem była i jest wciąż wysoka konkurencyjność produktów zaawansowanego przemysłu przetwórczego oraz nowoczesnych usług. Wysoka pozycja japońskiego eksportu wynika z silnych powiązań, jakie istnieją między producentami a wyspecjalizowanymi korporacjami handlowymi, które sprzedają towary, a poprzez badanie światowych rynków angażują się w proces produkcyjny. Ponadto w okresie cudu gospodarczego istotną rolę odegrała Japońska Organizacja Handlu Zagranicznego, utworzona przez ówczesne Ministerstwo Handlu Międzynarodowego i Przemysłu.
Zdominowany przez wyroby przemysłu elektromaszynowego i chemicznego japoński eksport był wart w 2006 ponad 590 miliardów dolarów (według kursu z 2006), a do głównych jego odbiorców należą: Stany Zjednoczone (22,9%), Chiny (13,4%), Korea Południowa (7,8%), Tajwan (7,3%) oraz Hongkong (6,1%). Natomiast wynoszący ponad 524 miliardy USD import pochodził głównie z Chin (21%), Stanów Zjednoczonych (12,7%), Arabii Saudyjskiej (5,5%), Zjednoczonych Emiratów Arabskich (4,9%), Australii (4,7%), Korei Południowej (4,7%) oraz Indonezji (4%). Japończycy sprowadzają głównie surowce mineralne, maszyny i urządzenia, paliwa, chemikalia, tekstylia, elektronikę (elektronika marek japońskich jest produkowana głównie za granicą) oraz żywność. Co warto zauważyć, do głównych partnerów handlowych należą państwa leżące w basenie Oceanu Spokojnego.

### Transport

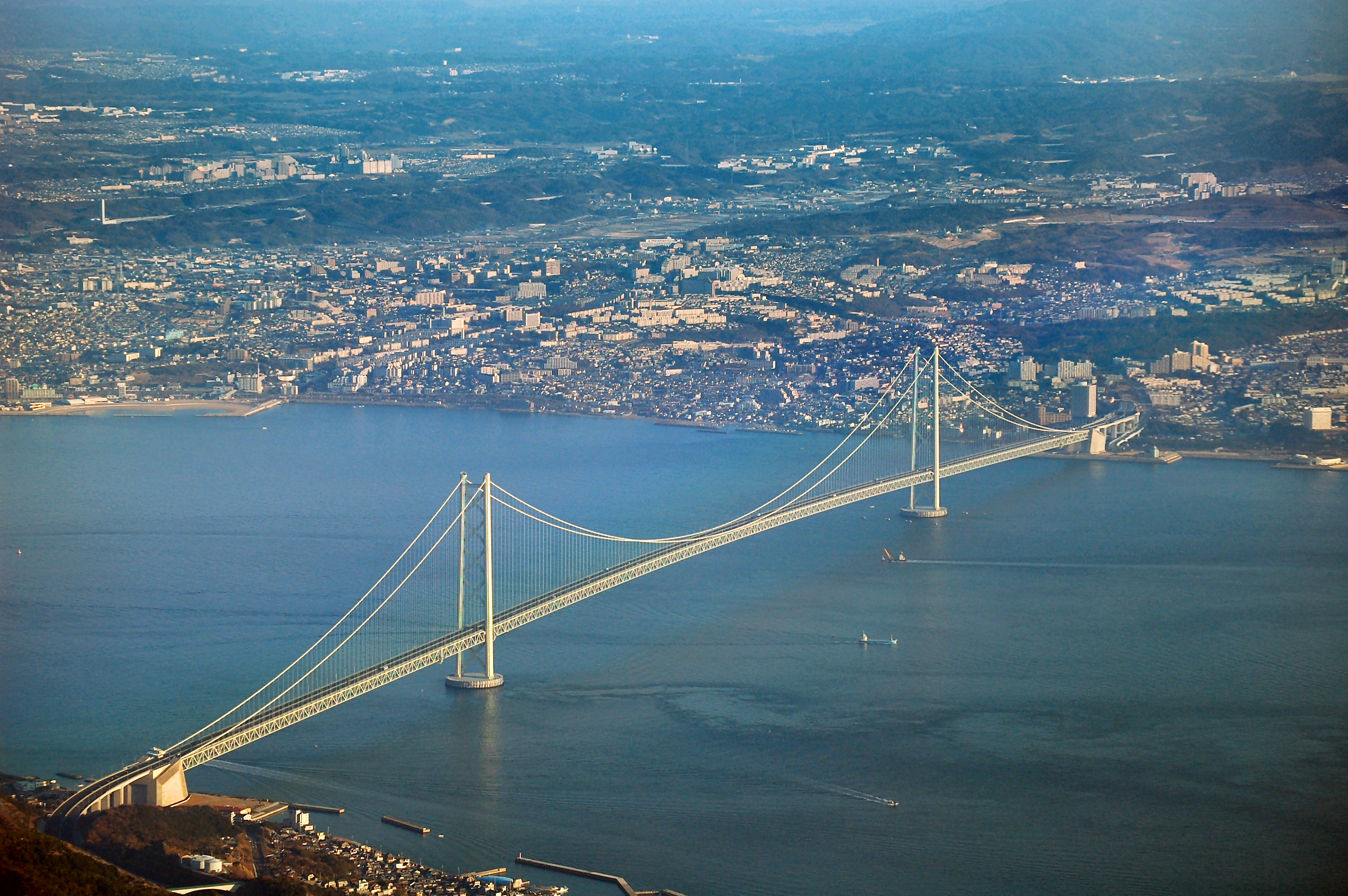
Najdłuższy na świecie wiszący most Akashi Kaikyō

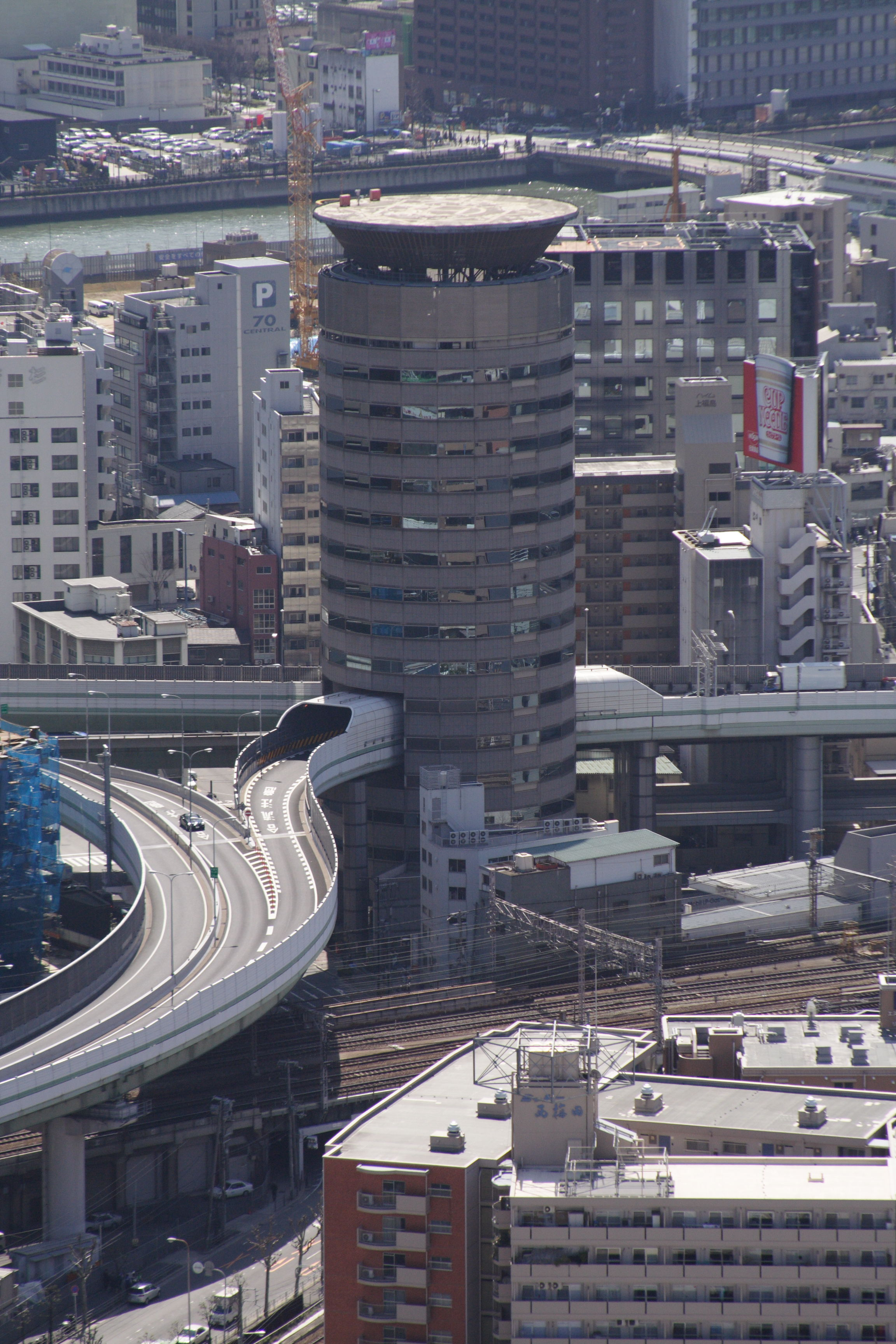
Autostrada śródmiejska w Osace

W Japonii każdy rodzaj transportu jest doskonale zorganizowany. Kraj przecina gęsta sieć linii kolejowych, dróg i autostrad, a każdy region ma dogodne połączenia lotnicze i morskie. Mimo wzmożonej aktywności sejsmicznej, wyspiarsko-górzysty charakter terytorium zmusza Japończyków do budowania częstokroć bardzo skomplikowanych technicznie, a zarazem niezwykle wyrafinowanych konstrukcji takich jak tunele czy mosty. W 1988 oddano do użytku najdłuższy na świecie podmorski tunel kolejowy Seikan, którego długość wynosi prawie 54 km. Natomiast w latach 2002–2007 najdłuższym lądowym tunelem na kuli ziemskiej był liczący 26 km tunel Iwate-Ichinohe. Imponujące pod względem wielkości i długości są również japońskie mosty. Liczący 3,9 km Akashi Kaikyō, jest od 1998 najdłuższym wiszącym mostem świata. Poza tym do największych przepraw globu zaliczają się: Wielki Most Seto (system mostów o dł. 12,2 km), Ōnaruto (1,6 km), czy Kurushima-Kaikyō (1,5 km). Zatokę Tokijską przecina z kolei licząca 15 km przeprawa Tokyo Wan Aqua-Line, na którą składa się tunel o długości 9,5 km i most 4,4 km. Brak wolnej przestrzeni skłania do zasypywania morza i tworzenia sztucznych wysp, na których powstały m.in. porty lotnicze w Osace, Nagoi czy Kobe.

#### Transport drogowy
Japonia ma doskonale utrzymaną, liczącą 1 196 999 km długości (5. miejsce na świecie, po USA, Indiach, Chinach i Brazylii) sieć dróg kołowych, których gęstość jest największa na świecie i wynosi 316,8 km/100 km². Szybki rozwój motoryzacji przyczynił się do rozbudowy systemu autostrad łączących wszystkie większe miasta, a których długość wynosi 6114 km. Transport samochodowy odgrywa zasadniczą rolę w przewozach pasażerów i ładunków na terenie Japonii. Natomiast wynosząca 375 liczba samochodów osobowych przypadająca na 1000 mieszkańców jest stosunkowo niska w porównaniu z innymi krajami wysokorozwiniętymi. W Japonii obowiązuje ruch lewostronny.

#### Transport kolejowy

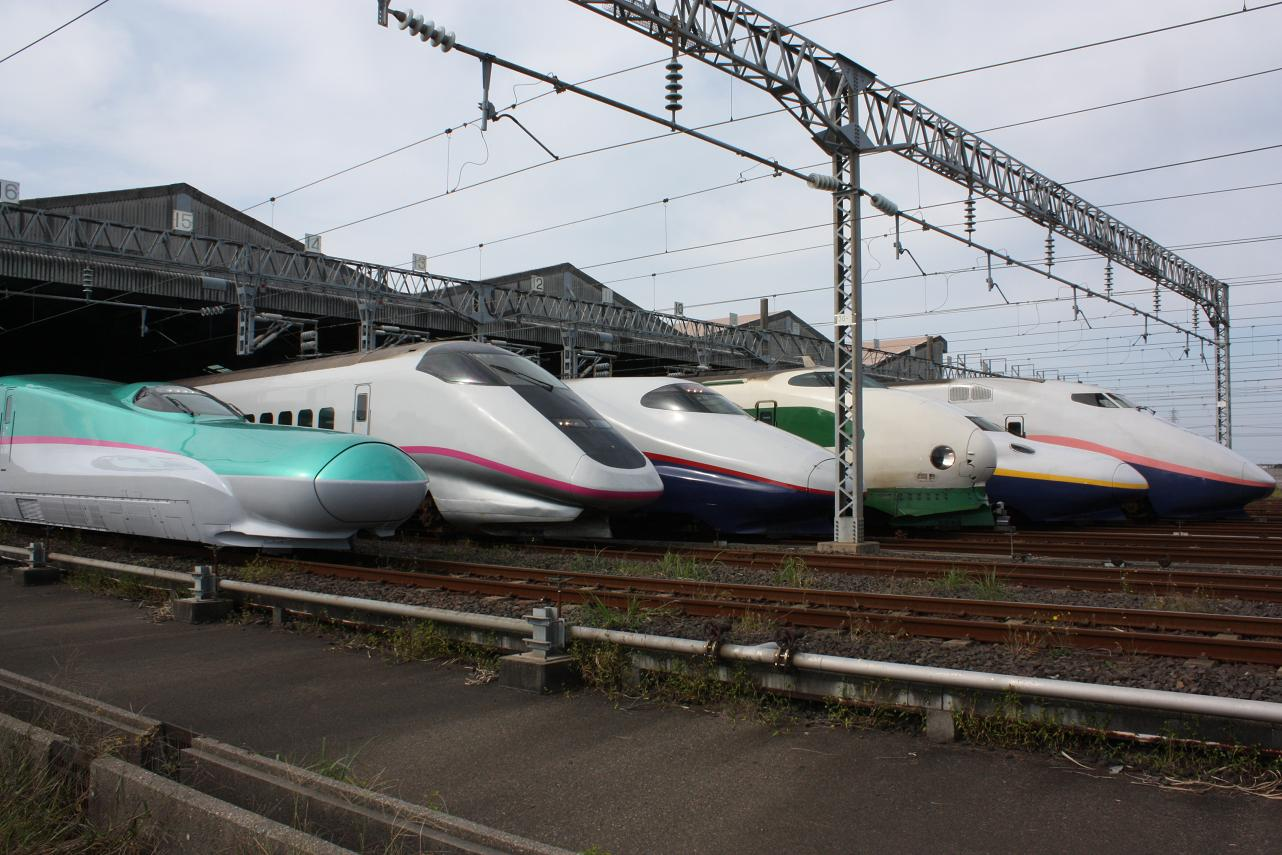
Shinkansen serii 200 ~ E5

Pierwsza japońska linia kolejowa, łącząca Tokio z Jokohamą, została uruchomiona w 1872 roku. Na początku XX w. zelektryfikowano pierwsze linie w stołecznym węźle kolejowym, a przed wybuchem II wojny światowej oddano do użytku pierwsze odcinki metra w Tokio i Osace.
Obecnie Japonia ma najnowocześniejszy oraz najbardziej wszechstronnie rozwinięty transport kolejowy na kuli ziemskiej, a długość linii kolejowych przekracza 23 000 km (w 2006 r. wynosiła 23 474 km) i wciąż rośnie. Gęstość linii kolejowych wynosi 6,21 km/100 km². W żadnym innym kraju, koleją, metrem czy tramwajami nie podróżuje i nie dojeżdża do pracy tyle osób co w Japonii. Dumą Japończyków jest kolej dużych prędkości, czyli osiągający prędkości ponad 300 km/h Shinkansen, którego pierwsza linia połączyła w 1964 roku Tokio z Osaką. W 2013 roku łączna długość jego linii wynosiła 2388 km. Sieć jest ustawicznie rozbudowywana.
Cztery największe wyspy archipelagu mają połączenia kolejowe, na których głównym przewoźnikiem jest grupa JR. Tokio, Jokohama, Osaka, Nagoja, Sapporo, Kōbe, Kioto, Fukuoka, a także Sendai mają metro. Ponadto transport podmiejski uzupełniają inne systemy, takie jak napowietrzna kolej jednoszynowa oraz tramwaje.

#### Transport lotniczy
Japonia ma doskonale rozwinięty transport lotniczy, który z uwagi na wyspiarski charakter kraju, ma zasadnicze znaczenie w międzynarodowym ruchu pasażerskim. Po Stanach Zjednoczonych Japonia jest drugim państwem na świecie o największych przewozach ładunków i osób. Główne międzynarodowe porty lotnicze to: Międzynarodowy Port Lotniczy Narita obsługujący aglomerację Tokio, Międzynarodowy Port Lotniczy Kansai w Osace oraz Międzynarodowy Port Lotniczy Chūbu w Nagoi. Jednak największym japońskim oraz czwartym pod względem wielkości na świecie jest Tokijski Międzynarodowy Port Lotniczy (Haneda) w Tokio, który swą wysoką pozycję utrzymuje, pomimo że obsługuje jedynie loty krajowe. Do głównych japońskich przewoźników lotniczych należą Japan Airlines (JAL) oraz All Nippon Airways (ANA), ponadto w przewozach krajowych istotne znaczenie odgrywają linie lotnicze Skymark Airlines czy Skynet Asia Airways.

#### Transport wodny
Licząca 702 statki o łącznym tonażu 12 680 544 DWT flota handlowa Japonii należy do największych na świecie, a wśród państw wysoko rozwiniętych ustępuje tylko Norwegii. Flota składa się z: 160 tankowców, 157 promów, 136 masowców, 53 gazowców, 52 RORO, 29 drobnicowców, 23 chemikaliowców, 16 liniowców, 13 kontenerowców, 4 chłodnicowców i 59 statków innego rodzaju. Z racji wyspiarskiego położenia transport morski wykonuje największą pracę w przewozach towarów zarówno eksportowanych, jak i importowanych. Natomiast do głównych szlaków żeglugowych świata zaliczają się te, które łączą Japonię ze Stanami Zjednoczonymi, Australią, Europą oraz Zatoką Perską. Do największych japońskich portów morskich należą: Nagoja, Chiba, Jokohama, Kitakiusiu, Osaka, Tokio i Kobe. Z kolei najważniejsi japońscy armatorzy to: Mitsui O.S.K. Lines, K Line oraz Nippon Yusen (NYK Line).

### Łączność

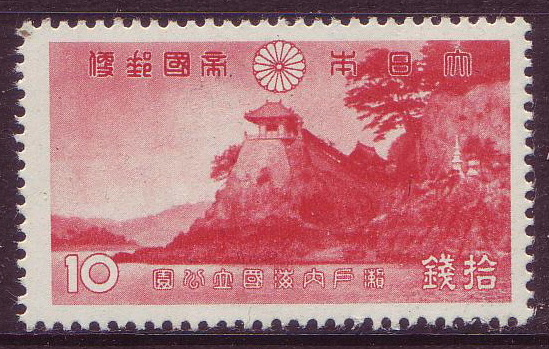
Znaczek pocztowy z 1939 r.

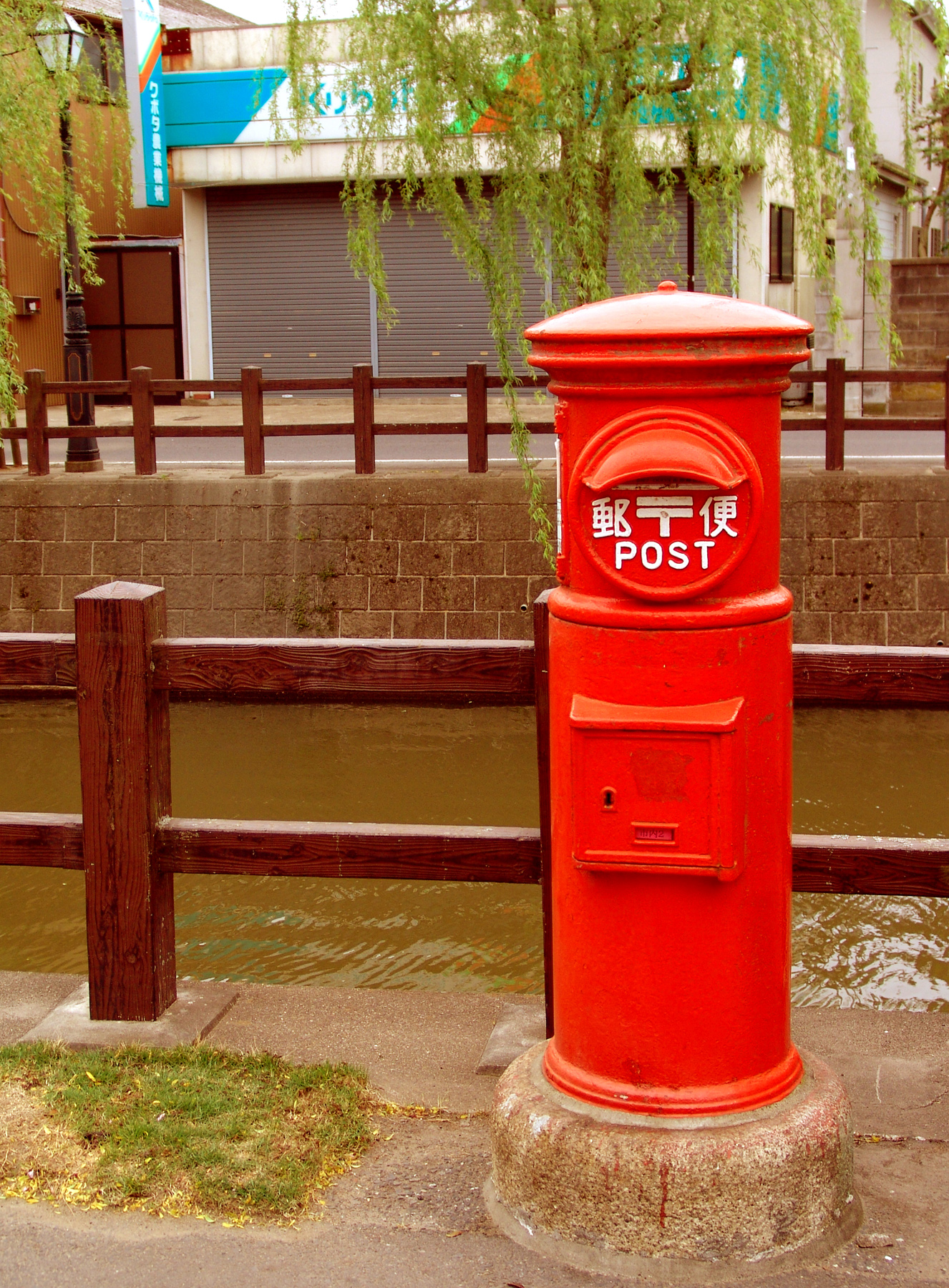
Uliczna skrzynka pocztowa w mieście Sawara, prefektura Chiba

Pierwszy japoński znaczek pocztowy znany jako Dragon mon, ukazał się 20 kwietnia 1871 roku. Tego samego roku swą działalność rozpoczęła państwowa poczta, do czasu powstania której dostarczaniem korespondencji i przesyłek na terenie Japonii zajmowali się prywatni kurierzy, a od 1859 r. również poczty zachodnie, które używały własnych znaczków.
W 2003 r. w miejsce dotychczasowej Agencji Usług Pocztowych – Yūsei Jigyōchō zostało powołane Japan Post (Nippon Yūsei Kōsha), państwowe przedsiębiorstwo, które jest największym pracodawcą w Japonii. Mający ulec prywatyzacji pocztowy usługodawca ma 24,7 tys. placówek na terenie kraju, a oprócz typowych usług kurierskich oferuje także ubezpieczenia na życie oraz jest największą na świecie pocztową kasą oszczędności. Dla japońskiej łączności rok 1871 był ważny także z powodu telegrafu, który połączył Japonię z Europą. Obecnie Japonia szczyci się najlepiej rozwiniętym systemem telekomunikacyjnym na świecie. W 2002 r. liczba abonentów telefonii stacjonarnej wynosiła 71,1 mln, a głównymi jej operatorami są giganci japońskiej telekomunikacji: NTT Group oraz KDDI. W 1979 r. powstała w Japonii pierwsza na świecie sieć telefonii komórkowej, która w 2004 r. liczyła 91,5 mln użytkowników będących klientami takich operatorów, jak: NTT DoCoMo, au czy SoftBank Mobile. W 2005 r. internet liczył 86,3 mln abonentów oraz ponad 350 dostawców usług internetowych, spośród których największe znaczenie mają NTT, KDDI oraz Vic Tokai. Rolę jaką odgrywa w tym kraju internet najlepiej obrazuje 2channel – największe na świecie forum internetowe.

### Media
W przełomowym także dla mass mediów 1871 r. ukazała się pierwsza japońska gazeta, a był nią dziennik Yokohama Mainichi Shimbun (1871–1940), który zawierał tylko dwie strony. Obecnie największe znaczenie mają tytuły ogólnokrajowe (wydawane także w języku angielskim): Yomiuri Shimbun (1874), liberalny Asahi Shimbun (1879), Mainichi Shimbun (1873), oraz (tylko po japońsku): biznesowy Nihon Keizai Shimbun (1876) oraz konserwatywny Sankei Shimbun (1933). Do cudzoziemców skierowany jest angielskojęzyczny Japan Times (1897). Przypada na nie mniej więcej połowa dziennego nakładu wynoszącego obecnie ponad 50 mln egzemplarzy, w tym również ponad 5 mln sportowych.
Interesujące jest to, iż w zaawansowanej technicznie Japonii tutejsze gazety cieszą się niezachwianą popularnością i mają najwyższe nakłady na świecie. Ponadto ukazuje się wiele, bo ponad 3000 tytułów regionalnych oraz czasopism, wydawanych przez 1200 kompanii prasowych. Dwie największe agencje prasowe to powstałe w 1945 r. Kyodo i Jiji Press. W 1970 r. zniesiono cenzurę prasy, która ujawnia m.in. afery korupcyjne władz.
Od 1925 r. w Japonii działa radio, a od 1951 r. telewizja, która od 1960 r. jest dostępna w kolorze. Od 1969 r. działa telewizja kablowa. Obecnie prawie każde gospodarstwo domowe ma telewizor i radio, na które przypada odpowiednio 90 oraz 120 mln abonentów. Głównym nadawcą medialnym jest założona w 1926 r. niekomercyjna korporacja publiczna NHK (Nippon Hōsō Kyōkai), która ma kilka kanałów radiowych i telewizyjnych, a utrzymuje się z wydawanych przez siebie licencji. Spośród prawie 130 komercyjnych stacji telewizyjnych największe znaczenie mają Nippon TV, TV Asahi, TBS oraz Fuji TV, a wśród prywatnych rozgłośni radiowych dominują JRN, NRN oraz JFN.

## Siły o charakterze militarnym
Na mocy swojej konstytucji, Japonia nie utrzymuje formalnie sił zbrojnych – de facto ich rolę pełnią jednak Japońskie Siły Samoobrony, dopuszczone artykułem 9. konstytucji. Składają się one z wojsk lądowych (Lądowe Siły Samoobrony), morskich (Morskie Siły Samoobrony) oraz sił powietrznych (Powietrzne Siły Samoobrony). Według rankingu Global Firepower (2017) japońskie siły zbrojne stanowią 5. siłę militarną na świecie, z rocznym budżetem na cele obronne w wysokości 43,8 mld dolarów (USD). Personel zawodowy Japońskich Sił Samoobrony liczy 311,8 tys. pracowników, 63 tys. jest w rezerwie.

## Oświata i edukacja

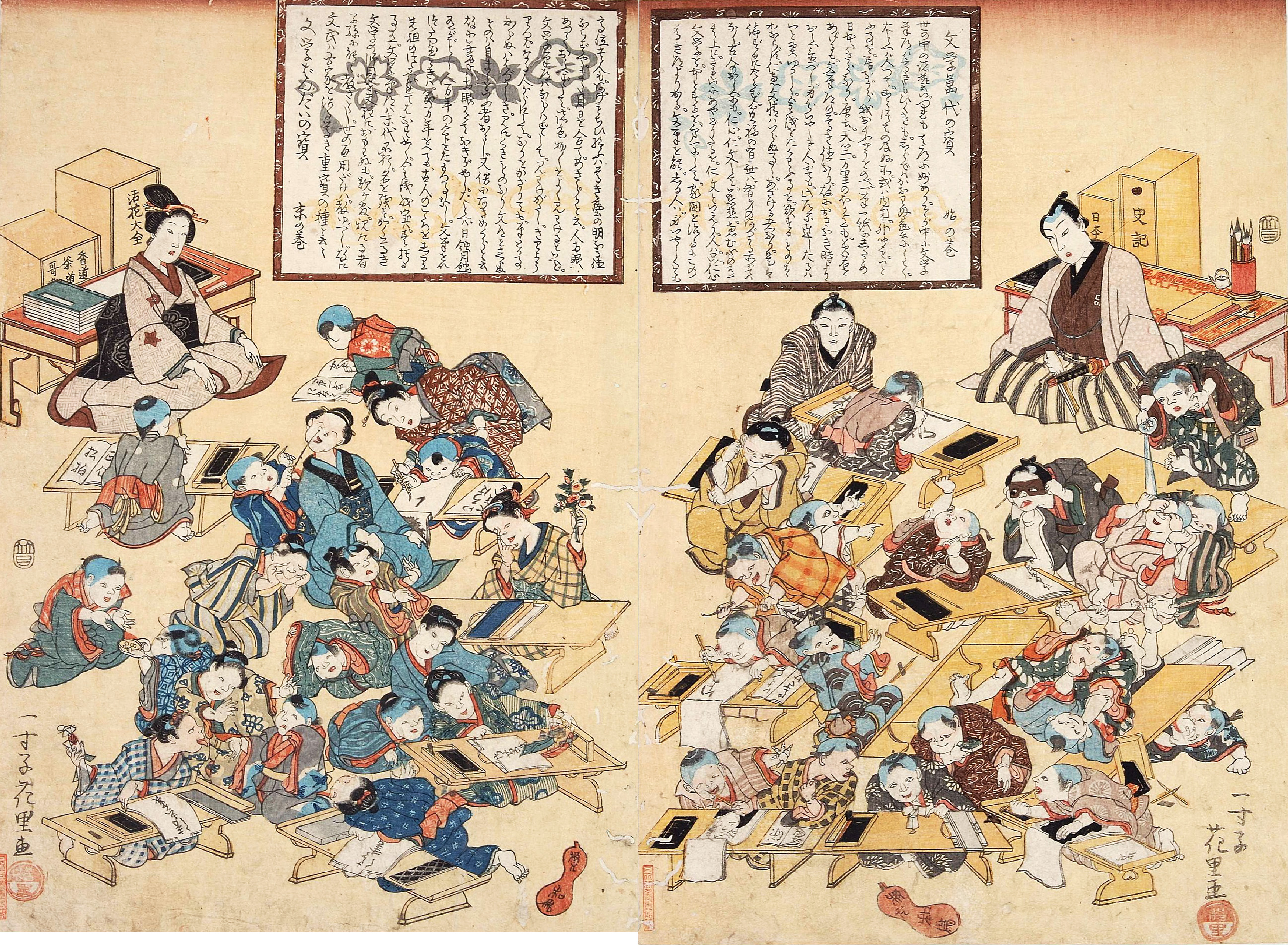
Terakoya dla dziewcząt

Początki japońskiej oświaty sięgają czasów feudalnych, kiedy to w okresie Edo siogunat Tokugawa rozpoczął politykę powszechnej edukacji. Powstały wtedy dwa rodzaje szkół: hankō (dosł. szkoła w hanie), czyli szkoły w obrębie posiadłości władcy feudalnego, w których uczyły się dzieci z rodzin arystokratycznych oraz terakoya (dosł. budynek przy świątyni), czyli szkoły przyświątynne dla mieszczan i dla chłopów, gdzie mnisi buddyjscy, a także przedstawiciele klasy wojowników uczyli dzieci pisania, czytania oraz arytmetyki.
Przyswajane w okresie Meiji zachodnie wzorce miały wpływ także na edukację, efektem czego był wprowadzony w 1872 roku nowy, ogólnokrajowy system oświaty składający się z państwowych szkół podstawowych i średnich. Od 1886 istnieje obowiązkowa szkoła, w której nauka początkowo trwała 3 lub 4, a od 1908 roku 6 lat.
Po II wojnie światowej trwający 9 lat obowiązek nauki w koedukacyjnych szkołach, obejmuje wszystkie dzieci w wieku 6–15 lat. Na obecny pięciostopniowy system nauczania składają się: nieobowiązkowe przedszkole dla dzieci w wieku 3–6 lat, szkoła podstawowa (shō-gakkō) trwająca 6 lat, szkoła średnia niższego stopnia (chū-gakkō) trwająca 3 lata, nieobowiązkowa szkoła średnia wyższego stopnia (kōtō-gakkō) trwająca 3 lata – przy czym te ogólnokształcące skupiają ok. 75% uczniów, a pozostała ich część uczęszcza do średnich szkół zawodowych. Niemal połowa absolwentów szkół średnich wyższego stopnia kontynuuje trwającą zazwyczaj 4 lub 5 lat naukę na wyższej uczelni (daigaku), tj. uniwersytecie lub kolegium. Ponadto istnieją specjalne szkoły dla niewidomych, niesłyszących oraz niepełnosprawnych umysłowo.

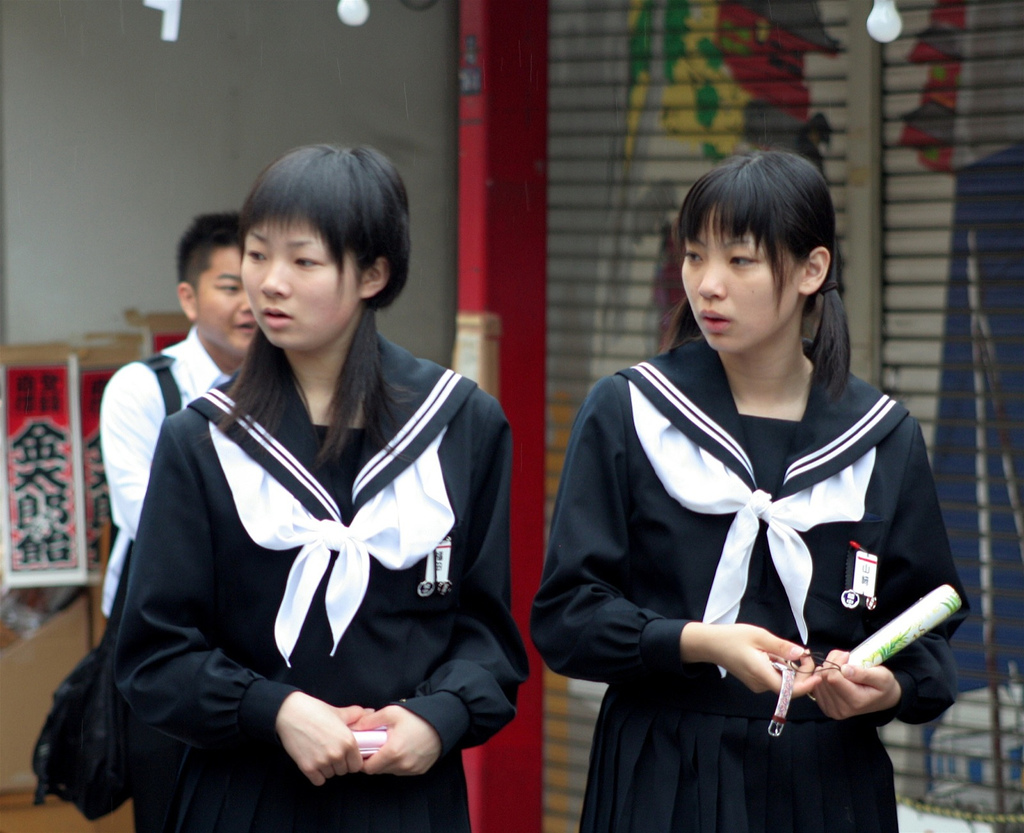
Japońskie uczennice w szkolnych mundurkach marynarskich

Japoński system oświaty jest w znacznym stopniu oparty na szkołach i uczelniach prywatnych, do których w latach 90. uczęszczało 80% dzieci w wieku przedszkolnym, 30% uczniów szkół średnich wyższego stopnia oraz prawie 3/4 studentów uczelni.
Wstęp do większości szkół średnich oraz na uczelnie wyższe poprzedza rekrutacja w postaci mającego charakter testowy – egzaminu wstępnego, którego wysoki poziom trudności skłania wielu uczniów do uczęszczania na dodatkowe zajęcia i korepetycje w specjalnych niepublicznych szkołach przygotowawczych, zwanych juku bądź yobi-kō.
W Japonii nie istnieje ogólnonarodowy, sztywny program nauczania, a jedynie ramowy, w oparciu o który każda szkoła opracowuje swój własny. Tygodniowy rozkład zajęć w szkole średniej niższego szczebla obejmuje etykę, język japoński, język angielski, naukę o społeczeństwie, matematykę, nauki przyrodnicze, muzykę, sztuki piękne, wychowanie fizyczne oraz gospodarstwo domowe i prowadzenie domu.
Japoński rok szkolny rozpoczyna się w kwietniu, a kończy w marcu. W międzyczasie uczniom przysługują kilkutygodniowe wakacje letnie, dwutygodniowe ferie zimowe, a także trwająca dwa tygodnie przerwa między starym a nowym rokiem szkolnym. Jeszcze do niedawna obowiązywał 6-dniowy rozkład zajęć. Od 2002 wszystkie soboty są wolne, jednak aż 41 procent Japończyków uważa, że uczniowie powinni być w szkołach we wszystkie soboty, a 79 procent jest zdania, że przynajmniej jedna sobota w miesiącu powinna być dniem szkolnym. Lekcje trwają od 8:30 do ok. 15:30, a przerwa obiadowa między 12:30 a 13:25. Typowa klasa w szkołach podstawowej i średniej liczy nawet do 40 uczniów podzielonych na grupy.
Jak w wielu innych wysoko rozwiniętych państwach świata, także w Japonii szkoły są nowoczesne, a przy tym bardzo dobrze wyposażone w niezbędny sprzęt i pomoce naukowe, oferując przy tym bogatą ofertę spędzania czasu poza godzinami lekcyjnymi. Stąd też wielu uczniów uczęszcza na zajęcia związane ze sportem lub innymi zainteresowaniami. Uczniowie szkół średnich zobowiązani są nosić tradycyjny mundurek szkolny zwany gaku-ran.

### Uczelnie
W Japonii funkcjonuje kilkaset uczelni. Największą wszechnicą jest założony w 1877 roku Uniwersytet Tokijski, potocznie zwany Tōdai, który jest jedną z siedmiu założonych jeszcze przed II wojną światową uczelni cesarskich, a obecnie państwowych. Inne renomowane uczelnie to: Kyoto University, Uniwersytet Osakijski, Nagoya University, Uniwersytet Hokkaido, Uniwersytet Tohoku oraz Uniwersytet Kiusiu.
Spośród uczelni prywatnych prym wiodą tokijskie uniwersytety: Waseda (najstarszy w Japonii i Azji, założony w 1858), Keio oraz, założony przez jezuitów, Uniwersytet Sofia.

## Ochrona zdrowia

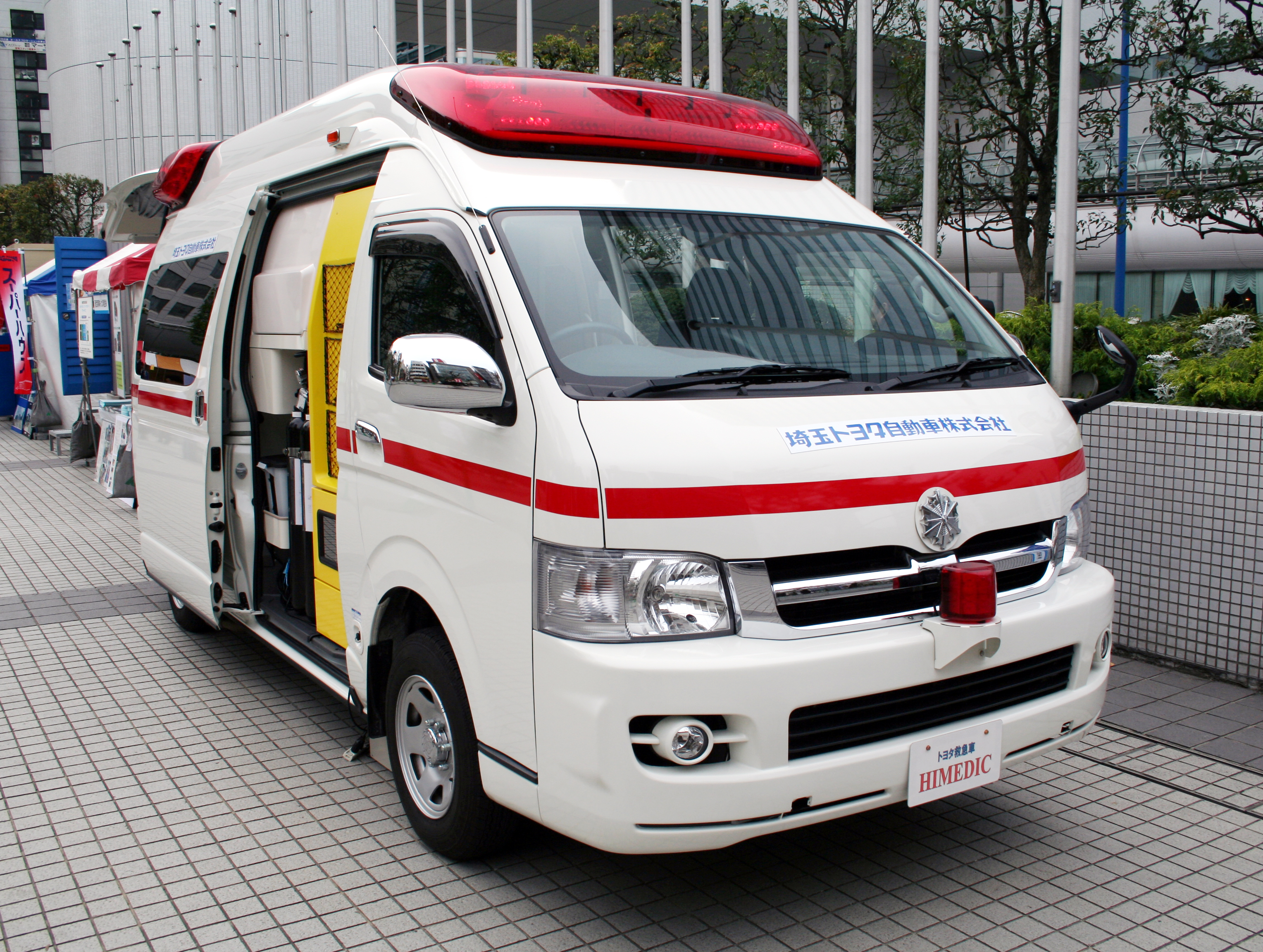
Wyprodukowany przez Toyotę ambulans Himedic

Od zakończenia II wojny światowej japoński system opieki zdrowotnej ma charakter powszechnego, uniwersalnego świadczenia obejmującego wszystkich mieszkańców kraju. Fundusze z obowiązkowego ubezpieczenia zdrowotnego pochodzą ze składek, które stanowią 56% wszystkich środków przeznaczanych na finansowanie służby zdrowia, kolejne 25% to rządowe subwencje z podatków, 7% subwencje władz lokalnych, a 12% wydatków pokrywane jest z bezpośredniego udziału pacjenta w kosztach leczenia.
W 1985 roku nastąpiła restrukturyzacja szpitali. Obecnie w Japonii funkcjonują trzy podstawowe typy placówek opieki zdrowotnej: szpitale, kliniki (odpowiednik poradni ogólnej lub specjalistycznej z niewielką liczbą łóżek, w których pobyt trwa nie więcej niż dwie doby) i zakłady położnicze.
Z ponad 150 tysięcy działających placówek tylko 10 tysięcy stanowią szpitale. Ponadto w japońskim systemie zdrowotnym istnieje wyraźna dominacja sektora prywatnego, kontrolującego ponad 80% szpitali oraz 70% wszystkich łóżek, których liczba przypadająca na tysiąc mieszkańców wynosi 16,5 i jest jednym z najwyższych wskaźników spośród państw wysokorozwiniętych; dwukrotnie przewyższając średnią OECD. Obecnie japońskie społeczeństwo boryka się, ze schorzeniami uchodzącymi za typowo cywilizacyjne. Spadek liczby narodzin dzieci, przepracowanie, a także choroby psychiczne, zwłaszcza depresje. Japonia jest państwem z największym na świecie odsetkiem samobójstw wśród dzieci i młodzieży.
W służbie zdrowia jest zatrudnionych około 2 mln osób, z czego 200 tys. stanowią lekarze, których większość (a mianowicie 61,5%) pracuje w szpitalach prywatnych, 26,6% w uniwersyteckich, a 11,8% w klinikach. W 1998 na tysiąc mieszkańców przypadało 1,9 lekarzy i 7,8 pielęgniarek.
Niezwykle nowoczesna japońska służba zdrowia zajmuje pierwsze miejsce na świecie pod względem nasycenia zaawansowanymi technikami medycznymi, w znaczny sposób dystansując inne państwa uprzemysłowione.

### Toalety w Japonii

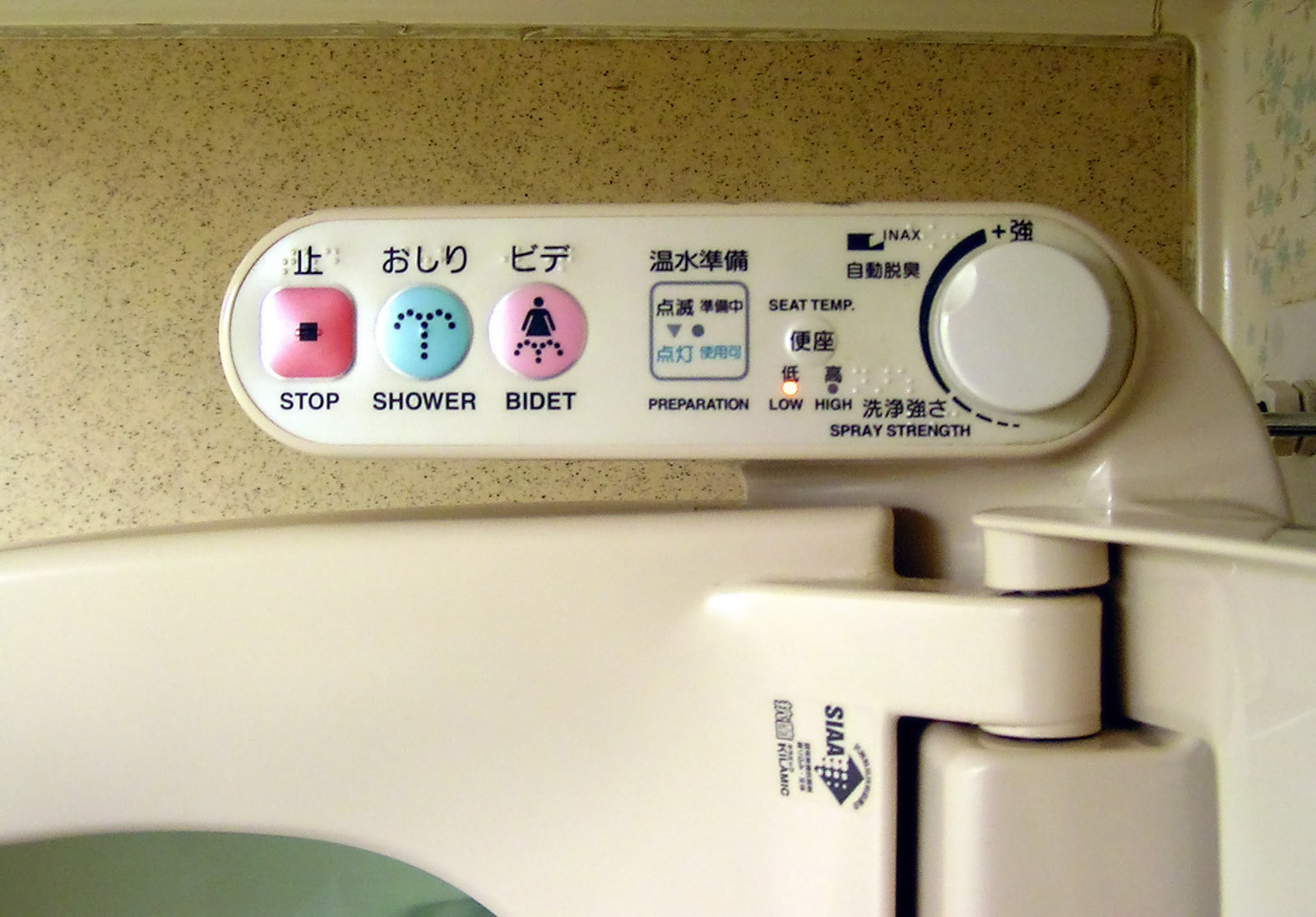
Panel sterowania współczesnej japońskiej ubikacji

W Japonii istnieją dwa rodzaje toalet: tradycyjna ubikacja kucana, która nadal jest powszechna, oraz wprowadzana po II wojnie światowej toaleta typu zachodniego. Ten drugi rodzaj jest ustawicznie modernizowany poprzez łączenie nowoczesnej elektroniki ze współczesnymi stylami muszli i pisuarów. Obecnie szczytem techniki dla urządzeń w „stylu zachodnim” jest połączenie muszli klozetowej z bidetem. Według danych z 2004 r. są one zainstalowane w ponad połowie japońskich gospodarstw domowych. W Japonii ten typ ubikacji jest popularnie nazywany Washlet (jap. ウォシュレット Woshuretto), od popularnego modelu firmy Toto Ltd. Ma on zaawansowane wyposażenie, które jest rzadko spotykane poza Azją. W zależności od modelu, washlet ma różnorodne funkcje, jak np. m.in.: automatyczne podgrzewanie, podnoszenie i opuszczanie deski sedesowej, suszenie ciepłym powietrzem, samoczynne spłukiwanie.

## Przestępczość

Daimon gangu Sumiyoshi-rengō (Sumiyoshi-kai) z Osaki

W Japonii występuje bardzo niski wskaźnik przestępczości, a jednymi z największych zalet Japończyków są uczciwość i szacunek dla prawa.
Ulice japońskich miast należą do najbezpieczniejszych w świecie, w tym również w nocy. Morderstwa i rozboje są rzadkością, co zapewnia poczucie bezpieczeństwa. Jednak od pewnego czasu wzrasta liczba przestępstw urzędniczych, bandyckich napadów i wykroczeń popełnianych przez młodocianych.
Uważający się za spadkobierców samurajów yakuza, to członkowie tradycyjnych, zhierarchizowanych japońskich grup przestępczych, które stanowią największą na świecie przestępczość zorganizowaną. Apogeum ich działalności przypadło na pierwszą połowę lat 60. XX wieku, kiedy prawie 5120 różnych grup skupiało w swych szeregach ponad 184 tys. mafiosów. Obecnie szacunkowo funkcjonuje ponad 3300 gangów skupiających niemal 100 tys. członków. Do największych przestępczych rodów należą: Yamaguchi-gumi z Kobe, Sumiyoshi-rengō z Osaki oraz Inagawa-kai z Tokio i Jokohamy. Tradycyjne obszary działalności yakuzy to: nielegalny hazard, wymuszenia, fałszerstwa, oszustwa, handel narkotykowy, przemyt broni, manipulowanie wyścigami motocyklowymi i konnymi, kontrola życia nocnego: kluby, dyskoteki, prostytucja. Ponadto specjalizują się również w przestępczości gospodarczej, obejmującej budownictwo, operacje finansowe, obrót nieruchomościami i gruntami.
20 marca 1995 r. założona przez Shōkō Asaharę religijna sekta Aum Shinrikyō dokonała jednego z największych aktów terrorystycznych w historii Japonii, którym był atak w tokijskim metrze. W wyniku rozpylenia bojowego środka trującego – sarinu, śmierć poniosło 12 osób, a ponad 5 tys. zostało zatrutych.
Struktura organizacyjna policji wyróżnia dwa szczeble: państwowy i prefekturalny. Rząd Japonii sprawuje cywilną kontrolę nad służbami poprzez Państwową Komisję ds. Bezpieczeństwa Publicznego (NPSC, Kokka Kōan Iinkai), której z kolei podlega Agencja Policji Państwowej (NPA, Keisatsu-chō). Mającej osiem biur regionalnych NPA przewodzi wyznaczony przez NPSC i mianowany przez premiera komisarz generalny.

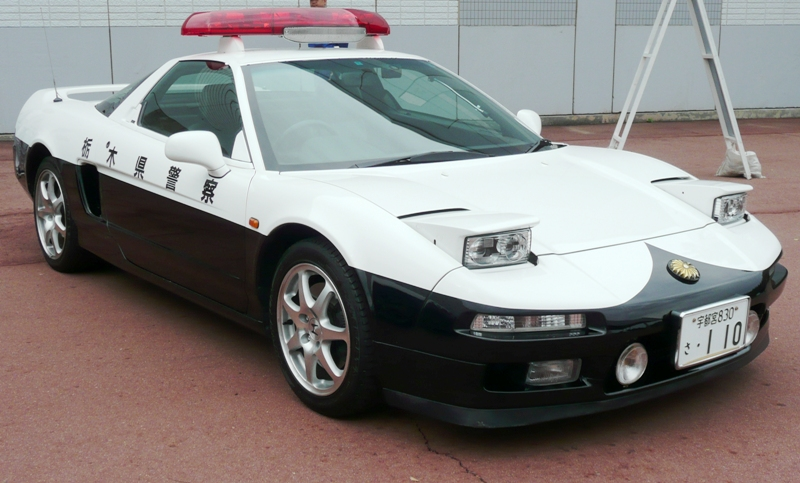
Policyjny radiowóz Honda NSX

Cechą charakterystyczną japońskiej policji jest istnienie systemu składającego się z ok. 15 tys. niewielkich posterunków ulicznych zwanych kōban (jap. 交番) oraz wiejskich chūzaisho (jap. 駐在所), w których może pracować naraz do czterech policjantów. Ponadto w ten sposób zapewniony jest bezpośredni kontakt stróżów prawa z obywatelami, których odwiedzają dwa razy w ciągu roku i pytają o codzienne problemy oraz prowadzą bazy danych dotyczące mieszkańców podległego im rewiru. Zazwyczaj funkcjonariusze ci zajmują się patrolowaniem ulic, prewencją w szkołach, czy monitorowaniem ruchu drogowego.
47 komend prefekturalnych zatrudnia 250 tys. osób, z czego policjantów jest 220 tys. Policja państwowa liczy 7,6 tys. osób, z czego 1,2 tys. to oficerowie, a 900 strażnicy cesarscy.
Specjalną formacją policji japońskiej jest licząca 300 antyterrorystów Specjalna Grupa Szturmowa (SAT, Tokushu Kyūshū Butai), która powstała w 1996, a do rutynowych jej zadań należy ochrona lotnisk i budynków rządowych.
Policja japońska ma blisko 26 tys. pojazdów, w tym 5 tys. radiowozów, 3 tys. motocykli, 5 tys. pojazdów nieoznakowanych, 2,5 tys. wozów transportowych, 200 łodzi i 80 helikopterów.

## Nauka i technika

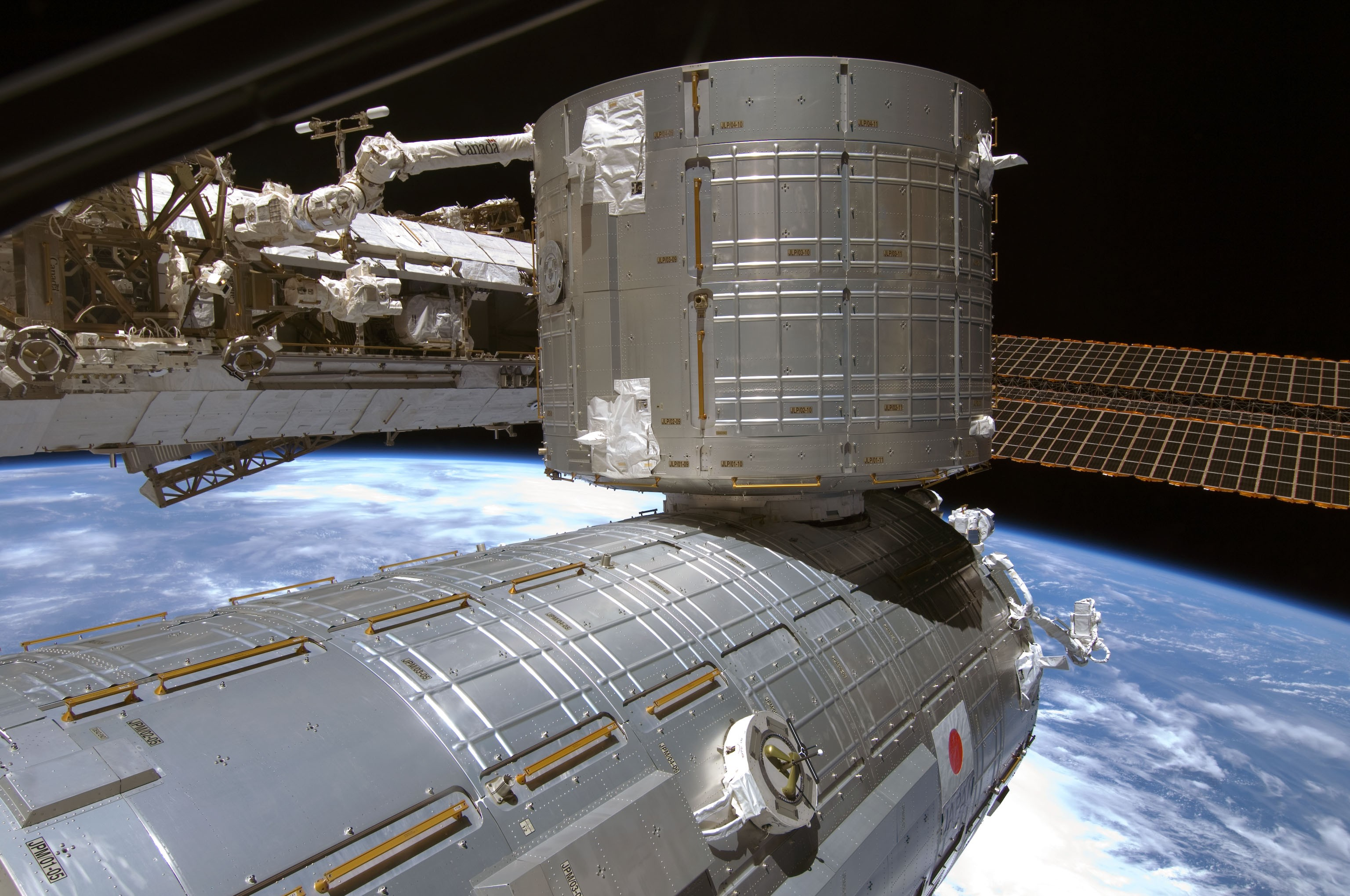
Wchodzące w skład Międzynarodowej Stacji Kosmicznej laboratorium Kibō

Restauracja władzy cesarskiej w połowie XIX w. zapoczątkowała okres wzmożonej modernizacji i industrializacji, który nie byłyby możliwy bez poznania i przyjęcia zachodnich osiągnięć w nauce i technice. Aby temu sprostać, w 1966 r. Japonia przyjęła oficjalnie (jako 71 państwo na świecie) metryczny system miar i wag. Był to główny czynnik „cudu gospodarczego” z lat 60. i 70. XX wieku. Od tego czasu Japonia zaczęła zdobywać wysoką światową pozycję w produkcji zaawansowanych technicznie wyrobów elektronicznych i motoryzacyjnych. Obecnie, aby sprostać kolejnym wyzwaniom, rola nauki jest tym większa, im bardziej sukces ekonomiczny oparty jest na wiedzy, innowacyjności oraz nowoczesnej myśli technicznej. W coraz większym stopniu przemysł wywiera znaczący wpływ na jakość życia ludzi oraz stan środowiska naturalnego, czego współczesna Japonia jest przykładem.

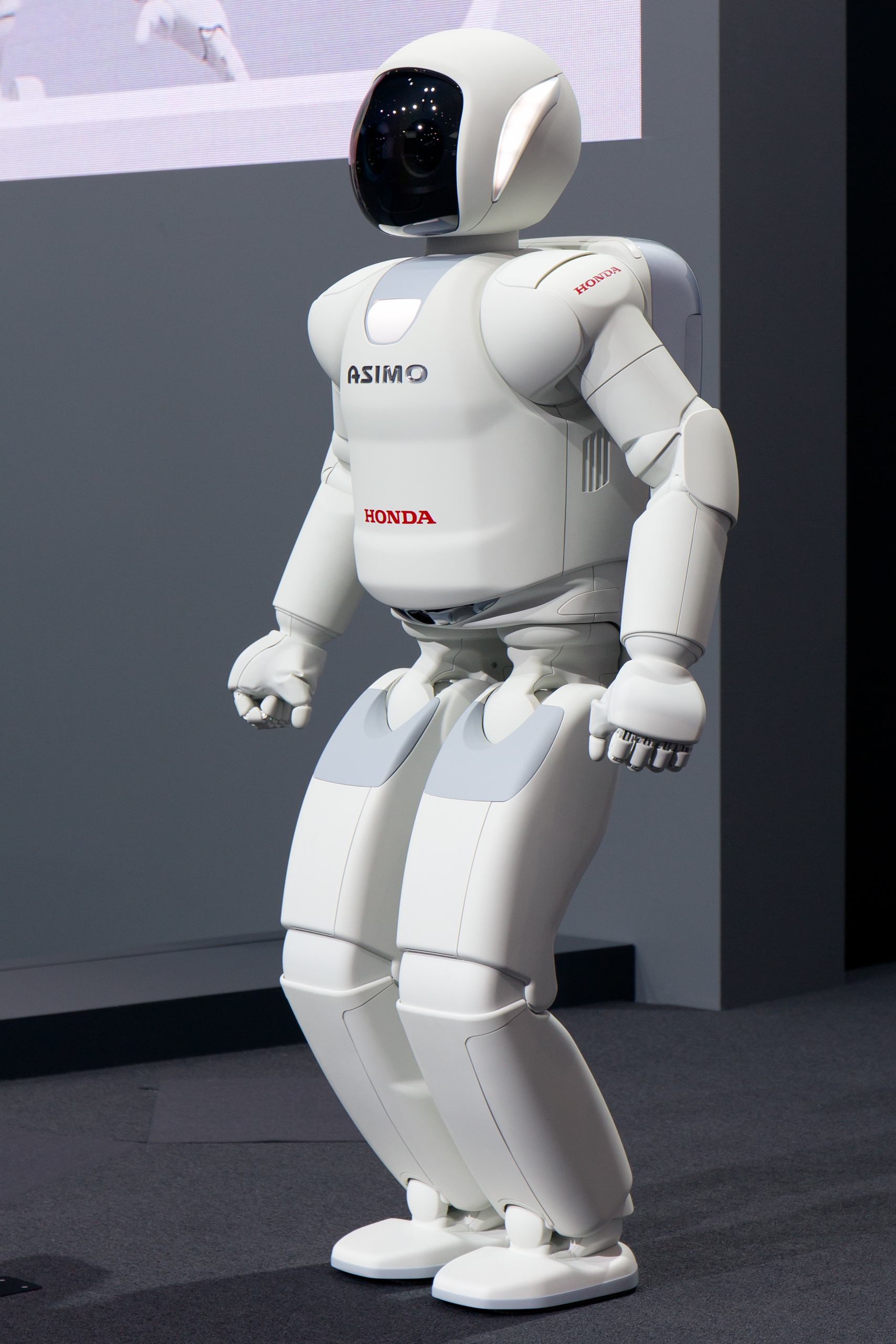
Stworzony przez Hondę humanoid ASIMO

Będący podstawą powojennego cudu gospodarczego intensywny rozwój rozmaitych gałęzi przemysłu wymagał kooperacji z placówkami naukowo-badawczymi, z których najbardziej zaawansowane i rozwinięte są określane mianem technopolii. Współpraca i wzajemna zależność przyczyniły się do tego, że Japonia jest w czołówce państw prowadzących badania i rozwijających technologie, dysponując przy tym trzecim po USA i UE największym na świecie budżetem w wysokości 130 mld dolarów oraz mając kadrę liczącą ok. 677 tys. naukowców i pracowników naukowych. Szeroko zakrojony rozwój jest obserwowany w dziedzinach nauk przyrodniczych oraz technicznych, gdzie pole intensywnej działalności naukowej obejmuje m.in. najbardziej zaawansowane dyscypliny, takie jak: elektronika, telekomunikacja, informatyka, chemia, medycyna, genetyka, a ostatnio również nanotechnologia, biotechnologia czy cybernetyka. Z Japonii wywodzi się mechatronika. Kraj ten od lat dominuje w robotyce skupiając na swoim terytorium ponad połowę robotów przemysłowych świata. Stale zwiększający się popyt na energię, przy zmniejszających się rezerwach surowców sprawia, że pozbawiony ich Kraj Kwitnącej Wiśni poszukuje alternatywnych jej źródeł.

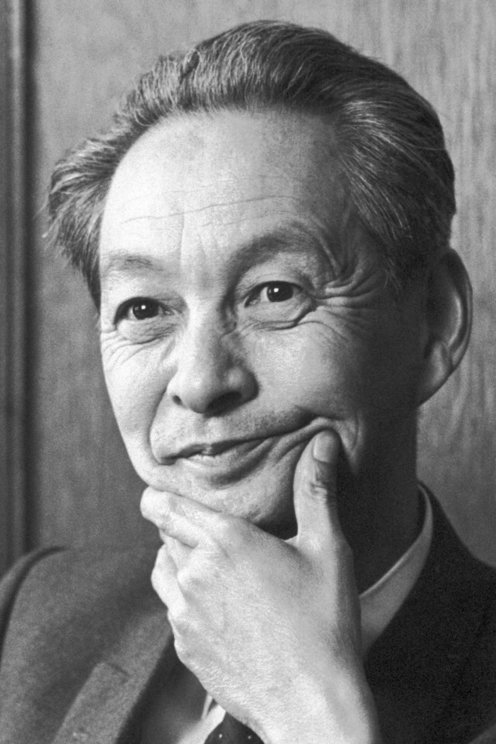
Shin’ichirō Tomonaga

Dlatego m.in., zainicjowano w 1954 roku japoński program badań nuklearnych. W 1963 roku zaczął pracę pierwszy doświadczalny, a trzy lata potem komercyjny reaktor jądrowy. W 2004 roku pracowały 54 reaktory o łącznej mocy 45 521 MW. Ponadto Japonia uczestniczy w międzynarodowym programie ITER, mającym na celu zbadanie możliwości produkowania na wielką skalę energii w wyniku fuzji jądrowej.

Nie mniej intensywnie rozwija się astronautyka, której początki sięgają 1955 roku. Od tego czasu Japończycy zbudowali rakiety, za pomocą których wyprowadzili w przestrzeń kosmiczną szereg satelitów i sond. Powstała w 2003 roku w wyniku reorganizacji Japońska Agencja Kosmiczna (JAXA) jest na etapie realizacji kilku projektów, takich jak Japoński Moduł Eksperymentalny – Kibō będący częścią MSK, czy powstająca we współpracy z koncernami lotniczymi GX – pierwsza na świecie rakieta z napędem wykorzystującym LNG. Japoński program kosmiczny planuje załogowe misje na Księżyc, których ukoronowaniem ma być założenie załogowej bazy do ok. 2030 roku. Japonia użytkuje dwa usytuowane nieopodal Kiusiu kosmodromy: Tanegashima oraz Uchinoura.
Z uwagi na specyficzne położenie geograficzne dobrze rozwinęły się dziedziny wiedzy nauk o Ziemi, a więc geologia, geofizyka oraz oceanologia. Związane z tym są również badania polarne, których pionierem w Japonii był Nobu Shirase (1867–1946). W 1957 r. na Antarktydzie rozpoczęła swą działalność pierwsza japońska stacja polarna – Syowa (Shōwa), a pozostałe to Mizuho, Asuka oraz Dome Fuji.
Ze względu na ciągłe zagrożenie sejsmiczne i tragiczne doświadczenia z tym związane, Japonia jest jednym z przodujących państw w dziedzinie inżynierii budowlanej lądowej i morskiej. Dobrym przykładem są tutaj specjalne konstrukcje domów odporne na trzęsienia ziemi, mosty, wiadukty oraz sztuczne wyspy.
Po II wojnie światowej japońscy uczeni zyskali światowe uznanie. Są wśród nich laureaci Nagrody Nobla. W dziedzinie fizyki: Hideki Yukawa, Shin’ichirō Tomonaga, Leo Esaki, Masatoshi Koshiba, Yoichiro Nambu, Makoto Kobayashi, Toshihide Masukawa (także pisownia Masukawa); dziedzinie chemii: Ken’ichi Fukui, Hideki Shirakawa, Ryōji Noyori, Kōichi Tanaka, Osamu Shimomura, Eiichi Negishi, Akira Suzuki; w dziedzinie fizjologii i medycyny: Susumu Tonegawa i Tasuku Honjo. Należy wymienić także zdobywców Medalu Fieldsa, najbardziej prestiżowej nagrody przyznawanej w dziedzinie matematyki, a są to: Kunihiko Kodaira, Heisuke Hironaka i Shigefumi Mori.

## Kultura i sztuka

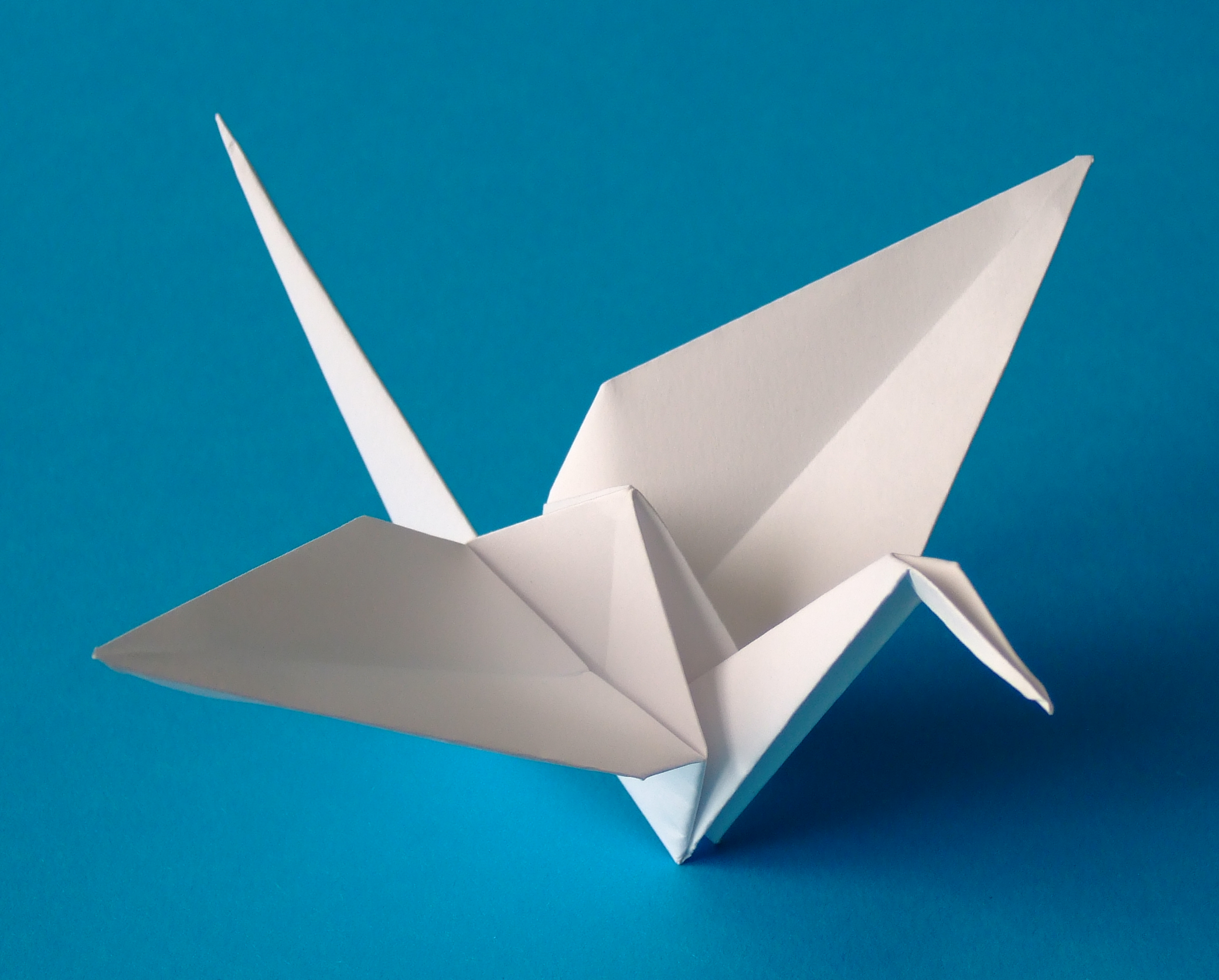
Origami – sztuka składania papieru

Na kulturę Japonii zasadniczy wpływ wywarły wielka cywilizacja chińska, oraz położona bliżej Korea. W Państwie Środka narodziły się charakterystyczne dla Japonii dziedziny sztuki, takie jak origami, suiseki, czy pielęgnowanie drzewek bonsai. To stamtąd też w XIII wieku dotarł do Kraju Kwitnącej Wiśni buddyzm zen, będący inspiracją dla rozwoju nowych nurtów i form w malarstwie, kaligrafii czy poezji. Niemniej jednak już znacznie wcześniej japońscy mistrzowie odeszli od wiernego naśladowania chińskich wzorów, z ich przywiązaniem do symetrii. Stąd też w sztukach plastycznych główny plan znajduje się poza środkiem dzieła, a w mowie, słowie pisanym oraz w sztuce domysł często przeważa nad jednoznacznością.
Wraz z zen do Kraju Wschodzącego Słońca dotarł również rytuał picia herbaty, który przekształcił się następnie w ceremonię o dużych walorach estetycznych i filozoficznych. To za jej sprawą narodziły się nowe charakterystyczne dziedziny oraz formy sztuki, takie jak ikebana – sposób układania kwiatów, czy poezja haiku. Ceremonia parzenia herbaty wywarła też istotny wpływ na wygląd wnętrza japońskiego domu oraz styl ogrodów, z których najsłynniejsze to karesansui – pełne surowości i prostoty kamienne ogrody zen, obrazujące wodę i góry, odzwierciedlające tym samym filozoficzne idee. Chanoyu, a więc „droga herbaty” i współgrające ze sobą różne formy sztuki reprezentują tak charakterystyczne dla estetyki japońskiej pojęcia, jak wabi (piękno ubóstwa) i sabi (patyny czasu), które razem z kryteriami shibui, a więc „spokojnej wytworności” składają się na najważniejszą zasadę japońskiego smaku, zgodnie z którą mniej znaczy więcej.

### Kuchnia

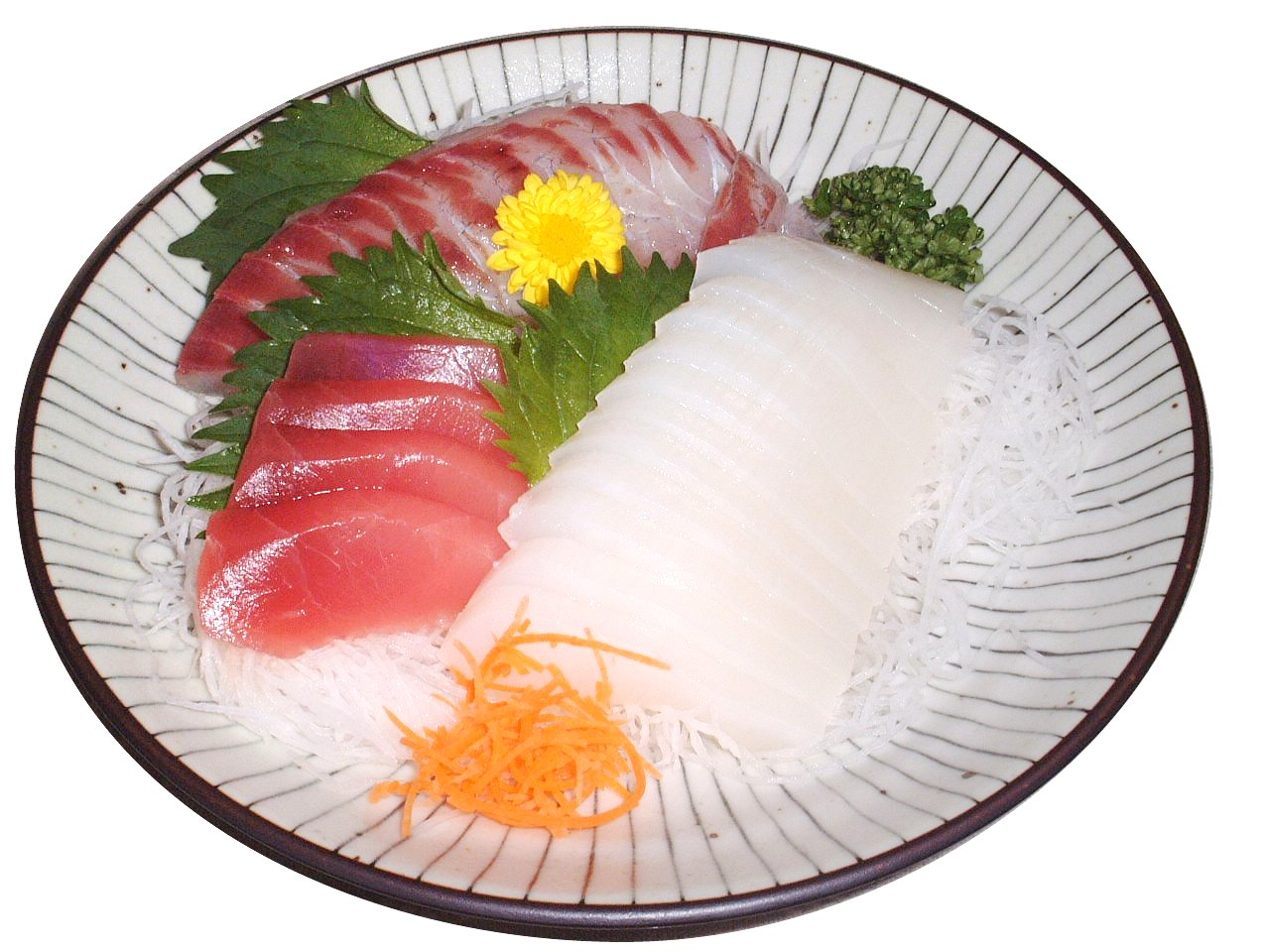
Sashimi

W Japonii jedzenie i jego przygotowanie jest niemal rytuałem, a spożywanie posiłków poza domem należy do największych przyjemności czasu wolnego. W przygotowanie z pozoru prostych potraw tradycyjnej japońskiej kuchni wkłada się wiele serca i pracy. Ogromną wagę przywiązuje się do świeżości produktów, sposobu ułożenia, a także koloru potraw. Podstawą tej kuchni jest ryż, którego znaczenie jest tak wielkie, że słowo gohan, a więc gotowany ryż znaczy tyle samo co posiłek.
Pod wpływem buddyzmu od X do niemal końca XIX wieku obowiązywał zakaz spożywania mięsa, stąd też kwintesencję tutejszych dań stanowią przyrządzane na różne sposoby ryby i owoce morza. Z ich udziałem, często w surowej postaci powstają tak charakterystyczne potrawy, jak: sushi, sashimi, czy mająca portugalskie pochodzenie tempura. Do kulinarnych rarytasów zalicza się rybę fugu. Niektóre jej organy wewnętrzne są silnie toksyczne. Do codziennego menu zalicza się zupę miso, a więc sojowy wywar z dodatkami, którymi mogą być owoce morza, czy też inna sojowa specjalność – twaróg tofu. Równie dużą popularnością wśród Japończyków cieszą się makarony: gruby udon, cienki sōmen, rāmen (wszystkie z mąki pszennej) i soba (z gryczanej).
Ważną część japońskiej diety oraz istotny składnik potraw stanowią warzywa, w tym tak osobliwe jak fuki, a także grzyby (np. shiitake) oraz morskie wodorosty i glony, z których powstaje będący podstawą wielu zup bulion dashi.
Jako przypraw używa się w japońskiej kuchni m.in.: sosu sojowego shōyu, ostrego chrzanu o zielonym kolorze wasabi, czy octu ryżowego su. Spośród dań mięsnych popularne są yakitori, tonkatsu oraz sukiyaki. Do posiłków pite są przeważnie o-cha, czyli zielona herbata lub jej odmiany sencha, czy też genmaicha. Wytwarzana z ryżu sake to najsłynniejszy japoński napój alkoholowy, który podawany jest także na ciepło. Jednak podobnie, jak gdzie indziej na świecie, także w Japonii największym wzięciem cieszy się piwo, które pojawiło się tutaj w XIX wieku.
Wśród japońskich browarów prym wiodą: Asahi, Kirin, Ebisu oraz Sapporo. Japończycy produkują również whisky, którą wytwarza m.in. gorzelnia Suntory. Wytwarza się także wino, a najbardziej polecane jest białe z prefektury Yamanashi. Z kolei coraz większą popularność zdobywa shōchū – rodzaj taniego destylowanego alkoholu zbożowego.

### Festiwale i święta

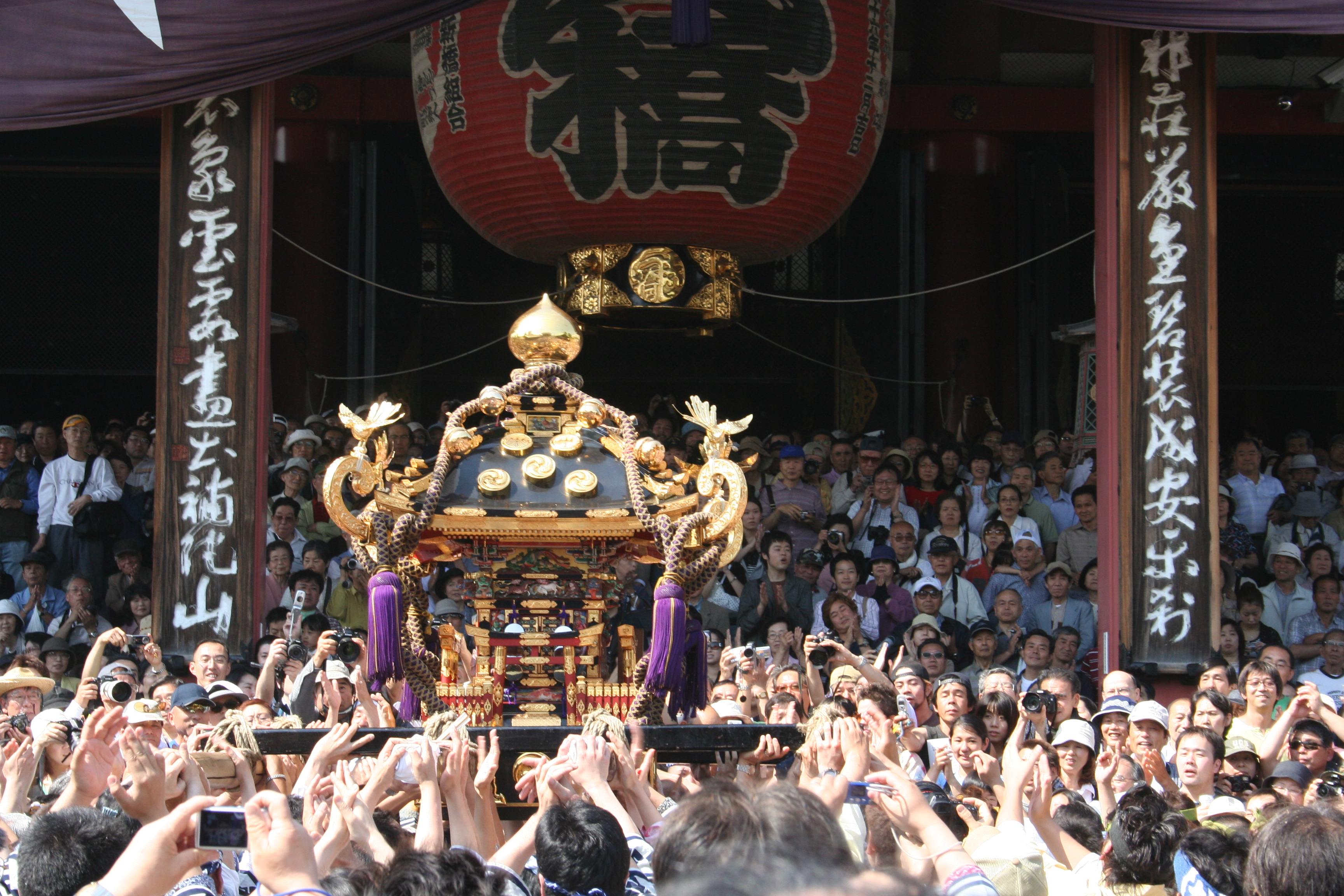
Sanja Matsuri w Asakusa, w Tokio

W licznych, odbywających się w ciągu całego roku, barwnych matsuri, a więc tradycyjnych świętach, festynach i festiwalach, Japończycy biorą aktywny udział, a dla turystów są one wyjątkową atrakcją pozwalającą na poznanie wielusetletniej, bogatej kultury i zwyczajów regionalnych. Na uroczystości te składają się religijne obrzędy, kuchnia, tradycyjne rzemiosło i sztuka, stroje, muzyka, śpiew i tańce, które prezentują narodową tożsamość Japończyków, ukształtowaną na długo przed przybyciem pierwszych Europejczyków.
Liczne są festiwale, festyny i ceremonie związane z shintō, poświęcone opiekuńczym bóstwom kami. Ich charakterystycznym elementem są m.in. procesje z obnoszonymi przez dziesiątki ludzi pięknie zdobionymi, często ogromnymi, palankinami mikoshi, które są pojazdami bogów. W wielu paradach uczestnicy są przebrani za postacie historyczne, gejsze, samurajów. Odtwarzają dawne obyczaje i obrzędy.

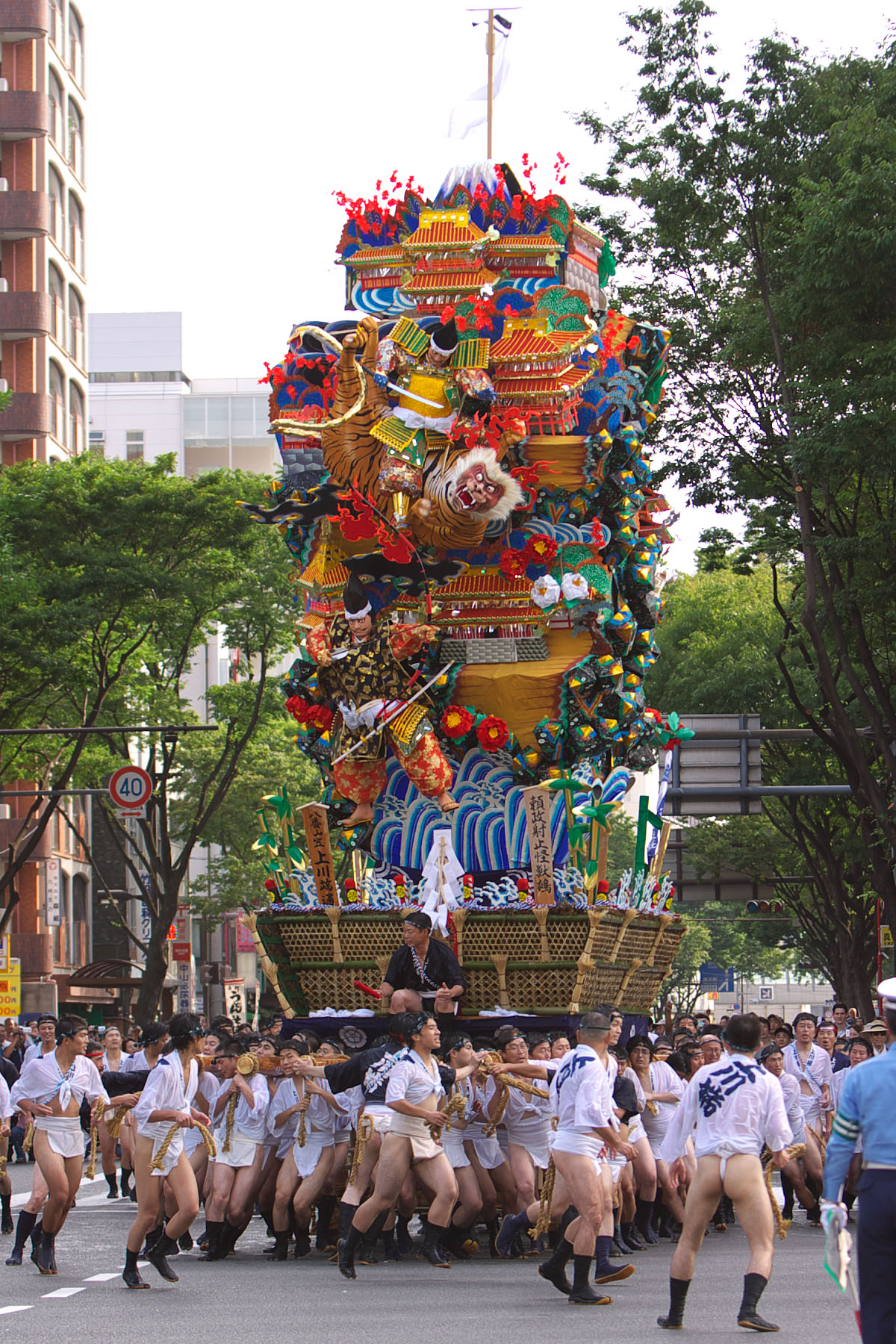
Hakata Gion Yamakasa w Fukuoce

Do ważniejszych, ogólnokrajowych festiwali i świąt zalicza się: Seijin-no Hi – Dzień Pełnoletniości, będący jednocześnie narodowym świętem; Hina Matsuri – Święto Lalek, zwane także Świętem Dziewczynek lub Świętem Brzoskwiń; Hanami – zwyczaj oglądania kwitnących wiśni (sakury), o charakterze pikniku; Hana Matsuri – rocznica narodzin Buddy; O-bon – Święto Zmarłych, zwane także Uroczystością Latarni; Shichi-go-san – święto dzieci w wieku siedmiu, pięciu i trzech lat.

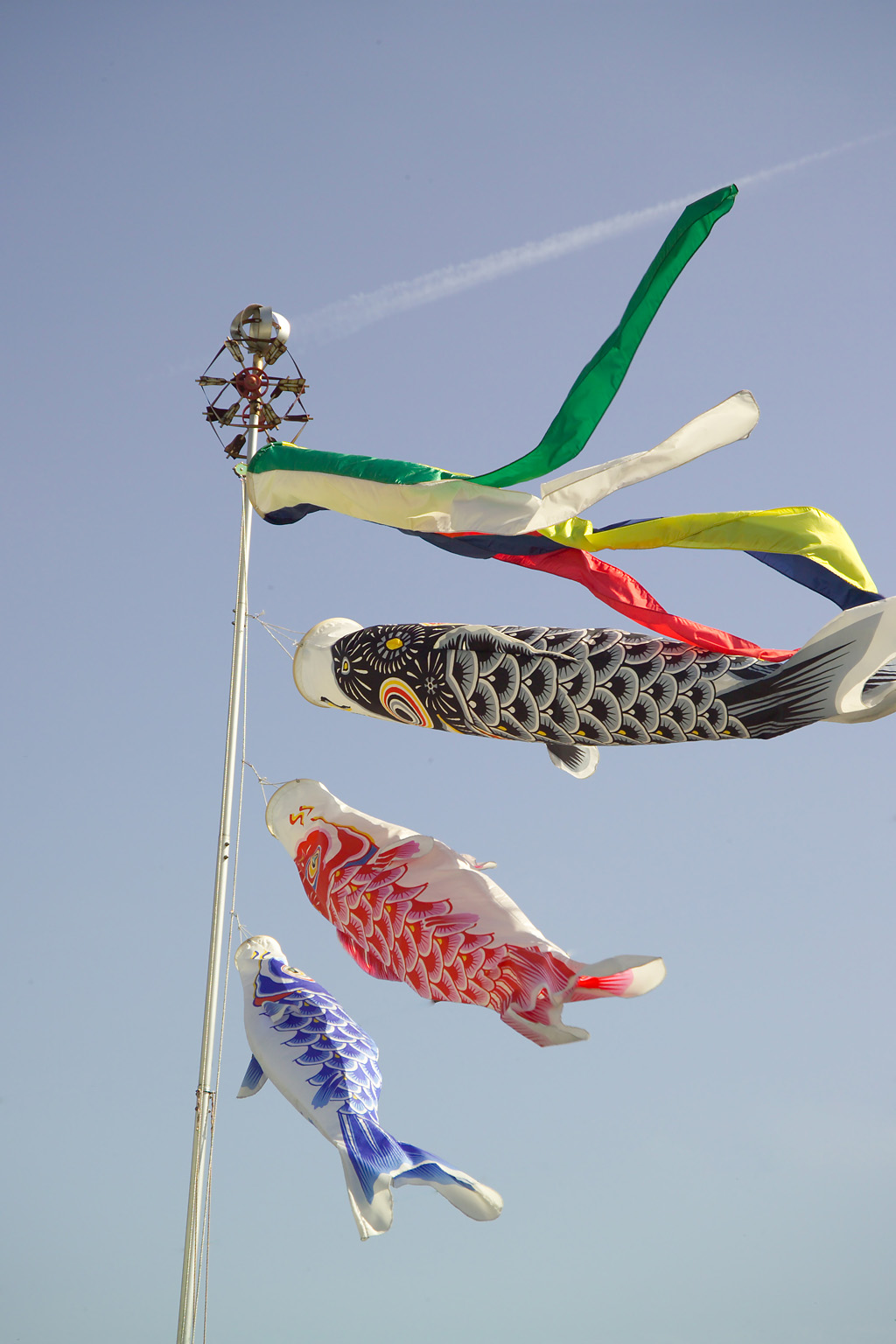
Powiewające z okazji Dnia Dziecka Koi-nobori

Wśród najsłynniejszych matsuri są również te mające zasięg regionalny. W Kantō wyróżniają się: tokijskie Sanja Matsuri – święto ku czci rybaków, którzy wyłowili posążek bogini Bosatsu Kannon oraz Tori-no-Ichi – Koguci Targ, a także Kamakura Matsuri – święto samurajów w Kamakurze. Hokkaido słynie z odbywającego się w Sapporo Yuki Matsuri – Festiwalu Śniegu. W Tōhoku wyróżniają się: odbywający się w Aomori Nebuta – pochód olbrzymich, pięknie malowanych i zdobionych latarni oraz Kantō Matsuri – pochód mężczyzn z latarniami uczepionymi do wielkich bambusowych tyczek w mieście Akita. W regionie Chūbu mają miejsce m.in. Tagata Hōnen Matsuri – falliczne Święto Obfitych Zbiorów nieopodal Inuyamy oraz Takayama Matsuri – parada wspaniale ozdobionych ruchomych platform yatai w Takayamie.
Region Kansai obfituje w barwne festiwale i święta, spośród których najsłynniejsze to: odbywające się w Narze Montoro – Festiwal Zapalania Latarń oraz O-mizutori – buddyjski Festiwal Czerpania Wody, a także mające miejsce w Kioto Aoi Matsuri – shintōistyczny Festiwal Malwy; Mifune Matsuri – Festiwal Łodzi z udziałem cesarza i jego dworu oraz Gion Matsuri – buddyjski festiwal upamiętniający odejście epidemii dżumy w IX wieku. W regionie Chūgoku odbywa się Eyo w Okayamie, będący najsłynniejszym w Japonii Hadaka Matsuri, czyli tzw. „nagim” festiwalem. W Hiroszimie ma miejsce pełne zadumy Święto Pokoju dla upamiętnienia ofiar bomby atomowej.
Region Sikoku to przede wszystkim Awa odori, a więc festiwal tradycyjnych tańców z wyspy Awaji. Z kolei w rejonie Kiusiu mają miejsce m.in.: Hakata Gion Yamakasa – parada, a właściwie wyścig olbrzymich platform na kołach ulicami Fukuoki oraz O-Kunchi w Nagasaki, festiwal z licznymi wpływami chińskimi, takimi jak tańce smoka.
Ze względu na występowanie kilku dni świątecznych, następujących bezpośrednio po sobie, okres na przełomie kwietnia i maja jest nazywany w Japonii „złotym tygodniem”. Używa się zarówno nazwy angielskiej „Golden Week” (w skrócie GW), jak i japońskich: ōgon-shūkan (złoty tydzień), ōgata-renkyū (długie święto).
W latach 1998–2001 władze Japonii, porządkując układ dni świątecznych, wprowadziły „system szczęśliwego poniedziałku”, czyli happī-mandē-seido polegający na przesunięciu niektórych świąt narodowych na poniedziałki, tworząc trzydniowe weekendy. Wprowadzono także wolne dni pomiędzy świętami. Nazywają się one kokumin-no kyūjitsu, czyli „święta obywatelskie”. W przeszłości Japończycy wykorzystywali takie okazje na urlopy, biorąc dni wolne pomiędzy świętami. „Skaczące” święta nazwano tobi-ishi-renkyū od skojarzenia z kamieniami do przeskoczenia płytkiej rzeki lub ułożonych w japońskim ogrodzie.
| Data                            | Nazwa polska                                      | Nazwa japońska |
| ------------------------------- | ------------------------------------------------- | --- |
| 1 stycznia                      | Dzień Nowego Roku                                 | Ganjitsu (jap. 元日), także O-shōgatsu (jap. お正月) w znaczeniu samego Dnia Nowego Roku, jak i świątecznego okresu noworocznego |
| drugi poniedziałek stycznia     | Święto Pełnoletniości (ukończenie 20 lat)         | Seijin no Hi (jap. 成人の日) |
| 11 lutego                       | Dzień Pamięci Założenia Państwa (w 660 r. p.n.e.) | Kenkoku Kinen no Hi (jap. 建国記念の日)                                                                                          |
| 23 lutego                       | Urodziny Cesarza                                  | Tennō Tanjōbi (jap. 天皇誕生日)                                                                                                  |
| 20 lub 21 marca                 | Wiosenne Zrównanie Dnia z Nocą                    | Shunbun no Hi (jap. 春分の日) |
| 29 kwietnia                     | Dzień Ery Shōwa                                   | Shōwa no Hi (jap. 昭和の日) |
| 3 maja                          | Dzień Konstytucji                                 | Kenpō Kinenbi (jap. 憲法記念日)                                                                                                  |
| 4 maja                          | Dzień Zieleni                                     | Midori no Hi (jap. 緑の日); formalny zapis kaną: みどりの日                                                                      |
| 5 maja                          | Dzień Dziecka                                     | Kodomo no Hi (jap. 子供の日); formalny zapis kaną: こどもの日                                                                    |
| trzeci poniedziałek lipca       | Dzień Morza                                       | Umi no Hi (jap. 海の日) |
| trzeci poniedziałek września    | Dzień Szacunku dla Starszych                      | Keirō no Hi (jap. 敬老の日) |
| 22 lub 23 września              | Jesienne Zrównanie Dnia z Nocą                    | Shūbun no Hi (秋分の日) |
| drugi poniedziałek października | Dzień Sportu i Zdrowia                            | Taiiku no Hi (jap. 体育の日) |
| 3 listopada                     | Dzień Kultury                                     | Bunka no Hi (jap. 文化の日) |
| 23 listopada                    | Dzień Święta Pracy                                | Kinrō Kansha no Hi (jap. 勤労感謝の日)                                                                                           |

## Sport

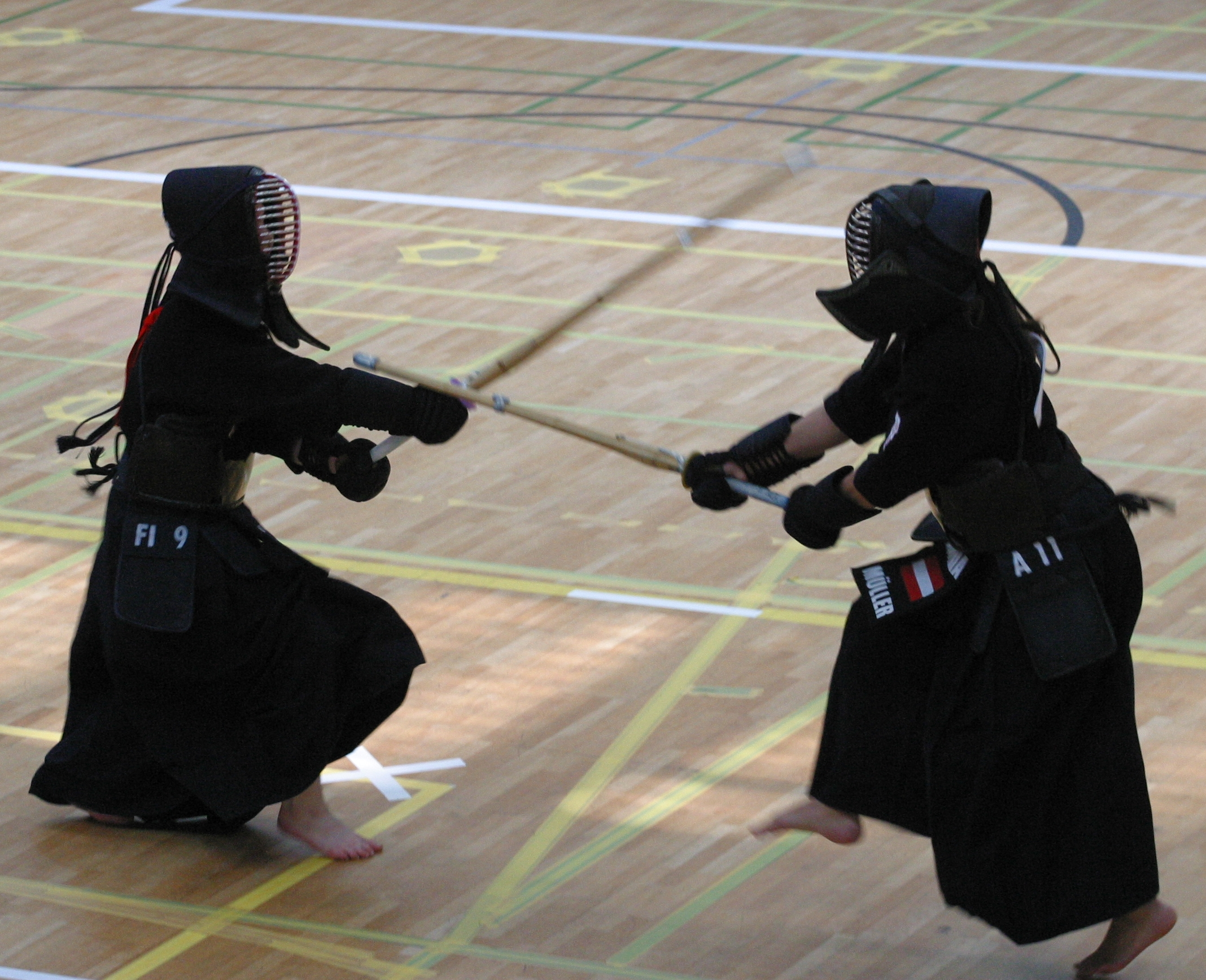
Kendo

Wymagające zwinności, skupienia oraz poświęcenia sztuki walki (jap. bujutsu) przywędrowały do Japonii z Chin wraz z buddyzmem i należą do najbardziej rozpowszechnionych, tradycyjnych dyscyplin sportowych. Ich elementarne zasady zostały opracowane m.in. przez wędrownych mnichów, którzy z biegiem czasu udoskonalali metody walki w taki sposób, aby móc skutecznie stawić opór podczas podróży, kiedy byli napadani przez rozbójników. W sztukach walki kładziony jest nacisk na dyscyplinę fizyczną i duchową. Spośród ich rodzajów, najstarsze są: kenjutsu, a więc wywodząca się od samurajów umiejętność walki mieczem; mająca średniowieczny rodowód walka wręcz – jūjutsu, a także starodawne łucznictwo kyūjutsu, którego zasady spisano w okresie Kamakura.

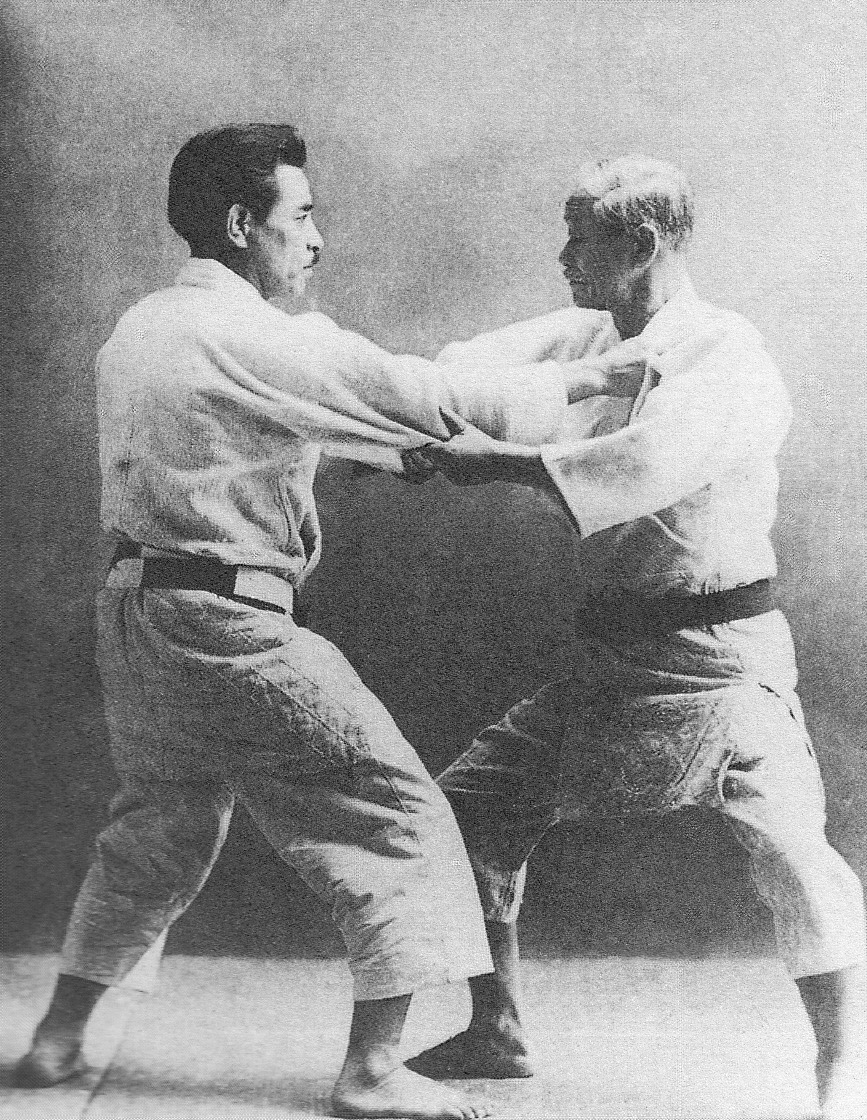
Ojcowie judo, Kyūzō Mifune i Jigorō Kanō

Wprowadzone w XIX w. do sportu kendo, czyli walka na bambusowe miecze jest dyscypliną po dziś dzień uprawianą w szkołach i na uczelniach wyższych. Podobnie, choć w mniejszym stopniu rzecz się ma z łucznictwem kyūdō, którego zasady ukształtował w ogromnej mierze wyznawany przez samurajów zen.
Stworzone na początku XX w. przez Jigorō Kanō judo, które łączy w sobie stare sztuki walki, takie jak jujutsu oraz ćwiczenia ducha stało się w niedługim czasie japońskim sportem narodowym, a jego istota sprowadza się do stosowania rozmaitych rzutów i chwytów. Obecnie judo jest popularne na całym świecie.
Karate, co oznacza dosłownie pustą rękę jest blisko spokrewnione z chińskim wushu. Od XIV w. było ono powszechnie uprawiane na wyspach Riukiu (prefektura Okinawa), skąd dotarło do głównych Wysp Japońskich dopiero na początku XX wieku. Ów kładący większy nacisk na atak niźli obronę sposób walki obejmuje rozmaite ciosy np. dłonią czy stopą.
W latach 20. XX w. Morihei Ueshiba wprowadził aikido, które bazuje na starych sztukach walki i kładzie nacisk wyłącznie na obronę poprzez rzuty zręcznie wykorzystujące impet przeciwnika. Ów sposób walki nawiązuje w ruchach do klasycznego tańca japońskiego i w największym stopniu przywiązuje wagę do wartości duchowych.
Po zakończeniu II wojny światowej sztuki walki zostały zakazane przez władze okupacyjne, a ponownie zalegalizowane w 1950 roku. Uczą ich mistrzowie w szkołach zwanych dojo, a miarą opanowania większości z nich jest sześciostopniowy system rang zwanych dan.

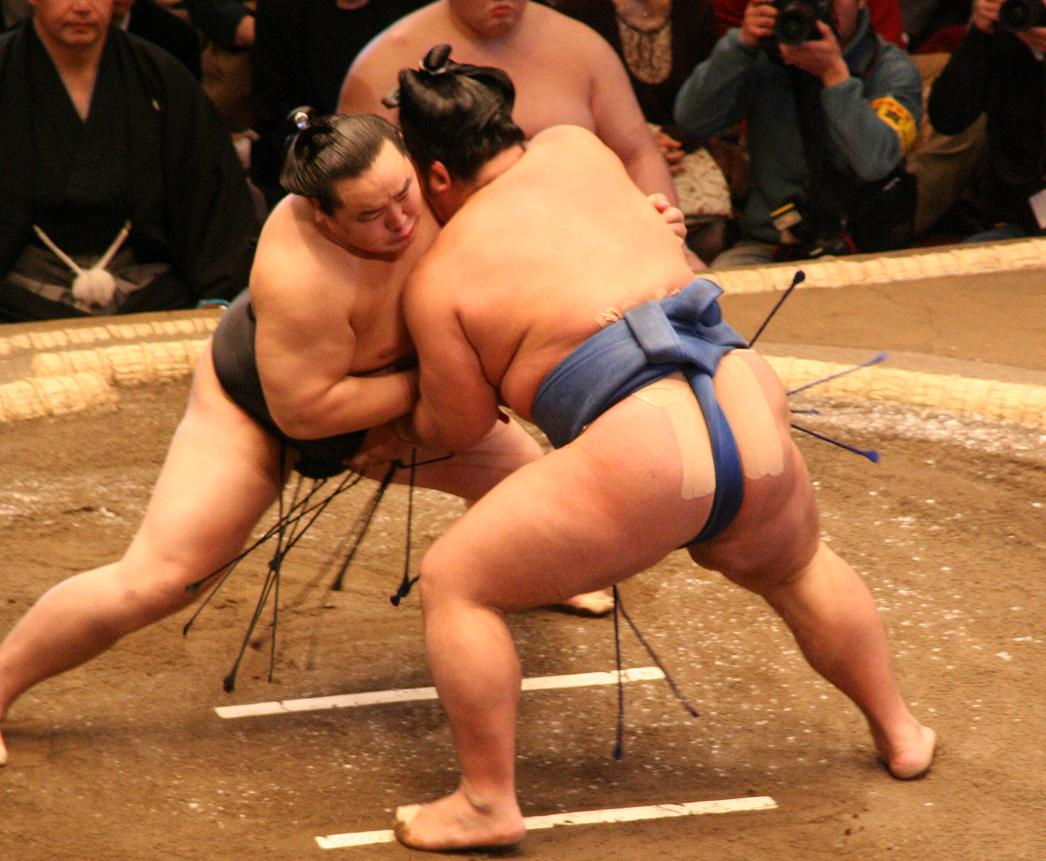
Zapasy sumo

Obwarowane skomplikowanym ceremoniałem zapasy sumo, to japoński sport narodowy znany od początku VIII w. Celem zawodników o nienaturalnych, jak na japońskie standardy rozmiarach i wadze, jest wypchnięcie przeciwnika poza obręb maty, bądź też przewrócenie go za pomocą odpowiednich rzutów, pchnięć i uderzeń ciałem.
Inne, niekiedy już zapomniane gry i dyscypliny to np. kemari, gitcho czy hanetsuki. W Japonii dużą popularnością cieszą się gry planszowe, popularne w całej Azji Wschodniej: shōgi, go, mājan, sugoroku.
Dotychczas na letnich igrzyskach olimpijskich Japończycy wywalczyli 360 medali, w tym 123 złote, 112 srebrnych oraz 125 brązowych, zajmując tym samym 12. pozycję w klasyfikacji medalowej wszech czasów. Na ów dorobek złożyły się przede wszystkim medale w takich dyscyplinach jak judo, gimnastyka, zapasy, pływanie czy lekkoatletyka.
Z kolei na zimowych igrzyskach olimpijskich sportowcy japońscy zdobyli dotąd 32 medale: 9 złotych, 10 srebrnych i 13 brązowych, plasując tym samym swoje państwo na 14. miejscu w klasyfikacji wszech czasów. Były to głównie medale zdobyte w takich dyscyplinach jak skoki narciarskie czy łyżwiarstwo szybkie.
Do najpopularniejszych gier zespołowych zaliczają się przybyłe w latach 70. XIX w. baseball, piłka nożna, a także znacznie później siatkówka, w której Japonia święciła wielkie tryumfy: olimpijskie złoto z 1972, srebro z 1968 czy brąz z 1964 wywalczone przez reprezentację mężczyzn, a także olimpijskie medale kobiet, w tym złote z tokijskich igrzysk w 1964 oraz tych z 1976, srebrne z Meksyku w 1968 i Monachium w 1972 oraz brąz z 1984.

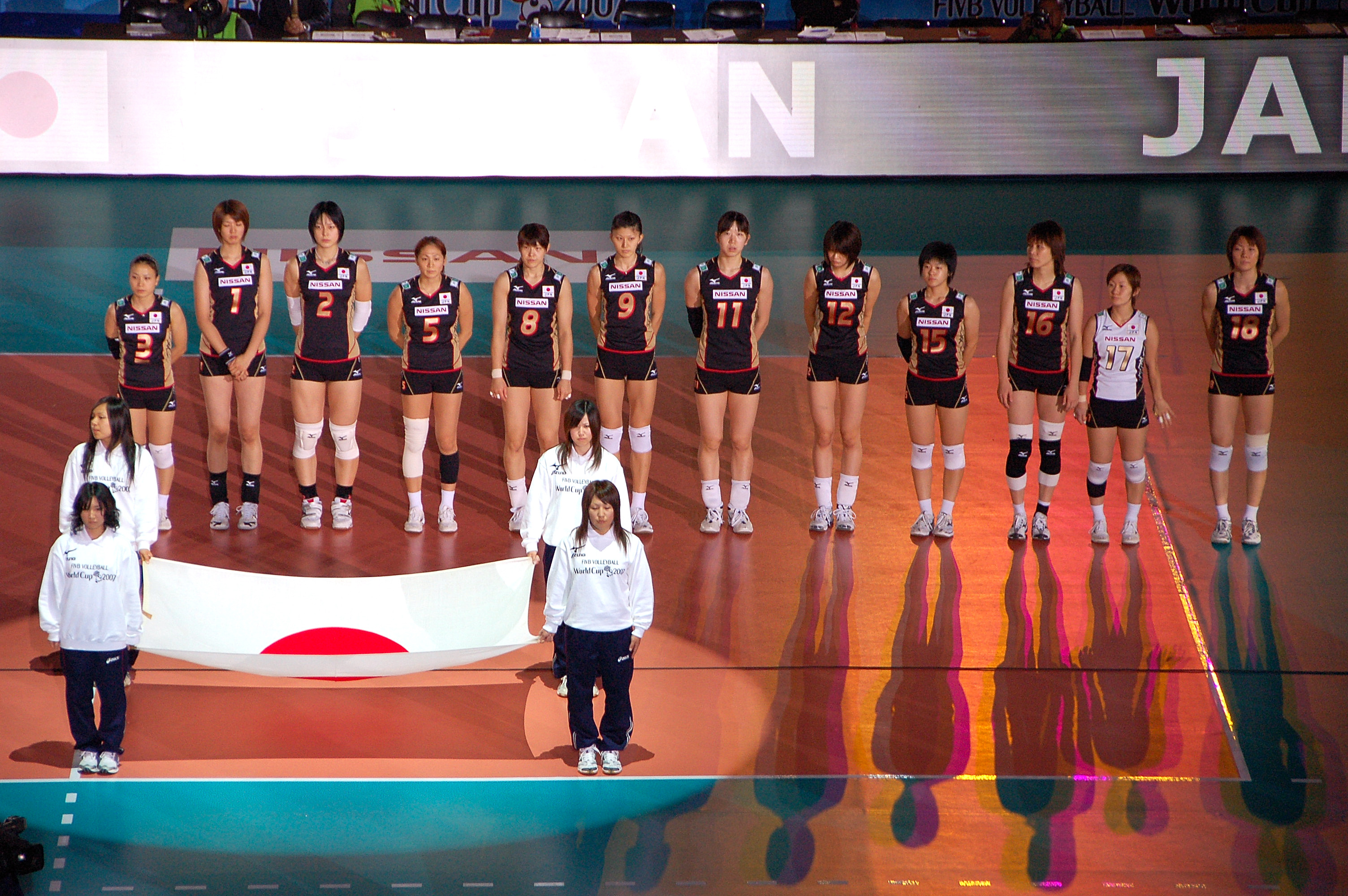
Reprezentacja Japonii w siatkówce kobiet

Na mistrzostwach świata siatkarze japońscy dwukrotnie, tj. w 1970 oraz 1974 stawali na najniższym stopniu podium. Natomiast o wiele bardziej imponujące są mundialowe osiągnięcia Japonek, które trzykrotnie zdobyły medale z najcenniejszego kruszcu, tj. w 1962, 1967 oraz 1974, a także 3 srebrne w 1960, 1970 i 1978. Siatkarze japońscy są najbardziej utytułowaną drużyną rozgrywanych początkowo co cztery, a obecnie co dwa lata mistrzostw Azji. Sześciokrotnie stawali na najwyższym stopniu podium, tj. w latach: 1975, 1983, 1987, 1991 oraz 2005. Poza tym w 1989 i 1997 roku zajmowali drugie miejsca, a w 1979, 1993 oraz 2001 roku zdobywali medale brązowe. Reprezentacja kobiet trzykrotnie, tj. w latach 1975, 1983 i 2007 okazała się być najlepsza na kontynencie. Pięciokrotnie, a więc w latach: 1979, 1987, 1989, 1991 oraz 1993 zajmowały drugie miejsce na podium. Były czterokrotnie trzecie (1995, 1997, 1999, 2005).
Zaszczepiony przez Amerykanów baseball był przez długi czas najpopularniejszą grą zespołową w Japonii, w efekcie czego wielu tamtejszych baseballistów grało z powodzeniem w najlepszej na świecie lidze MLB. Natomiast stosunkowo niewiele sukcesów odniosła reprezentacja kraju: zdobyła olimpijskie srebro z 1996 oraz dwukrotnie trzecie miejsce w 1992 i 2004. Japończycy wywalczyli także drugie miejsce w 1982 roku na rozgrywanych zazwyczaj co dwa lata mistrzostwach świata, a także pięciokrotnie stawali na najniższym stopniu podium, tj. w 1976, 1980, 1994, 2003 oraz 2007.

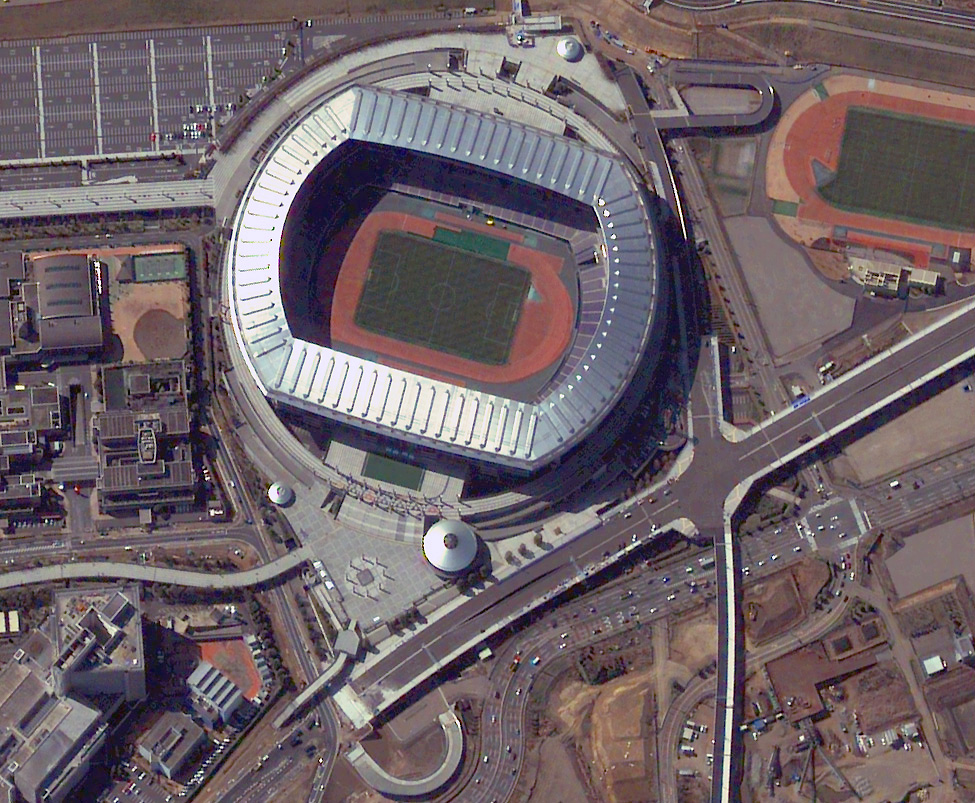
Finałowa arena Mundialu 2002 – Stadion Międzynarodowy w Jokohamie

Chociaż już na olimpiadzie w Meksyku w 1968 roku Japończycy zdobyli brązowy medal, to jednak dopiero od początku lat 90. XX w. można mówić o intensywnym rozwoju piłki nożnej w Japonii, która podobnie jak na całym świecie staje się powoli najważniejszą grą zespołową. Od tamtej pory reprezentacja Kraju Wschodzącego Słońca czterokrotnie tryumfowała w Pucharze Azji, tj. w 1992, 2000, 2004 oraz 2011. W 1998 zadebiutowali w najważniejszej piłkarskiej imprezie świata, a więc Mundialu, na którym wystąpili także w 2002 jako współgospodarz, gdzie podobnie jak później w RPA dotarli do drugiej rundy. Istotnym osiągnięciem było wywalczone na własnych boiskach drugie miejsce w Pucharze Konfederacji w 2001. W 1993 zainaugurowała swe rozgrywki najlepsza obecnie w Azji zawodowa liga piłkarska J-Rigu.
Podobnie jak inne wysoko rozwinięte państwa świata, także Japonia była gospodarzem wielu imprez o zasięgu globalnym, spośród których wymienić trzeba olimpiady, tj. Letnie IO 1964 w Tokio, Zimowe IO 1972 w Sapporo, IO 1998 w Nagano i Igrzyska Olimpijskie Tokio 2020, oraz organizowane wspólnie z Koreą Południową piłkarskie MŚ 2002.

## Turystyka

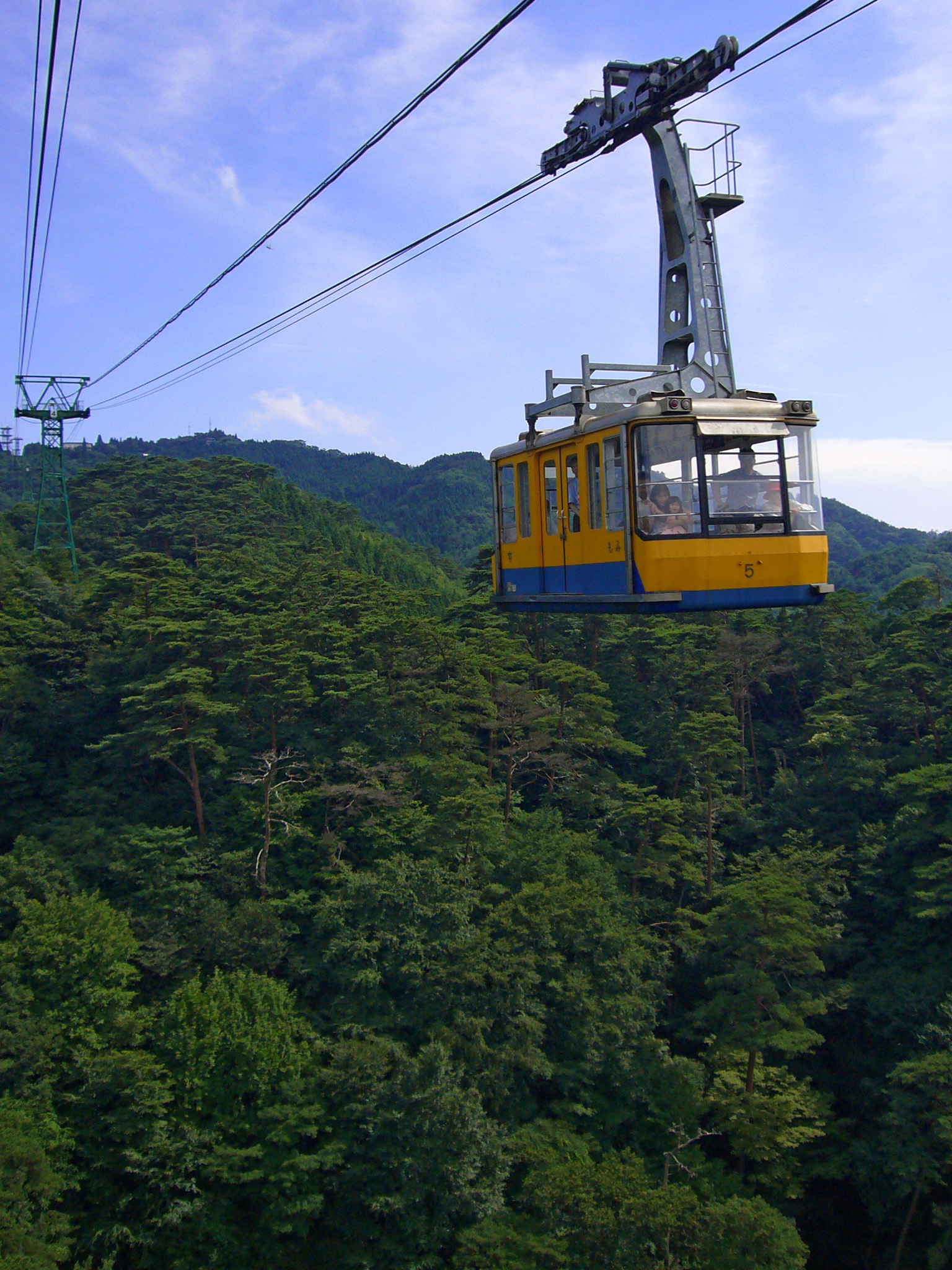
Kolej linowa Rokko Arima w Kobe

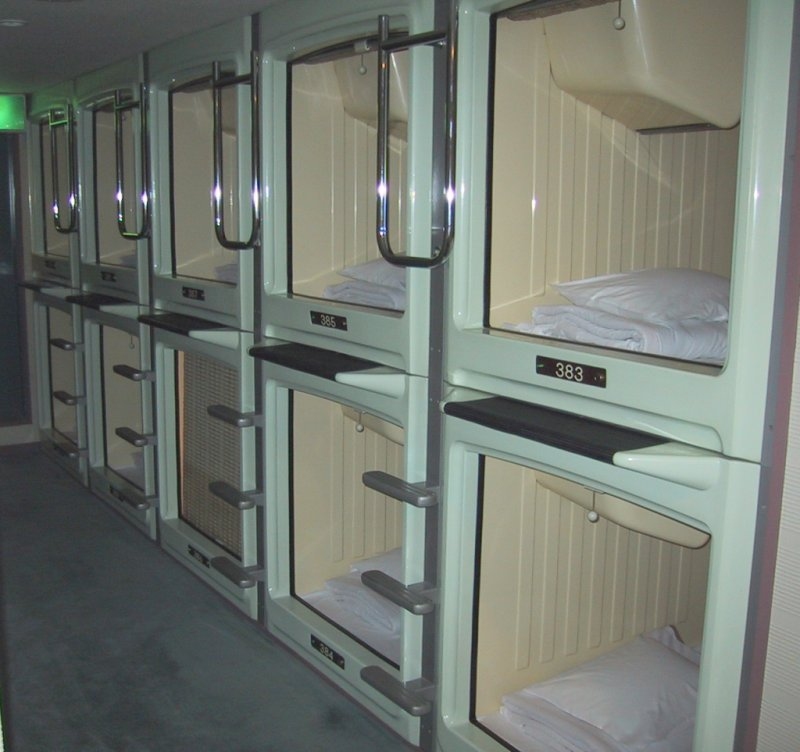
Hotel kapsułowy w Osace

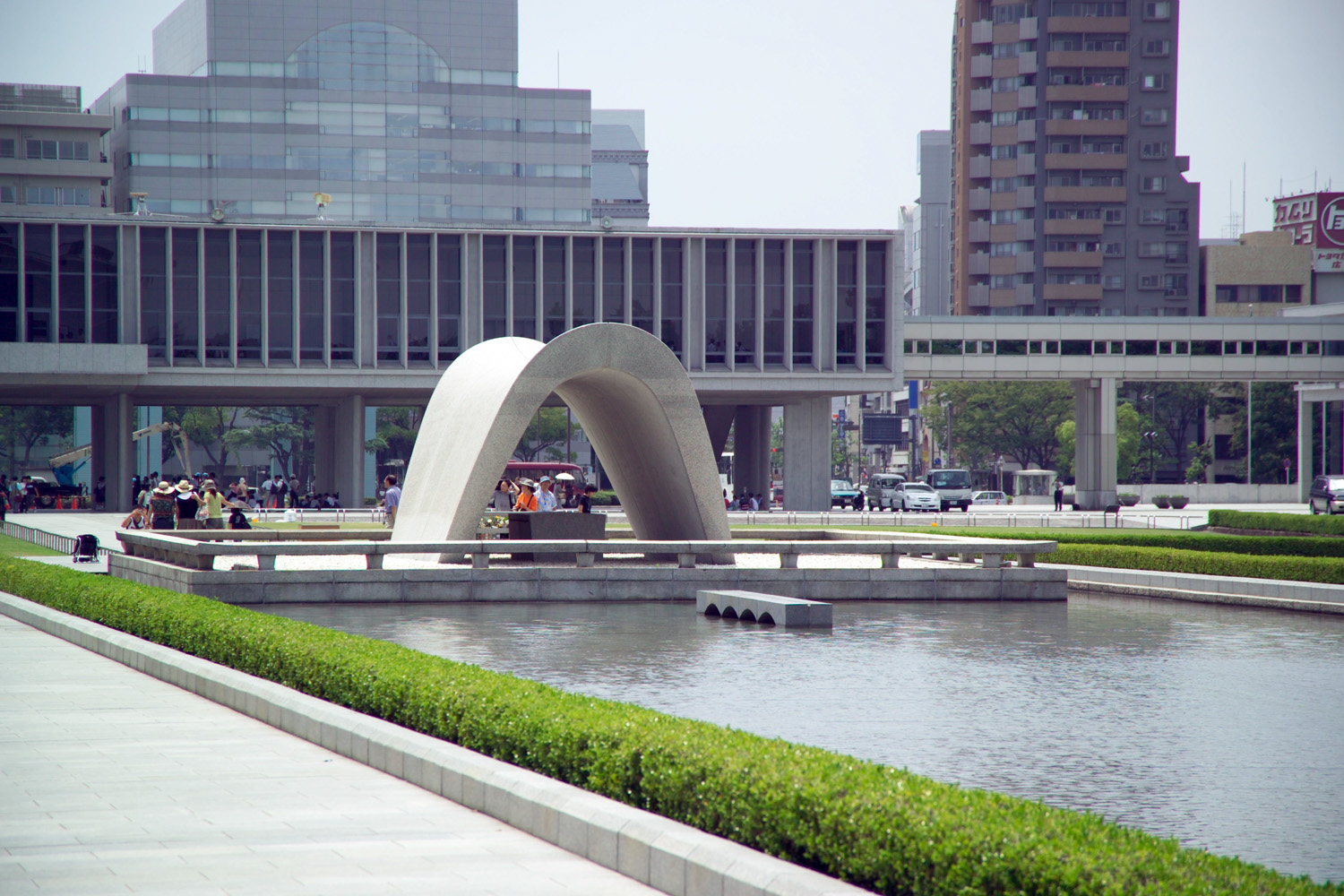
Muzeum Pokoju w Hiroszimie

Japonia jest atrakcyjnym celem turystycznym i świetnie do tego przygotowanym. W 2015 roku kraj ten odwiedziło 19,737 mln turystów (47,1% więcej niż w roku poprzednim), generując dla niego przychody na poziomie 24,983 mld dolarów.
Z uwagi na urozmaicony krajobraz, bogactwo przyrody oraz zróżnicowany niezależnie od pory roku klimat, Kraj Wschodzącego Słońca stwarza doskonałe warunki do uprawiania wszelkich form czynnego wypoczynku. W 29 parkach narodowych objęte ochroną są najcenniejsze pod względem krajobrazowym i przyrodniczym tereny Japonii. Dla turystów i miłośników przyrody są liczne szlaki i atrakcyjne miejsca, tereny obfite w gorące źródła, góry porośnięte lasami i znajdujące się tam chramy i świątynie, klifowe, skaliste oraz niskie, piaszczyste wybrzeża, malownicze zatoki, jeziora. Dostępne są także niezliczone i niejednokrotnie otoczone rafą koralową wyspy, a nawet całe archipelagi. Niektóre obszary, takie jak półwysep Shiretoko, pasmo górskie Shirakami, góry Kii oraz wyspa Yakushima zostały uznane za część światowego dziedzictwa przyrodniczego UNESCO. Niemniej jednak tradycyjnie do tzw. „trzech wspaniałych widoków Japonii” zaliczają się: położona nieopodal Sendai zatoka Matsushima, znajdująca się na północ od Kioto mierzeja Ama-no-hashidate oraz leżąca koło Hiroszimy wyspa Miyajima, znana też jako Itsukushima.
Dobrze rozwinięta infrastruktura turystyczna oraz wyspiarsko-górzysto-wulkaniczny charakter terytorium Japonii sprawiają, iż w każdym jej zakątku można wypoczywać zarówno nad morzem, w górach, jak i występujących powszechnie uzdrowiskach termalnych, czyli onsenach, z których najsłynniejsze to: Noboribetsu, Hakone, Kusatsu, Dogo Onsen oraz Beppu. Miłośnicy sportów wodnych i plażowania wypoczywają najczęściej na wyspach Riukiu, południowym wybrzeżu Sikoku, Kiusiu, półwyspach Kii, Izu. Z kolei Hokkaido oraz zajmujące wnętrze Honsiu Alpy Japońskie stanowią najpopularniejszy cel wakacji wśród zwolenników górskich wędrówek i sportów zimowych. Ponadto liczne bystre, górskie rzeki jak np. Kuma stwarzają doskonałe warunki dla kajakarstwa oraz spływów.
Pozostałością po bogatych, a zarazem burzliwych, dziejach są pochodzące z różnych okresów historycznych zabytki architektury i sztuki, z których kilka wpisanych zostało na listę światowego dziedzictwa kulturalnego UNESCO; inne zaś stanowią japoński Skarb Narodowy. Najcenniejszym i najliczniejszym ich skupiskiem jest dawna stolica cesarska Kioto, w której starych dzielnicach odnaleźć można setki buddyjskich świątyń, shintōistycznych chramów, liczne pałace i ogrody. Inne obfitujące w stare budowle miasta to: Nara, Kanazawa, Nikkō, Kamakura czy Takayama. W odległych, mniej zurbanizowanych i uprzemysłowionych obszarach Japonii zachowały się małe miasteczka i wsie, w których czas jakby się zatrzymał, dając tym samym wgląd w przeszłość kraju. Są to np. pocztowe miasta doliny Kiso, jak: Tsumago, Magome czy Kiso Fukushima; rzemieślnicze Uchiko na Sikoku; położone w północnym Chugoku samurajskie Tsuwano, Hagi, czy też znajdujące się w zachodnim Tōhoku Kakunodate, a także zabytkowe wsie Shirakawa, Gokayama czy Hida. Charakterystyczne dla Kraju Wschodzącego Słońca są liczne, częstokroć odbudowane i przypominające czasy siogunów zamki, z których najsłynniejsze to Himeji, Matsumoto oraz Kumamoto.
W odludnych i trudno dostępnych terenach górskich znajdują się buddyjskie klasztory oraz chramy shintō. Do szczególnie ważnych zaliczają się: klasztor położony na górze Koya w regionie Kinki, Yamadera w południowym Tōhoku oraz najświętszy dla shintō Wielki Chram Ise. Z kolei dookoła Sikoku przebiega najpopularniejszy w Japonii, składający się z 88 świątyń szlak pielgrzymkowy.
Japonia szczyci się bogatym i wielowiekowym zarówno materialnym, jak i duchowym dziedzictwem kulturowym. W licznych muzeach zgromadzono istotne dla tożsamości japońskiej oraz ważne pod względem artystycznym zabytki: piśmiennictwa, rzeźby, malarstwa, sztuki użytkowej i rzemiosła. Niezapomnianych wrażeń dostarczyć mogą tradycyjne spektakle teatralne, jak również pełne skomplikowanego rytuału walki sumo. Doskonałą sposobnością dla zgłębienia tej kultury są niezliczone festiwale i święta, a znajdujące się na każdym kroku restauracje i bary pozwalają nie tylko nabrać sił, ale także zapoznać się z egzotyczną kuchnią.